# Autobus de Marseille
Le réseau d'autobus de Marseille couvre la commune de Marseille ainsi que les communes voisines d'Allauch, Plan-de-Cuques et Septèmes-les-Vallons.
Il compte une centaine de lignes exploitées par la RTM fonctionnant de 4 h à 22 h (sauf certaines qui circulent de 4 h a 1 h du matin). À partir de 21 h 30, une douzaine de lignes de soirée (réseau « Fluobus ») prennent le relais jusqu'à 1 h du matin puis deux de nuit en fin de semaine (réseau « Noctambus ») de 1 h à 4 h du matin.

## Réseau RTM

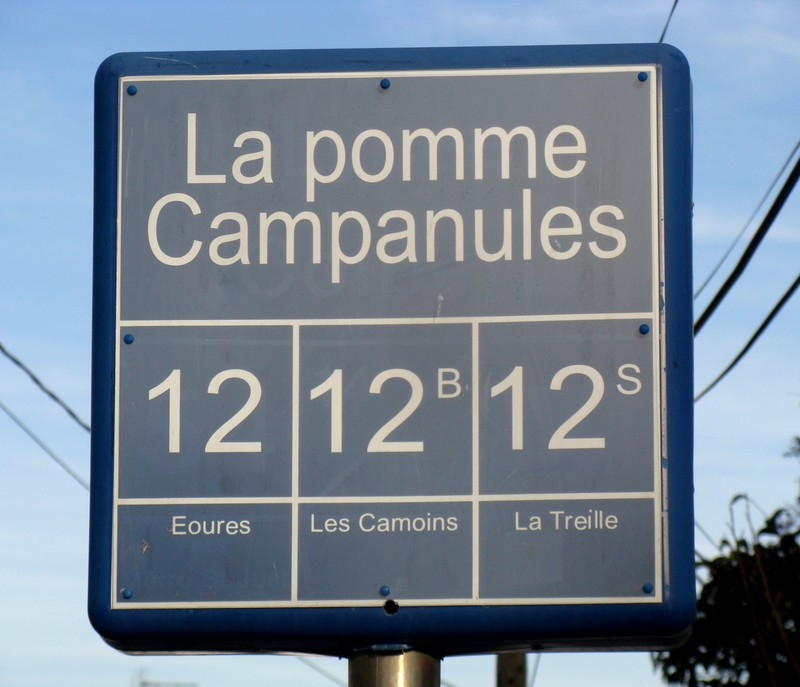
Un arrêt de bus de la RTM.

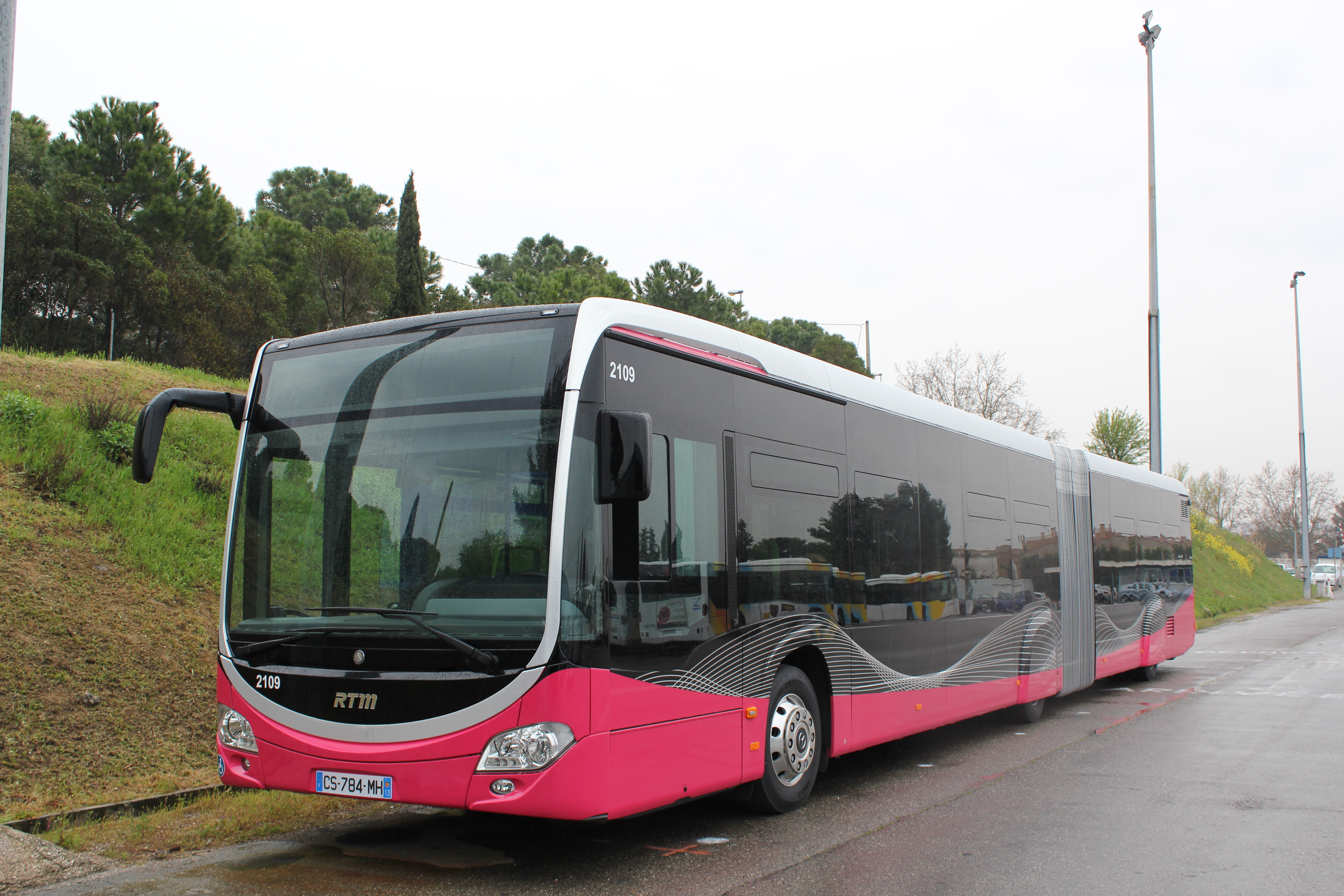
Un Très Grand Bus articulé (Mercedes-Benz O530 Citaro G C2).

### Numérotation
Le réseau de bus géré par la RTM est doté d'une numérotation héritée de l'ancien réseau de tramway de la ville qui était disposé en étoile à partir du centre-ville (la ligne 1 partant vers Allauch, la 2 vers Plan-de-Cuques, etc.). Les barres des numéros des services intermittents de tramway ont été remplacées par des lignes de bus à numéros barrés puis par des « B » (exemple : 4, 4B). Ainsi :
- les lignes aux itinéraires quasi semblables sont différenciées par des lettres, par exemple : 12, 12B, 12S, etc. ;
- les lignes de service renforcé desservant les lycées en période scolaire sont numérotées en 1xxx ou en Sx : 1100, S1, S2, S3, , etc. ;
- les lignes express sont différenciées par un J (auparavant « Jet ») : 97 / 97J ; B1 / 21J ;
- les lignes desservant les communes autour de Marseille sont numérotées 107 à 144 ;
- les lignes à haut niveau de service (« Très Grands Bus ») sont numérotées Bx : B1, B2, B3 (actuellement B3A et B3B dans l'attente de la fin de la construction de la voie).

Auparavant, 49A et 49B différenciaient le sens de circulation d'une même ligne circulaire (aujourd'hui remplacée par la ligne 49) alors que 41S et 41N remplaçaient une ancienne ligne 41 coupée en deux (devenues aujourd'hui 41 et 42). Une ligne exploitée durant l'année 2013 a porté un nom : la « City navette ».
Les lignes historiques du réseau de nuit « Fluobus » sont numérotées 5xx à l'exception des lignes 145 (remplacée par 144) et B3.
Une restructuration complète du réseau de bus est à l’étude pour l’horizon 2025.

### Lignes urbaines

Réseau de Très Grand Bus prévu par le PDU pour 2023.

#### Bus à haut niveau de service
Depuis le 1er septembre 2014, la RTM exploite des lignes de bus à haut niveau de service (BHNS) dénommées « Très Grands Bus » ou « lebus+ ». Elles sont desservies par des autobus articulés circulant au moins en partie en site propre, :
- B1 : Castellane ↔ Campus de Luminy / Luminy Parc National des Calanques (les soirs et week-ends) (a remplacé les lignes 21 et 521) ;
- B2 : Métro Gèze ↔ Vallon des Tuves / Hôpital Nord (les soirs) (a remplacé les lignes 26 et 526) ;
- B3 : Saint-Jérôme Parking Relais ↔ Technopôle de Château-Gombert, exploitée en journée en deux sections séparées (B3A et B3B) en attendant les travaux entre Les Oliviers et la Rose (totalement nouvelles).

Une ligne B4 Métro Gèze ↔ La Fourragère ainsi qu'une ligne B5 La Fourragère ↔ La Gaye sont prévues pour septembre 2025.
| Ligne                                                         | Caractéristiques | Caractéristiques                                          | Caractéristiques                                          | Caractéristiques                                          | Caractéristiques                                          | Caractéristiques                                          | Caractéristiques                                          | Caractéristiques                                          | Caractéristiques                                          |
| pictogramme B1 · Accessible aux personnes à mobilité réduite  | lebus+ B1 | lebus+ B1                                                 | lebus+ B1                                                 | lebus+ B1                                                 | lebus+ B1                                                 | lebus+ B1                                                 | lebus+ B1                                                 | lebus+ B1                                                 | lebus+ B1                                                 |
| pictogramme B1 · Accessible aux personnes à mobilité réduite  | Castellane ⥋ Luminy P.N. des Calanques / Campus de Luminy | Castellane ⥋ Luminy P.N. des Calanques / Campus de Luminy | Castellane ⥋ Luminy P.N. des Calanques / Campus de Luminy | Castellane ⥋ Luminy P.N. des Calanques / Campus de Luminy | Castellane ⥋ Luminy P.N. des Calanques / Campus de Luminy | Castellane ⥋ Luminy P.N. des Calanques / Campus de Luminy | Castellane ⥋ Luminy P.N. des Calanques / Campus de Luminy | Castellane ⥋ Luminy P.N. des Calanques / Campus de Luminy | Castellane ⥋ Luminy P.N. des Calanques / Campus de Luminy |
| ------------------------------------------------------------- | --- | --------------------------------------------------------- | --------------------------------------------------------- | --------------------------------------------------------- | --------------------------------------------------------- | --------------------------------------------------------- | --------------------------------------------------------- | --------------------------------------------------------- | --------------------------------------------------------- |
| pictogramme B1 · Accessible aux personnes à mobilité réduite  | Ouverture / Fermeture 3 septembre 2018 / — | Longueur 9,7 km                                           | Durée 30 min                                              | Nb. d’arrêts 28                                           | Matériel Citaro G C2                                      | Jours de fonctionnement L, Ma, Me, J, V, S, D             | Jour / Soir / Nuit / Fêtes O / O / N / O                  | Voy. / an 5 000 000                                       | Dépôt Capelette                                           |
| pictogramme B1 · Accessible aux personnes à mobilité réduite  | Desserte : - Arrondissements desservis : 6e, 8e et 9e - Stations et gares desservies : Castellane , Périer , Rond-point du Prado - Points d’intérêts desservis : Basilique du Sacré-Cœur de Marseille, Parc Chanot, Stade Vélodrome, Consulat de Roumanie, Cité radieuse de Marseille, Jardin de la Magalone, Centre commercial Valmante, Campus de Luminy, École supérieure d'ingénieurs de Luminy, Centre d'immunologie de Marseille-Luminy - Arrêts desservis dans les deux sens : Prado Dupré, Prado Périer, Prado Borde, Prado Louvain, Prado Rodocanachi, Métro Rond-point du Prado, Michelet Huveaune, Michelet Ramon, Michelet Bousquet, Le Corbusier, Michelet Luce, Michelet Taine, Michelet Bonnaude, Obélisque, Ste Trinité, Résidence le Montmorency, Tomasi, Centre commercial Valmante, Résidence Valmont Redon, Le Redon, Lachamp le Clos des Iris, Luminy Lachamp, HLM Luminy, Luminy complexe sportif, Luminy Kedge Business School, Luminy Parc national des Calanques, Luminy Faculté |                                                           |                                                           |                                                           |                                                           |                                                           |                                                           |                                                           |                                                           |
| pictogramme B1 · Accessible aux personnes à mobilité réduite  | Autre : - Amplitudes horaires : La ligne B1 fonctionne du lundi au samedi de 4 h 15 à 1 h et le dimanche de 5 h 41 à 0 h 45 environ. - Particularités : - Les arrêts Luminy Faculté et Campus de Luminy ne sont desservis que de 6h à 21h du lundi au vendredi. Le reste du temps le terminus est Luminy PN des Calanques jusqu’à la fin du service. - L’itinéraire est en site propre en grande partie. - Histoire : Cette ligne remplace la ligne 21 sur la totalité de son itinéraire, avec un prolongement vers le Campus de Luminy. Depuis le 1er juin 2024, elle remplace la ligne de soirée 521. - Date de dernière mise à jour : 8 janvier 2023. |                                                           |                                                           |                                                           |                                                           |                                                           |                                                           |                                                           |                                                           |
| pictogramme B1 · Accessible aux personnes à mobilité réduite  | Dernière actualisation : — |                                                           |                                                           |                                                           |                                                           |                                                           |                                                           |                                                           |                                                           |
| pictogramme B2 · Accessible aux personnes à mobilité réduite  | lebus+ B2 | lebus+ B2                                                 | lebus+ B2                                                 | lebus+ B2                                                 | lebus+ B2                                                 | lebus+ B2                                                 | lebus+ B2                                                 | lebus+ B2                                                 | lebus+ B2                                                 |
| pictogramme B2 · Accessible aux personnes à mobilité réduite  | Métro Gèze ⥋ Hôpital Nord / Vallon des Tuves |                                                           |                                                           |                                                           |                                                           |                                                           |                                                           |                                                           |                                                           |
| pictogramme B2 · Accessible aux personnes à mobilité réduite  | Ouverture / Fermeture 1er septembre 2014 / — | Longueur 10 km                                            | Durée 40 min                                              | Nb. d’arrêts 32                                           | Matériel Citaro G C2                                      | Jours de fonctionnement L, Ma, Me, J, V, S, D             | Jour / Soir / Nuit / Fêtes O / O / N / O                  | Voy. / an 3 000 000                                       | Dépôt Arenc                                               |
| pictogramme B2 · Accessible aux personnes à mobilité réduite  | Desserte : - Arrondissements desservis : 15e - Stations et gares desservies : Gèze , St Antoine - Points d’intérêts desservis : Marché aux puces, Mairie du 15e/16e, Raffinerie Saint Louis Sucre, Faculté de médecine de Marseille Nord, Hôpital Nord - Arrêts desservis : Lyon Oddo, Billoux Mairie 15-16, Lyon Raffineries, Lyon Commanderie, St Louis La Poste, Parc St Louis, St Louis Susini, St Louis, St Louis Camau, Résidence St Louis, Cité La Viste, La Viste Hanoï, La Viste, La Viste Scierie, Collège Jean Moulin, Gare de St Antoine, St Antoine Village, St Antoine Collet, St Antoine Mairie, Les Fabrettes, Notre-Dame-Limite, Vallon d'Ol Bourrély, Parc Kalliste, Bourrély Granière, Hôpital Nord Urgences, Faculté de Médecine, Hôpital Nord, La Martine, Collège Vallon des Pins, Val Pins |                                                           |                                                           |                                                           |                                                           |                                                           |                                                           |                                                           |                                                           |
| pictogramme B2 · Accessible aux personnes à mobilité réduite  | Autre : - Amplitudes horaires : La ligne B2 fonctionne 7 jours sur 7 de 4 h à 1 h environ. Du lundi au vendredi, le premier départ du Vallon des Tuves se fait à 4 h 20 et le dernier à 22 h. Par la suite, elle fait terminus à l’Hôpital Nord de 22 h à la fin du service. - Particularités : Cette ligne BHNS ne possède que 15 % du trajet en site propre. - Histoire : Cette ligne remplace la ligne 26 sur la totalité de son itinéraire, ainsi que la ligne 526 depuis le 1er juin 2024. Depuis le 16 décembre 2019, la ligne est rabattue à Gèze. - Date de dernière mise à jour : 31 mai 2024. |                                                           |                                                           |                                                           |                                                           |                                                           |                                                           |                                                           |                                                           |
| pictogramme B2 · Accessible aux personnes à mobilité réduite  | Dernière actualisation : — |                                                           |                                                           |                                                           |                                                           |                                                           |                                                           |                                                           |                                                           |
| pictogramme B3 · Accessible aux personnes à mobilité réduite  | lebus+ B3 | lebus+ B3                                                 | lebus+ B3                                                 | lebus+ B3                                                 | lebus+ B3                                                 | lebus+ B3                                                 | lebus+ B3                                                 | lebus+ B3                                                 | lebus+ B3                                                 |
| pictogramme B3 · Accessible aux personnes à mobilité réduite  | Saint-Jérôme Parking relais ⥋ Métro Malpassé |                                                           |                                                           |                                                           |                                                           |                                                           |                                                           |                                                           |                                                           |
| pictogramme B3 · Accessible aux personnes à mobilité réduite  | Ouverture / Fermeture 1er septembre 2014 / — | Longueur 2,9 km                                           | Durée 7 min                                               | Nb. d’arrêts 10                                           | Matériel Citaro G C2                                      | Jours de fonctionnement L, Ma, Me, J, V, S, D             | Jour / Soir / Nuit / Fêtes O / N / N / O                  | Voy. / an —                                               | Dépôt La Rose                                             |
| pictogramme B3 · Accessible aux personnes à mobilité réduite  | Desserte : - Arrondissements desservis : 13e et 14e. - Stations et gares desservies : Malpassé - Points d’intérêts desservis : Hôpital Laveran, Faculté des sciences de St Jérôme, IUT St Jérôme - Arrêts desservis : St Jérôme IUT, St Jérôme Faculté, Les Lilas, Les Oliviers, Stade de Malpassé, Hôpital Laveran, Laveran Diderot, Malpassé |                                                           |                                                           |                                                           |                                                           |                                                           |                                                           |                                                           |                                                           |
| pictogramme B3 · Accessible aux personnes à mobilité réduite  | Autre : - Amplitudes horaires : La ligne B3A fonctionne du lundi au dimanche de 5 h à 20 h 50 environ. - Particularités : Ligne temporaire, tout comme B3B, en attendant la mise en service de B3. Priorité aux carrefours (les bus déclenchent les feux verts). Sera remplacée par la ligne B3 le 1er septembre 2025. - Date de dernière mise à jour : 31 août 2014. |                                                           |                                                           |                                                           |                                                           |                                                           |                                                           |                                                           |                                                           |
| pictogramme B3 · Accessible aux personnes à mobilité réduite  | Dernière actualisation : — |                                                           |                                                           |                                                           |                                                           |                                                           |                                                           |                                                           |                                                           |
| pictogramme B3B · Accessible aux personnes à mobilité réduite | lebus+ B3 | lebus+ B3                                                 | lebus+ B3                                                 | lebus+ B3                                                 | lebus+ B3                                                 | lebus+ B3                                                 | lebus+ B3                                                 | lebus+ B3                                                 | lebus+ B3                                                 |
| pictogramme B3B · Accessible aux personnes à mobilité réduite | Technopôle de Château-Gombert ⥋ Métro La Rose |                                                           |                                                           |                                                           |                                                           |                                                           |                                                           |                                                           |                                                           |
| pictogramme B3B · Accessible aux personnes à mobilité réduite | Ouverture / Fermeture 1er septembre 2014 / — | Longueur 1,9 km                                           | Durée 6 min                                               | Nb. d’arrêts 5                                            | Matériel Citaro G C2                                      | Jours de fonctionnement L, Ma, Me, J, V, S, D             | Jour / Soir / Nuit / Fêtes O / N / N / O                  | Voy. / an —                                               | Dépôt La Rose                                             |
| pictogramme B3B · Accessible aux personnes à mobilité réduite | Desserte : - Arrondissements desservis : 13e - Stations et gares desservies : La Rose - Points d’intérêts desservis : Technopôle de Château Gombert : École centrale de Marseille, Polytech Marseille, École de conception et de maintenance logiciel… - Arrêts desservis : Technopôle Polytech Marseille, Technopôle Centrale Marseille, Les Vieux Cyprès |                                                           |                                                           |                                                           |                                                           |                                                           |                                                           |                                                           |                                                           |
| pictogramme B3B · Accessible aux personnes à mobilité réduite | Autre : - Amplitudes horaires : La ligne B3B fonctionne du lundi au dimanche de 5 h à 20 h 50 environ. - Particularités : Ligne temporaire, tout comme B3A, en attendant la mise en service de B3. Priorité aux carrefours (les bus déclenchent les feux verts). Sera remplacée par la ligne B3 le 1er septembre 2025. - Date de dernière mise à jour : 31 août 2014. |                                                           |                                                           |                                                           |                                                           |                                                           |                                                           |                                                           |                                                           |
| pictogramme B3B · Accessible aux personnes à mobilité réduite | Dernière actualisation : — |                                                           |                                                           |                                                           |                                                           |                                                           |                                                           |                                                           |                                                           |

Depuis le 22 mai 2013, des autobus articulés circulent également sur les lignes 19 (en période estivale uniquement), 35, 38, 70 et 98 (uniquement le samedi). Ils ont circulé sur les lignes 82 et 82S jusqu'au 28 septembre 2015, date de début des travaux du quai de Rive Neuve, depuis ils circulent en standard électrique.

#### Lignes 1 à 9
| Ligne                                                        | Caractéristiques | Caractéristiques                                                  | Caractéristiques                                                  | Caractéristiques                                                  | Caractéristiques                                                  | Caractéristiques                                                  | Caractéristiques                                                  | Caractéristiques                                                  | Caractéristiques                                                  |
| pictogramme 1 · Accessible aux personnes à mobilité réduite  | Métro La Rose ⥋ Château-Gombert | Métro La Rose ⥋ Château-Gombert                                   | Métro La Rose ⥋ Château-Gombert                                   | Métro La Rose ⥋ Château-Gombert                                   | Métro La Rose ⥋ Château-Gombert                                   | Métro La Rose ⥋ Château-Gombert                                   | Métro La Rose ⥋ Château-Gombert                                   | Métro La Rose ⥋ Château-Gombert                                   | Métro La Rose ⥋ Château-Gombert                                   |
| ------------------------------------------------------------ | --- | ----------------------------------------------------------------- | ----------------------------------------------------------------- | ----------------------------------------------------------------- | ----------------------------------------------------------------- | ----------------------------------------------------------------- | ----------------------------------------------------------------- | ----------------------------------------------------------------- | ----------------------------------------------------------------- |
| pictogramme 1 · Accessible aux personnes à mobilité réduite  | Ouverture / Fermeture 20 janvier 1997 / — | Longueur 4,1 km                                                   | Durée 12 min                                                      | Nb. d’arrêts 14                                                   | Matériel GX 327 GX 337 Citaro ie bus 12 7900                      | Jours de fonctionnement L, Ma, Me, J, V, S                        | Jour / Soir / Nuit / Fêtes O / N / N / O                          | Voy. / an —                                                       | Dépôt La Rose                                                     |
| pictogramme 1 · Accessible aux personnes à mobilité réduite  | Desserte : - Arrondissements desservis : 13e - Stations et gares desservies : La Rose - Arrêts desservis : Val Plan, Les Vieux Cyprès, Einstein Monnet, Einstein Athéna, Collège Malraux, Einstein parking relais, Bara Bessons, Bara Val de Gray, Bara la Croix, Bara Prats, Place des Héros, Palama Château Gombert |                                                                   |                                                                   |                                                                   |                                                                   |                                                                   |                                                                   |                                                                   |                                                                   |
| pictogramme 1 · Accessible aux personnes à mobilité réduite  | Autre : - Amplitudes horaires : La ligne 1 fonctionne du lundi au samedi de 6 h 40 à 19 h 20 environ. - Histoire : De 1997 à 2014, cette ligne était circulaire de la Rose au Technopôle via l'Institut méditerranéen de technologie. Entre 2014 et 2015, cette ligne fut remplacée par la ligne . Le jour de sa remise en service le 31 août 2015, son itinéraire a été totalement modifié et reprend en partie celui de la ligne 5T qui reliait le Métro la Rose à La Parade. - Date de dernière mise à jour : 30 août 2015. |                                                                   |                                                                   |                                                                   |                                                                   |                                                                   |                                                                   |                                                                   |                                                                   |
| pictogramme 1 · Accessible aux personnes à mobilité réduite  | Dernière actualisation : — |                                                                   |                                                                   |                                                                   |                                                                   |                                                                   |                                                                   |                                                                   |                                                                   |
| pictogramme 2 · Accessible aux personnes à mobilité réduite  | Métro La Rose ⥋ Cité La Marie Haute | Métro La Rose ⥋ Cité La Marie Haute                               | Métro La Rose ⥋ Cité La Marie Haute                               | Métro La Rose ⥋ Cité La Marie Haute                               | Métro La Rose ⥋ Cité La Marie Haute                               | Métro La Rose ⥋ Cité La Marie Haute                               | Métro La Rose ⥋ Cité La Marie Haute                               | Métro La Rose ⥋ Cité La Marie Haute                               | Métro La Rose ⥋ Cité La Marie Haute                               |
| pictogramme 2 · Accessible aux personnes à mobilité réduite  | Ouverture / Fermeture 14 janvier 1957 / — | Longueur 3,6 km                                                   | Durée 8 min                                                       | Nb. d’arrêts 16                                                   | Matériel GX 327 GX 337 Citaro ie bus 12 7900                      | Jours de fonctionnement L, Ma, Me, J, V, S, D                     | Jour / Soir / Nuit / Fêtes O / N / N / O                          | Voy. / an —                                                       | Dépôt La Rose                                                     |
| pictogramme 2 · Accessible aux personnes à mobilité réduite  | Desserte : - Arrondissements desservis : 13e - Stations et gares desservies : La Rose - Arrêts desservis : La Rose Poste, La Grave La Rose, La Rose, La Rose Bd. Neuf, La Croix Rouge Val Plan, La Bégude, La Bégude Sud, La Ravelle, La Croix Rouge Église, La Croix-Rouge, Delprat Vallon Vert, Les Bartavelles, Fournacle Les Aurengues, Cité La Marie Basse |                                                                   |                                                                   |                                                                   |                                                                   |                                                                   |                                                                   |                                                                   |                                                                   |
| pictogramme 2 · Accessible aux personnes à mobilité réduite  | Autre : - Amplitudes horaires : La ligne 2 fonctionne du lundi au samedi de 4 h 36 à 21 h 13 et le dimanche de 6 h 30 à 20 h environ. - Date de dernière mise à jour : 2 février 2003. |                                                                   |                                                                   |                                                                   |                                                                   |                                                                   |                                                                   |                                                                   |                                                                   |
| pictogramme 2 · Accessible aux personnes à mobilité réduite  | Dernière actualisation : — |                                                                   |                                                                   |                                                                   |                                                                   |                                                                   |                                                                   |                                                                   |                                                                   |
| pictogramme 3 · Accessible aux personnes à mobilité réduite  | Métro La Rose ⥋ Hauts de Sainte-Marthe | Métro La Rose ⥋ Hauts de Sainte-Marthe                            | Métro La Rose ⥋ Hauts de Sainte-Marthe                            | Métro La Rose ⥋ Hauts de Sainte-Marthe                            | Métro La Rose ⥋ Hauts de Sainte-Marthe                            | Métro La Rose ⥋ Hauts de Sainte-Marthe                            | Métro La Rose ⥋ Hauts de Sainte-Marthe                            | Métro La Rose ⥋ Hauts de Sainte-Marthe                            | Métro La Rose ⥋ Hauts de Sainte-Marthe                            |
| pictogramme 3 · Accessible aux personnes à mobilité réduite  | Ouverture / Fermeture 26 novembre 1977 / — | Longueur 4,2 km                                                   | Durée 8 min                                                       | Nb. d’arrêts 18                                                   | Matériel GX 327 GX 337 Citaro ie bus 12 7900                      | Jours de fonctionnement L, Ma, Me, J, V, S                        | Jour / Soir / Nuit / Fêtes O / N / N / N                          | Voy. / an —                                                       | Dépôt La Rose                                                     |
| pictogramme 3 · Accessible aux personnes à mobilité réduite  | Desserte : - Arrondissements desservis : 13e et 14e - Stations et gares desservies : La Rose - Arrêts desservis : Val Plan, Barielle, Consolation Gracieuse, Lycée Artaud, Consolation Balustres, ND de la Consolation, Nicolas Appert, Susini Marie Louise, St Jérôme IUT, Géraniums, Audisio Santa Cruz, Audisio Valmalète - Desservis aux heures de pointe dans les deux sens : St Mitre écoles, St Mitre, Place de St Mitre, St Mitre église, Lycée Simone Veil, St Jérôme parking relais |                                                                   |                                                                   |                                                                   |                                                                   |                                                                   |                                                                   |                                                                   |                                                                   |
| pictogramme 3 · Accessible aux personnes à mobilité réduite  | Autre : - Amplitudes horaires : La ligne 3 fonctionne du lundi au samedi de 6 h 15 à 20 h 50. - Particularités : Certains services assurent la desserte du lycée Simone Veil et de Saint-Mitre généralement aux heures de pointe. - Date de dernière mise à jour : 3 septembre 2018. |                                                                   |                                                                   |                                                                   |                                                                   |                                                                   |                                                                   |                                                                   |                                                                   |
| pictogramme 3 · Accessible aux personnes à mobilité réduite  | Dernière actualisation : — |                                                                   |                                                                   |                                                                   |                                                                   |                                                                   |                                                                   |                                                                   |                                                                   |
| pictogramme 4 · Accessible aux personnes à mobilité réduite  | Métro La Rose ⥋ La Valentine Centres Commerciaux | Métro La Rose ⥋ La Valentine Centres Commerciaux                  | Métro La Rose ⥋ La Valentine Centres Commerciaux                  | Métro La Rose ⥋ La Valentine Centres Commerciaux                  | Métro La Rose ⥋ La Valentine Centres Commerciaux                  | Métro La Rose ⥋ La Valentine Centres Commerciaux                  | Métro La Rose ⥋ La Valentine Centres Commerciaux                  | Métro La Rose ⥋ La Valentine Centres Commerciaux                  | Métro La Rose ⥋ La Valentine Centres Commerciaux                  |
| pictogramme 4 · Accessible aux personnes à mobilité réduite  | Ouverture / Fermeture 24 septembre 1891 / — | Longueur 8,1 km                                                   | Durée 14 min                                                      | Nb. d’arrêts 35                                                   | Matériel GX 327 GX 337 Citaro ie bus 12 7900                      | Jours de fonctionnement L, Ma, Me, J, V, S                        | Jour / Soir / Nuit / Fêtes O / N / N / O                          | Voy. / an —                                                       | Dépôt La Rose                                                     |
| pictogramme 4 · Accessible aux personnes à mobilité réduite  | Desserte : - Arrondissements desservis : 11e, 12e et 13e - Stations et gares desservies : La Rose - Arrêts desservis : La Rose Poste, La Grave La Rose, La Rose, Les Baudillons, Clos D’Orville, La Maurelle, Les Martégaux, Château des Martégaux, Fondacle, Les Olives Contesse, Les Aurengues, Les Acacias, Les Olives Blache, Les Olives Village, Poilus Mistral, Vélodrome, Poilus Siphon, Poilus Écoles, Les Trois Lucs Ste Rita, Les Trois-Lucs, Peintres Roux Jardinerie, Vaudrans Trois Lucs, Vaudrans Marronniers, Les Vaudrans, Peintres Roux la Serviane, Les Trois Lucs Bouquière, Peintres Roux Montre, Peintres Roux La Valentine, La Valentine, Collège le Ruissatel, La Galerie la Valentine, La Valentelle, Village Estellan, La Sablière la Montre |                                                                   |                                                                   |                                                                   |                                                                   |                                                                   |                                                                   |                                                                   |                                                                   |
| pictogramme 4 · Accessible aux personnes à mobilité réduite  | Autre : - Amplitudes horaires : La ligne 4 fonctionne du lundi au samedi de 6 h 10 à 20 h 15 environ. - Particularités : - Du lundi au vendredi en période scolaire, la ligne 4 dessert le collège Ruissatel en départ de La Rose aux heures de début et de fin des cours. - Du lundi au samedi en période scolaire, la ligne 4 dessert La Montre en départ de La Rose et, dans les deux sens, dessert Les Vaudrans à certaines heures. - Date de dernière mise à jour : 15 juillet 2003. |                                                                   |                                                                   |                                                                   |                                                                   |                                                                   |                                                                   |                                                                   |                                                                   |
| pictogramme 4 · Accessible aux personnes à mobilité réduite  | Dernière actualisation : — |                                                                   |                                                                   |                                                                   |                                                                   |                                                                   |                                                                   |                                                                   |                                                                   |
| pictogramme 4B · Accessible aux personnes à mobilité réduite | Métro La Rose ⥋ Les Trois-Lucs | Métro La Rose ⥋ Les Trois-Lucs                                    | Métro La Rose ⥋ Les Trois-Lucs                                    | Métro La Rose ⥋ Les Trois-Lucs                                    | Métro La Rose ⥋ Les Trois-Lucs                                    | Métro La Rose ⥋ Les Trois-Lucs                                    | Métro La Rose ⥋ Les Trois-Lucs                                    | Métro La Rose ⥋ Les Trois-Lucs                                    | Métro La Rose ⥋ Les Trois-Lucs                                    |
| pictogramme 4B · Accessible aux personnes à mobilité réduite | Ouverture / Fermeture 4 septembre 1978 / — | Longueur 5 km                                                     | Durée 12 min                                                      | Nb. d’arrêts 21                                                   | Matériel GX 327 GX 337 Citaro ie bus 12 7900                      | Jours de fonctionnement L, Ma, Me, J, V, S, D                     | Jour / Soir / Nuit / Fêtes O / N / N / O                          | Voy. / an —                                                       | Dépôt La Rose                                                     |
| pictogramme 4B · Accessible aux personnes à mobilité réduite | Desserte : - Arrondissements desservis : 12e et 13e - Stations et gares desservies : La Rose - Arrêts desservis : La Rose Poste, La Grave La Rose, La Rose, Les Baudillons, Clos D’Orville, La Maurelle, Les Martégaux, Château des Martégaux, Fondacle, Les Olives Comtesse, Les Aurengues, Les Acacias, Les Olives Blache, Les Olives Village, Poilus Mistral, Vélodrome, Poilus Siphon, Poilus Écoles, Les Trois Lucs Ste-Rita - Desservis le dimanche : Peintres Roux Jardinerie, Les Vaudrans Trois Lucs, Les Vaudrans Marroniers, Les Vaudrans |                                                                   |                                                                   |                                                                   |                                                                   |                                                                   |                                                                   |                                                                   |                                                                   |
| pictogramme 4B · Accessible aux personnes à mobilité réduite | Autre : - Amplitudes horaires : La ligne 4B fonctionne du lundi au vendredi de 4 h 31 à 8 h 7 et de 16 h 30 à 21 h 20, le samedi de 4 h 31 à 8 h 57 et le dimanche de 6 h 20 à 20 h 45 environ. - Particularités : Le dimanche, la ligne 4B fait terminus aux Vaudrans à certaines heures, en prolongement de son itinéraire normal. - Date de dernière mise à jour : 8 janvier 2017. |                                                                   |                                                                   |                                                                   |                                                                   |                                                                   |                                                                   |                                                                   |                                                                   |
| pictogramme 4B · Accessible aux personnes à mobilité réduite | Dernière actualisation : — |                                                                   |                                                                   |                                                                   |                                                                   |                                                                   |                                                                   |                                                                   |                                                                   |
| pictogramme 5 · Accessible aux personnes à mobilité réduite  | Métro La Rose ⥋ La Parade | Métro La Rose ⥋ La Parade                                         | Métro La Rose ⥋ La Parade                                         | Métro La Rose ⥋ La Parade                                         | Métro La Rose ⥋ La Parade                                         | Métro La Rose ⥋ La Parade                                         | Métro La Rose ⥋ La Parade                                         | Métro La Rose ⥋ La Parade                                         | Métro La Rose ⥋ La Parade                                         |
| pictogramme 5 · Accessible aux personnes à mobilité réduite  | Ouverture / Fermeture 16 mai 1908 / — | Longueur 6,5 km                                                   | Durée 16 min                                                      | Nb. d’arrêts 28                                                   | Matériel GX 327 GX 337 Citaro ie bus 12 7900                      | Jours de fonctionnement L, Ma, Me, J, V, S, D                     | Jour / Soir / Nuit / Fêtes O / N / N / O                          | Voy. / an —                                                       | Dépôt La Rose                                                     |
| pictogramme 5 · Accessible aux personnes à mobilité réduite  | Desserte : - Arrondissements desservis : 13e - Stations et gares desservies : La Rose - Arrêts desservis : Val Plan, Barielle, Consolation Gracieuse, Lycée Artaud, Consolation Balustres, Notre-Dame de la Consolation, Saint-Mitre Écoles, St Mitre, Les Deux Tours, Stade Mallet, La Julienne, Tastevin, Grottes Loubière, Les Mourets, Palama Château Gombert, Château-Gombert, Palama Pignol, Palama Camoins, Palama Fumade, Palama Carroussel, Palama Écuyers, La Parade Chars, Château de la Parade, La Parade Garou, La Parade Argelas, La Parade Pierrots |                                                                   |                                                                   |                                                                   |                                                                   |                                                                   |                                                                   |                                                                   |                                                                   |
| pictogramme 5 · Accessible aux personnes à mobilité réduite  | Autre : - Amplitudes horaires : La ligne 5 fonctionne du lundi au samedi de 5 h à 21 h et le dimanche de 6 h à 20 h 25 environ. - Histoire : Jusqu’au 5 septembre 2006, l'itinéraire actuel de la ligne 5 était assuré en période scolaire par l'ancienne ligne 5S supprimée le jour-même. Quant à la ligne 5, elle partait du Métro Malpassé en passant par St Jérôme. - Date de dernière mise à jour : 12 mai 2020. |                                                                   |                                                                   |                                                                   |                                                                   |                                                                   |                                                                   |                                                                   |                                                                   |
| pictogramme 5 · Accessible aux personnes à mobilité réduite  | Dernière actualisation : — |                                                                   |                                                                   |                                                                   |                                                                   |                                                                   |                                                                   |                                                                   |                                                                   |
| pictogramme 6 · Accessible aux personnes à mobilité réduite  | Foch Cinq-Avenues ⥋ Bois-Lemaître via Frais-Vallon | Foch Cinq-Avenues ⥋ Bois-Lemaître via Frais-Vallon                | Foch Cinq-Avenues ⥋ Bois-Lemaître via Frais-Vallon                | Foch Cinq-Avenues ⥋ Bois-Lemaître via Frais-Vallon                | Foch Cinq-Avenues ⥋ Bois-Lemaître via Frais-Vallon                | Foch Cinq-Avenues ⥋ Bois-Lemaître via Frais-Vallon                | Foch Cinq-Avenues ⥋ Bois-Lemaître via Frais-Vallon                | Foch Cinq-Avenues ⥋ Bois-Lemaître via Frais-Vallon                | Foch Cinq-Avenues ⥋ Bois-Lemaître via Frais-Vallon                |
| pictogramme 6 · Accessible aux personnes à mobilité réduite  | Ouverture / Fermeture 17 octobre 1909 / — | Longueur 10,7 km                                                  | Durée 17 min                                                      | Nb. d’arrêts 44                                                   | Matériel GX 327 GX 337 Citaro ie bus 12 7900                      | Jours de fonctionnement L, Ma, Me, J, V, S, D                     | Jour / Soir / Nuit / Fêtes O / N / N / O                          | Voy. / an —                                                       | Dépôt La Rose                                                     |
| pictogramme 6 · Accessible aux personnes à mobilité réduite  | Desserte : - Arrondissements desservis : 4e, 12e et 13e - Stations et gares desservies : Cinq Avenues - Longchamp , Chartreux , Frais-Vallon - Arrêts desservis dans les deux sens : Place Brossolette, Centre Gérontologique, Montolivet Beauregard, Le Petit Bosquet, Montolivet Corbière, Traverse St Just, Montolivet Matheron, Montolivet Chabot, Montolivet, Richard Py, Richard Aiguillette, Norma Compostelle, Compadieu, La Pignatelle, Kaddouz Beaumont, Kaddouz Séminaire, Petit Séminaire, Jonquilles Lotus, Jonquilles Maurelle, Frais Vallon Les Roses, Frais Vallon Collège, Frais Vallon Piscine, Métro Frais Vallon, Frais Vallon - Desservis en direction de Bois-Lemaître : 5 Avenues Fondère, Duparc Blancarde, Roux St Bruno, Roux Gavaudan, Roux Esplanade, Roux Beausoleil, Roux Montolivet, Richard 4 chemins, Mazarade Norma, Norma Peyrard - Desservis en direction de Foch Cinq-Avenues : Compostelle Aiguillette, Corogne Aiguillette, Montolivet Roux, Roche Albe, Duparc Roche, Duparc Montolivet, Blancarde Duparc, Blancarde Cinq-Avenues |                                                                   |                                                                   |                                                                   |                                                                   |                                                                   |                                                                   |                                                                   |                                                                   |
| pictogramme 6 · Accessible aux personnes à mobilité réduite  | Autre : - Amplitudes horaires : La ligne 6 fonctionne du lundi au samedi de 4 h 50 à 21 h 5 et le dimanche de 6 h à 21 h 5 environ. - Particularités : Terminus au Métro Frais-Vallon, le soir pour quelques départs de Foch 5 avenues aux heures de pointe. - Date de dernière mise à jour : 5 mai 2010. |                                                                   |                                                                   |                                                                   |                                                                   |                                                                   |                                                                   |                                                                   |                                                                   |
| pictogramme 6 · Accessible aux personnes à mobilité réduite  | Dernière actualisation : — |                                                                   |                                                                   |                                                                   |                                                                   |                                                                   |                                                                   |                                                                   |                                                                   |
| pictogramme 7 · Accessible aux personnes à mobilité réduite  | Foch Cinq-Avenues ⥋ Les Trois-Lucs Enco de Botte | Foch Cinq-Avenues ⥋ Les Trois-Lucs Enco de Botte                  | Foch Cinq-Avenues ⥋ Les Trois-Lucs Enco de Botte                  | Foch Cinq-Avenues ⥋ Les Trois-Lucs Enco de Botte                  | Foch Cinq-Avenues ⥋ Les Trois-Lucs Enco de Botte                  | Foch Cinq-Avenues ⥋ Les Trois-Lucs Enco de Botte                  | Foch Cinq-Avenues ⥋ Les Trois-Lucs Enco de Botte                  | Foch Cinq-Avenues ⥋ Les Trois-Lucs Enco de Botte                  | Foch Cinq-Avenues ⥋ Les Trois-Lucs Enco de Botte                  |
| pictogramme 7 · Accessible aux personnes à mobilité réduite  | Ouverture / Fermeture 24 mai 1914 / — | Longueur 6,9 km                                                   | Durée 24 min                                                      | Nb. d’arrêts 27                                                   | Matériel GX 327 GX 337 Citaro ie bus 12 7900                      | Jours de fonctionnement L, Ma, Me, J, V, S, D                     | Jour / Soir / Nuit / Fêtes O / N / N / O                          | Voy. / an —                                                       | Dépôt La Rose                                                     |
| pictogramme 7 · Accessible aux personnes à mobilité réduite  | Desserte : - Arrondissements desservis : 4e et 12e - Stations et gares desservies : Cinq Avenues - Longchamp , La Fourragère - Arrêts desservis dans les deux sens : Blancarde Progin, St Barnabé Cadolive, Compassion, St Barnabé La Croix, Lycée Marie Gasquet, St Barnabé Impôts, Guey, Métro La Fourragère, St Julien Kaddouz, Les Lierres, St Julien Kalliste, Beaumont Figone, Rougemont, St Julien Helvétie, St Julien St Pons, St Julien Comtesse, Fernandel Maroc, Fernandel Diable, Les Trois Lucs Marionne, Les Trois Lucs Germaine, Les Trois Lucs, Les Trois Lucs Salette, Les Trois Lucs Chante Cigale - Desservis en direction des Trois-Lucs Enco de Botte : 5 avenues Fondère, Blancarde Jeanne de Chantal - Desservis en direction de Foch Cinq-Avenues : Blancarde Rougier, Blancarde Duparc, Blancarde 5 avenues |                                                                   |                                                                   |                                                                   |                                                                   |                                                                   |                                                                   |                                                                   |                                                                   |
| pictogramme 7 · Accessible aux personnes à mobilité réduite  | Autre : - Amplitudes horaires : La ligne 7 fonctionne du lundi au samedi de 5 h à 21 h 20 et le dimanche de 5 h 30 à 21 h 20 environ. - Particularités : Les lignes 7 et 7B alternent à raison d'un bus sur deux du lundi au samedi au départ de Foch 5 avenues. Le dimanche, seule la ligne 7 fonctionne. - Histoire : Avant l’ouverture du tramway, les lignes 7 et 7B partaient de Canebière (Bourse) en passant par le boulevard de la Libération dans un sens et le boulevard Longchamp de l’autre. Depuis, ces lignes sont rabattues aux Cinq Avenues. - Date de dernière mise à jour : 26 mai 2016. |                                                                   |                                                                   |                                                                   |                                                                   |                                                                   |                                                                   |                                                                   |                                                                   |
| pictogramme 7 · Accessible aux personnes à mobilité réduite  | Dernière actualisation : — |                                                                   |                                                                   |                                                                   |                                                                   |                                                                   |                                                                   |                                                                   |                                                                   |
| pictogramme 7B · Accessible aux personnes à mobilité réduite | Foch Cinq-Avenues ⥋ Bois-Lemaître | Foch Cinq-Avenues ⥋ Bois-Lemaître                                 | Foch Cinq-Avenues ⥋ Bois-Lemaître                                 | Foch Cinq-Avenues ⥋ Bois-Lemaître                                 | Foch Cinq-Avenues ⥋ Bois-Lemaître                                 | Foch Cinq-Avenues ⥋ Bois-Lemaître                                 | Foch Cinq-Avenues ⥋ Bois-Lemaître                                 | Foch Cinq-Avenues ⥋ Bois-Lemaître                                 | Foch Cinq-Avenues ⥋ Bois-Lemaître                                 |
| pictogramme 7B · Accessible aux personnes à mobilité réduite | Ouverture / Fermeture 12 mai 1939 / — | Longueur 6,5 km                                                   | Durée 26 min                                                      | Nb. d’arrêts 22                                                   | Matériel GX 327 GX 337 Citaro ie bus 12 7900                      | Jours de fonctionnement L, Ma, Me, J, V, S                        | Jour / Soir / Nuit / Fêtes O / N / N / N                          | Voy. / an —                                                       | Dépôt La Rose                                                     |
| pictogramme 7B · Accessible aux personnes à mobilité réduite | Desserte : - Arrondissements desservis : 4e et 12e - Stations et gares desservies : Cinq Avenues - Longchamp , La Fourragère - Arrêts desservis dans les deux sens : Blancarde Progin, St Barnabé Cadolive, Compassion, St Barnabé La Croix, Lycée Marie Gasquet, St Julien Impôts, Guey, Métro La Fourragère, St Julien Kaddouz, Les Lierres, St Julien Kallisté, Beaumont Figone, Beaumont Pasteur, La Pignatelle, Compadieu - Desservis en direction de Bois-Lemaître : 5 Avenues Fondère, Blancarde Jeanne De Chantal, Beaumont Église, Fauvettes Charleroi, Fauvettes Pinatel, Kaddouz Beaumont - Desservis en direction de Foch Cinq-Avenues : Beaumont, Dumas Beaumont, Blancarde Rougier, Blancarde Duparc, Blancarde 5 Avenues |                                                                   |                                                                   |                                                                   |                                                                   |                                                                   |                                                                   |                                                                   |                                                                   |
| pictogramme 7B · Accessible aux personnes à mobilité réduite | Autre : - Amplitudes horaires : La ligne 7B fonctionne du lundi au samedi de 6 h 15 à 18 h 57 environ. - Particularités : Les lignes 7 et 7B alternent à raison d'un bus sur deux du lundi au samedi au départ de Foch 5 avenues. - Histoire : Avant l’ouverture du tramway, les lignes 7 et 7B partaient de Canebière (Bourse) en passant par le boulevard de la Libération dans un sens et le boulevard Longchamp de l’autre. Depuis, ces lignes sont rabattues aux Cinq Avenues. - Date de dernière mise à jour : 26 mai 2016. |                                                                   |                                                                   |                                                                   |                                                                   |                                                                   |                                                                   |                                                                   |                                                                   |
| pictogramme 7B · Accessible aux personnes à mobilité réduite | Dernière actualisation : — |                                                                   |                                                                   |                                                                   |                                                                   |                                                                   |                                                                   |                                                                   |                                                                   |
| pictogramme 9 · Accessible aux personnes à mobilité réduite  | Les Caillols Centre Urbain ⥋ Saint-Julien via Métro La Fourragère | Les Caillols Centre Urbain ⥋ Saint-Julien via Métro La Fourragère | Les Caillols Centre Urbain ⥋ Saint-Julien via Métro La Fourragère | Les Caillols Centre Urbain ⥋ Saint-Julien via Métro La Fourragère | Les Caillols Centre Urbain ⥋ Saint-Julien via Métro La Fourragère | Les Caillols Centre Urbain ⥋ Saint-Julien via Métro La Fourragère | Les Caillols Centre Urbain ⥋ Saint-Julien via Métro La Fourragère | Les Caillols Centre Urbain ⥋ Saint-Julien via Métro La Fourragère | Les Caillols Centre Urbain ⥋ Saint-Julien via Métro La Fourragère |
| pictogramme 9 · Accessible aux personnes à mobilité réduite  | Ouverture / Fermeture 20 avril 1902, / — | Longueur 7,7 km                                                   | Durée 25 min                                                      | Nb. d’arrêts 36                                                   | Matériel GX 327 GX 337 Citaro ie bus 12 7900                      | Jours de fonctionnement L, Ma, Me, J, V, S, D                     | Jour / Soir / Nuit / Fêtes O / N / N / O                          | Voy. / an —                                                       | Dépôt La Rose                                                     |
| pictogramme 9 · Accessible aux personnes à mobilité réduite  | Desserte : - Arrondissements desservis : 11e et 12e - Stations et gares desservies : Les Caillols , La Fourragère , St Barnabé - Arrêts desservis dans les deux sens : Booth Lecache, Booth La Moularde, Malosse Butris, HLM Les Caillols, Caillols Provence, Caillols Vieux Moulin, Caillols Fort Fouque, Caillols Monette, Caillols Figone, Caillols Le Clos, Caillols Rosière, Caillols Parini, Caillols La Fourragère, Métro La Fourragère, Jean Rameau, Provence, Félibres Lauriers, Félibres Aiguillette, Kaddouz Aiguillette, Kaddouz Sables Jaunes, Kaddouz Mazarade, Kaddouz Bourrély, Kaddouz Beaumont, Les Amaryllis, Amaryllis Étoile, Les Bougainvilliers, Les Romarins, Comtesse Rampal, Comtesse Clinique - Desservis en direction de St Julien : Métro St Barnabé, Léon Meisserel - Desservis en direction des Caillols centre urbain : Amaryllis Étoile, St Julien Centre des Impôts, Guey St Julien, Caillols le Clos |                                                                   |                                                                   |                                                                   |                                                                   |                                                                   |                                                                   |                                                                   |                                                                   |
| pictogramme 9 · Accessible aux personnes à mobilité réduite  | Autre : - Amplitudes horaires : La ligne 9 fonctionne du lundi au vendredi de 4 h 48 à 21 h 30, le samedi de 4 h 45 à 20 h 44 et le dimanche de 5 h 30 à 21 h 25 environ. - Particularités : Aux heures de pointe, certains services circulent uniquement entre Les Caillols et Métro La Fourragère. - Histoire : Avant l'ouverture du tramway en 2007 et des nouvelles stations de métro le 6 mai 2010, le terminus ville de la ligne 9 se situait aux Réformés puis aux Cinq-Avenues. Depuis, cette ligne ne dessert plus le centre-ville et reprend en partie l'essentiel du tracé de l'ancienne ligne 8 de St Barnabé à St Julien, supprimée le jour-même. Le reste de l’itinéraire de l’ancienne ligne est repris par la ligne prolongée de St Barnabé la Croix aux Chartreux. - Date de dernière mise à jour : 6 mai 2012. |                                                                   |                                                                   |                                                                   |                                                                   |                                                                   |                                                                   |                                                                   |                                                                   |
| pictogramme 9 · Accessible aux personnes à mobilité réduite  | Dernière actualisation : — |                                                                   |                                                                   |                                                                   |                                                                   |                                                                   |                                                                   |                                                                   |                                                                   |

#### Lignes 10 à 19
| Ligne                                                         | Caractéristiques | Caractéristiques                                                | Caractéristiques                                                | Caractéristiques                                                | Caractéristiques                                                | Caractéristiques                                                | Caractéristiques                                                | Caractéristiques                                                | Caractéristiques                                                |
| pictogramme 10 · Accessible aux personnes à mobilité réduite  | Métro La Fourragère via Louis Armand ⥋ Les Caillols Hôpital | Métro La Fourragère via Louis Armand ⥋ Les Caillols Hôpital     | Métro La Fourragère via Louis Armand ⥋ Les Caillols Hôpital     | Métro La Fourragère via Louis Armand ⥋ Les Caillols Hôpital     | Métro La Fourragère via Louis Armand ⥋ Les Caillols Hôpital     | Métro La Fourragère via Louis Armand ⥋ Les Caillols Hôpital     | Métro La Fourragère via Louis Armand ⥋ Les Caillols Hôpital     | Métro La Fourragère via Louis Armand ⥋ Les Caillols Hôpital     | Métro La Fourragère via Louis Armand ⥋ Les Caillols Hôpital     |
| ------------------------------------------------------------- | --- | --------------------------------------------------------------- | --------------------------------------------------------------- | --------------------------------------------------------------- | --------------------------------------------------------------- | --------------------------------------------------------------- | --------------------------------------------------------------- | --------------------------------------------------------------- | --------------------------------------------------------------- |
| pictogramme 10 · Accessible aux personnes à mobilité réduite  | Ouverture / Fermeture 3 mai 1914 / — | Longueur 7,3 km                                                 | Durée 20 min                                                    | Nb. d’arrêts 31                                                 | Matériel GX 327 GX 337 Citaro ie bus 12 7900                    | Jours de fonctionnement L, Ma, Me, J, V, S, D                   | Jour / Soir / Nuit / Fêtes O / N / N / O                        | Voy. / an —                                                     | Dépôt La Rose                                                   |
| pictogramme 10 · Accessible aux personnes à mobilité réduite  | Desserte : - Arrondissements desservis : 11e et 12e - Stations et gares desservies : Louis Armand , St Barnabé , La Fourragère , Les Caillols - Arrêts desservis dans les deux sens : Caillols La Fourragère, Les Borromées, Résidence Valvert, Le Vendôme, La Fourragère Désert, Désert Gazelles, Belle Vue, Centre Social, Bastide Basse, Bastide Cazaulx, Centre Commercial, Les Caillols Centre Urbain, Booth Lecache, Booth La Moularde, Les Cigalons, Collet des Comtes, Les Libérateurs - Desservi en direction des Caillols Hôpital : La Rouguière - Desservis en direction de La Fourragère : Gasquy Vian, Bastide St Jean, Garlaban Cauvin, Haïti Hespérides, Collège Darius Milhaud, Métro Louis Armand, Haguenau Merle, Haguenau Alaska, St Barnabé La Croix, St Barnabé Cauvin, Métro St Barnabé |                                                                 |                                                                 |                                                                 |                                                                 |                                                                 |                                                                 |                                                                 |                                                                 |
| pictogramme 10 · Accessible aux personnes à mobilité réduite  | Autre : - Amplitudes horaires : La ligne 10 fonctionne du lundi au samedi de 5 h 30 à 21 h 17 et le dimanche de 6 h 45 à 21 h 7 environ. - Histoire : Avant l'ouverture du tramway, la ligne 10 partait de Réformés Canebière et était limitée au Centre urbain des Caillols. Depuis cette date, la ligne 10 est, en plus d’être rabattue aux Cinq-Avenues deux ans plus tôt, prolongée jusqu'aux Caillols Hôpital avec la ligne en remplacement de la ligne 14 supprimée. L'ouverture des nouvelles stations de métro trois ans plus tard limitera le terminus à La Fourragère au lieu des Cinq-Avenues, excepté la desserte de Saint-Barnabé et de Louis Armand, anciennement desservie par la ligne 9 avant un changement de tracé des lignes 9, 10 et 67 survenu deux ans plus tard, le 6 mai 2012. - Date de dernière mise à jour : 6 mai 2012. |                                                                 |                                                                 |                                                                 |                                                                 |                                                                 |                                                                 |                                                                 |                                                                 |
| pictogramme 10 · Accessible aux personnes à mobilité réduite  | Dernière actualisation : — |                                                                 |                                                                 |                                                                 |                                                                 |                                                                 |                                                                 |                                                                 |                                                                 |
| pictogramme 12 · Accessible aux personnes à mobilité réduite  | Métro La Timone ⥋ Éoures | Métro La Timone ⥋ Éoures                                        | Métro La Timone ⥋ Éoures                                        | Métro La Timone ⥋ Éoures                                        | Métro La Timone ⥋ Éoures                                        | Métro La Timone ⥋ Éoures                                        | Métro La Timone ⥋ Éoures                                        | Métro La Timone ⥋ Éoures                                        | Métro La Timone ⥋ Éoures                                        |
| pictogramme 12 · Accessible aux personnes à mobilité réduite  | Ouverture / Fermeture 15 avril 1907 / — | Longueur 12,1 km                                                | Durée 30 min                                                    | Nb. d’arrêts 45                                                 | Matériel GX 327 Citaro                                          | Jours de fonctionnement L, Ma, Me, J, V, S, D                   | Jour / Soir / Nuit / Fêtes O / N / N / O                        | Voy. / an —                                                     | Dépôt Saint-Pierre                                              |
| pictogramme 12 · Accessible aux personnes à mobilité réduite  | Desserte : - Arrondissements desservis : 5e, 10e, 11e et 12e - Stations et gares desservies : La Timone , St Pierre , Les Caillols , La Pomme , St Marcel - Arrêts desservis dans les deux sens : Hôpital de la Timone, St Pierre Godchot, St Pierre Ste Thérèse, St Pierre, St Pierre petite porte, St Pierre Jeannette, Lombard Parette, Lombard Bezombes, Lombard Rebattu, Lombard Mireille Lauze, La Pomme Campanules, Follereau la Pomme, Les Caillols centre urbain, Booth Lecache, Lecache les Comtes, Clairval les Comtes, HLM la Rouguière, La Rouguière, Cartonnerie, Petit St Marcel, La Sablière la Montre, La Sablière St Menet, La Sablière la Ravelle, La Valentine, L'Audience, Collège le Ruissatel, Lycée Paul Melizan, Les Accates, Les 4 saisons, Clinique St Martin, Camoins les Clos, Place du Monument, Les Camoins, Camoins montée d'Éoures, Éoures St Roch, Éoures Notre Dame, Éoures village, Éoures Cigales - Desservis en direction d’Éoures : Allard Mireille Lauze, Église de la Pomme - Desservis en direction de Métro la Timone : La Sablière, La Montre, Gare de la Pomme |                                                                 |                                                                 |                                                                 |                                                                 |                                                                 |                                                                 |                                                                 |                                                                 |
| pictogramme 12 · Accessible aux personnes à mobilité réduite  | Autre : - Amplitudes horaires : La ligne 12 fonctionne du lundi au samedi de 5 h 48 à 20 h 52 et le dimanche de 8 h 50 à 20 h 7 environ. - Particularités : - Correspondance avec la ligne 10 des Lignes de l'agglo entre Les Camoins et Éoures. - Seuls 4 services fonctionnent le dimanche. - Date de dernière mise à jour : 17 avril 2005. |                                                                 |                                                                 |                                                                 |                                                                 |                                                                 |                                                                 |                                                                 |                                                                 |
| pictogramme 12 · Accessible aux personnes à mobilité réduite  | Dernière actualisation : — |                                                                 |                                                                 |                                                                 |                                                                 |                                                                 |                                                                 |                                                                 |                                                                 |
| pictogramme 12B · Accessible aux personnes à mobilité réduite | Métro La Timone ⥋ Les Camoins | Métro La Timone ⥋ Les Camoins                                   | Métro La Timone ⥋ Les Camoins                                   | Métro La Timone ⥋ Les Camoins                                   | Métro La Timone ⥋ Les Camoins                                   | Métro La Timone ⥋ Les Camoins                                   | Métro La Timone ⥋ Les Camoins                                   | Métro La Timone ⥋ Les Camoins                                   | Métro La Timone ⥋ Les Camoins                                   |
| pictogramme 12B · Accessible aux personnes à mobilité réduite | Ouverture / Fermeture 12 mai 1939 / — | Longueur 10,6 km                                                | Durée 26 min                                                    | Nb. d’arrêts 39                                                 | Matériel GX 327 Citaro                                          | Jours de fonctionnement L, Ma, Me, J, V, S, D                   | Jour / Soir / Nuit / Fêtes O / N / N / O                        | Voy. / an —                                                     | Dépôt Saint-Pierre                                              |
| pictogramme 12B · Accessible aux personnes à mobilité réduite | Desserte : - Arrondissements desservis : 5e, 10e, 11e et 12e - Stations et gares desservies : La Timone , St Pierre , Les Caillols , La Pomme , St Marcel - Arrêts desservis dans les deux sens : Hôpital de la Timone, St Pierre Godchot, St Pierre Ste Thérèse, St Pierre, St Pierre petite porte, St Pierre Jeannette, Lombard Parette, Lombard Bezombes, Lombard Rebattu, Lombard Mireille Lauze, La Pomme Campanules, Follereau la Pomme, Les Caillols centre urbain, Booth Lecache, Lecache les Comtes, Clairval les Comtes, HLM la Rouguière, La Rouguière, Cartonnerie, Petit St Marcel, La Sablière la Montre, La Sablière St Menet, La Sablière la Ravelle, La Valentine, L'Audience, Collège le Ruissatel, Lycée Paul Melizan, Les Accates, Les 4 saisons, Clinique St Martin, Camoins les Clos, Place du Monument - Desservis en direction des Camoins : Allard Mireille Lauze, Église de la Pomme - Desservis en direction de Métro la Timone : La Sablière, La Montre, Gare de la Pomme |                                                                 |                                                                 |                                                                 |                                                                 |                                                                 |                                                                 |                                                                 |                                                                 |
| pictogramme 12B · Accessible aux personnes à mobilité réduite | Autre : - Amplitudes horaires : La ligne 12B fonctionne du lundi au samedi de 5 h 30 à 21 h 17 et le dimanche de 6 h 45 à 21 h 7 environ. - Particularités : - 5 services matinaux effectuent un départ ou un terminus à Saint-Pierre à la place de la Timone. - Du lundi au vendredi départ de 7 h 10 des Camoins vers le métro la Timone par les lycées Marcel Pagnol et Jean Perrin. - Date de dernière mise à jour : 17 avril 2005. |                                                                 |                                                                 |                                                                 |                                                                 |                                                                 |                                                                 |                                                                 |                                                                 |
| pictogramme 12B · Accessible aux personnes à mobilité réduite | Dernière actualisation : — |                                                                 |                                                                 |                                                                 |                                                                 |                                                                 |                                                                 |                                                                 |                                                                 |
| pictogramme 12S · Accessible aux personnes à mobilité réduite | Métro La Timone ⥋ La Treille | Métro La Timone ⥋ La Treille                                    | Métro La Timone ⥋ La Treille                                    | Métro La Timone ⥋ La Treille                                    | Métro La Timone ⥋ La Treille                                    | Métro La Timone ⥋ La Treille                                    | Métro La Timone ⥋ La Treille                                    | Métro La Timone ⥋ La Treille                                    | Métro La Timone ⥋ La Treille                                    |
| pictogramme 12S · Accessible aux personnes à mobilité réduite | Ouverture / Fermeture 6 mars 1982 / — | Longueur 11,6 km                                                | Durée 29 min                                                    | Nb. d’arrêts 41                                                 | Matériel GX 327 Citaro                                          | Jours de fonctionnement L, Ma, Me, J, V, S, D                   | Jour / Soir / Nuit / Fêtes O / N / N / O                        | Voy. / an —                                                     | Dépôt Saint-Pierre                                              |
| pictogramme 12S · Accessible aux personnes à mobilité réduite | Desserte : - Arrondissements desservis : 5e, 10e, 11e et 12e - Stations et gares desservies : La Timone , St Pierre , Les Caillols , La Pomme , St Marcel - Arrêts desservis dans les deux sens : Hôpital de la Timone, St Pierre Godchot, St Pierre Ste Thérèse, St Pierre, St Pierre petite porte, St Pierre Jeannette, Lombard Parette, Lombard Bezombes, Lombard Rebattu, Lombard Mireille Lauze, La Pomme Campanules, Follereau la Pomme, Les Caillols centre urbain, Booth Lecache, Lecache les Comtes, Clairval les Comtes, HLM la Rouguière, La Rouguière, Cartonnerie, Petit St Marcel, La Sablière la Montre, La Sablière St Menet, La Sablière la Ravelle, La Valentine, L'Audience, Collège le Ruissatel, Lycée Paul Melizan, Les Accates, Les 4 saisons, Clinique St Martin, Camoins les Ombrées, Camoins les Bains, Camoins les Coteaux, AFPA la Treille - Desservis en direction de La Treille : Allard Mireille Lauze, Église de la Pomme - Desservis en direction de Métro la Timone : La Sablière, La Montre, Gare de la Pomme                                                            |                                                                 |                                                                 |                                                                 |                                                                 |                                                                 |                                                                 |                                                                 |                                                                 |
| pictogramme 12S · Accessible aux personnes à mobilité réduite | Autre : - Amplitudes horaires : La ligne 12S fonctionne du lundi au samedi de 6 h 9 à 19 h 9 et le dimanche de 8 h 25 à 17 h 14 environ. - Particularités : Correspondance avec la ligne 10 des Lignes de l'agglo entre Les Camoins et La Treille. - Date de dernière mise à jour : 17 avril 2005. |                                                                 |                                                                 |                                                                 |                                                                 |                                                                 |                                                                 |                                                                 |                                                                 |
| pictogramme 12S · Accessible aux personnes à mobilité réduite | Dernière actualisation : — |                                                                 |                                                                 |                                                                 |                                                                 |                                                                 |                                                                 |                                                                 |                                                                 |
| pictogramme 15 · Accessible aux personnes à mobilité réduite  | Métro Sainte-Marguerite - Dromel ⥋ Les Escourtines | Métro Sainte-Marguerite - Dromel ⥋ Les Escourtines              | Métro Sainte-Marguerite - Dromel ⥋ Les Escourtines              | Métro Sainte-Marguerite - Dromel ⥋ Les Escourtines              | Métro Sainte-Marguerite - Dromel ⥋ Les Escourtines              | Métro Sainte-Marguerite - Dromel ⥋ Les Escourtines              | Métro Sainte-Marguerite - Dromel ⥋ Les Escourtines              | Métro Sainte-Marguerite - Dromel ⥋ Les Escourtines              | Métro Sainte-Marguerite - Dromel ⥋ Les Escourtines              |
| pictogramme 15 · Accessible aux personnes à mobilité réduite  | Ouverture / Fermeture 16 janvier 1905 / — | Longueur 9,7 km                                                 | Durée 27 min                                                    | Nb. d’arrêts 40                                                 | Matériel GX 327 Citaro                                          | Jours de fonctionnement L, Ma, Me, J, V, S, D                   | Jour / Soir / Nuit / Fêtes O / N / N / O                        | Voy. / an —                                                     | Dépôt Saint-Pierre                                              |
| pictogramme 15 · Accessible aux personnes à mobilité réduite  | Desserte : - Arrondissements desservis : 9e, 10e et 11e - Stations et gares desservies : Ste Marguerite , St Marcel , La Barasse - Arrêts desservis dans les deux sens : Pauline Ripert, La Sauvagère, Rolland Pont de Vivaux, Rolland Icard, Rolland gymnase, Lycée Ampère, St Loup Florian, St Loup église, St Loup Pagnol, St Loup de Trets, St Loup Rose Bruny, Lycée René Caillié, Granada, Valbarelle Heckel, Stade Coder, Valbarelle Andreu, Valbarelle Lanfranchi, Valbarelle Coder, HLM les Néréïdes, Chemin de la station, St Marcel, St Marcel Cavaillon, Collège Château Forbin, Barasse beau site, Lycée Camille Jullian, La Barasse, Gare de la Barasse, HLM la Barasse, Montgrand, La Millière, Solitude Escourtines, Escourtines écoles - Desservis en direction des Escourtines : Trinitaires Huveaune, Romain Rolland Belle Ombre, Valbarelle St Jacques, Solitude Millière - Desservis en direction de Métro Ste Marguerite Dromel : Millière Solitude, Barasse Chouquet, Platanes Rolland, Huveaune Platanes                                                                            |                                                                 |                                                                 |                                                                 |                                                                 |                                                                 |                                                                 |                                                                 |                                                                 |
| pictogramme 15 · Accessible aux personnes à mobilité réduite  | Autre : - Amplitudes horaires : La ligne 15 fonctionne du lundi au samedi de 4 h 32 à 21 h 52 et le dimanche de 5 h 43 à 21 h 29 environ. - Particularités : - Certains départs matinaux et du soir s'effectuent à l'arrêt Valbarelle Heckel au lieu de Ste Marguerite. - Après 18h, le terminus banlieue s'effectue à la Solitude. - Lors des soirs de matches au Stade Vélodrome, la ligne est déviée par La Pugette. - Date de dernière mise à jour : 13 février 2022. |                                                                 |                                                                 |                                                                 |                                                                 |                                                                 |                                                                 |                                                                 |                                                                 |
| pictogramme 15 · Accessible aux personnes à mobilité réduite  | Dernière actualisation : — |                                                                 |                                                                 |                                                                 |                                                                 |                                                                 |                                                                 |                                                                 |                                                                 |
| pictogramme 15S · Accessible aux personnes à mobilité réduite | Métro Sainte-Marguerite - Dromel ⥋ La Valentelle | Métro Sainte-Marguerite - Dromel ⥋ La Valentelle                | Métro Sainte-Marguerite - Dromel ⥋ La Valentelle                | Métro Sainte-Marguerite - Dromel ⥋ La Valentelle                | Métro Sainte-Marguerite - Dromel ⥋ La Valentelle                | Métro Sainte-Marguerite - Dromel ⥋ La Valentelle                | Métro Sainte-Marguerite - Dromel ⥋ La Valentelle                | Métro Sainte-Marguerite - Dromel ⥋ La Valentelle                | Métro Sainte-Marguerite - Dromel ⥋ La Valentelle                |
| pictogramme 15S · Accessible aux personnes à mobilité réduite | Ouverture / Fermeture 5 décembre 1988 / — | Longueur 9,2 km                                                 | Durée 26 min                                                    | Nb. d’arrêts 39                                                 | Matériel GX 327 Citaro                                          | Jours de fonctionnement L, Ma, Me, J, V, S                      | Jour / Soir / Nuit / Fêtes O / N / N / O                        | Voy. / an —                                                     | Dépôt Saint-Pierre                                              |
| pictogramme 15S · Accessible aux personnes à mobilité réduite | Desserte : - Arrondissements desservis : 9e, 10e et 11e - Stations et gares desservies : Ste Marguerite , St Marcel - Arrêts desservis dans les deux sens : Pauline Ripert, La Sauvagère, Rolland Pont de Vivaux, Rolland Icard, Rolland gymnase, Lycée Ampère, St Loup Florian, St Loup église, St Loup Pagnol, St Loup de Trets, St Loup Rose Bruny, Lycée Caillié, Granada, Valbarelle Heckel, Stade Coder, Valbarelle Andreu, Valbarelle Lanfranchi, Valbarelle Coder, HLM les Néréïdes, Chemin de la station, St Marcel, St Marcel Cavaillon, Collège Château Forbin, Barasse beau site, Lycée Camille Jullian, Bancal Barasse, Bancal St Menet, St Menet, La Sablière la Montre, Village Estellan, La Valentine centres commerciaux - Desservis en direction de La Valentelle : Trinitaires Huveaune, Romain Rolland Belle Ombre, Valbarelle St Jacques - Desservis en direction de Métro Ste Marguerite Dromel : Barasse Chouquet, Platanes Rolland, Huveaune Platanes |                                                                 |                                                                 |                                                                 |                                                                 |                                                                 |                                                                 |                                                                 |                                                                 |
| pictogramme 15S · Accessible aux personnes à mobilité réduite | Autre : - Amplitudes horaires : La ligne 15S fonctionne du lundi au samedi de 6 h 30 à 21 h 10. - Particularités : Lors des soirs de matches au Stade Vélodrome, la ligne est déviée par La Pugette. - Date de dernière mise à jour : 13 février 2022. |                                                                 |                                                                 |                                                                 |                                                                 |                                                                 |                                                                 |                                                                 |                                                                 |
| pictogramme 15S · Accessible aux personnes à mobilité réduite | Dernière actualisation : — |                                                                 |                                                                 |                                                                 |                                                                 |                                                                 |                                                                 |                                                                 |                                                                 |
| pictogramme 16 · Accessible aux personnes à mobilité réduite  | Métro Sainte-Marguerite - Dromel ⥋ Centre commercial Saint-Loup | Métro Sainte-Marguerite - Dromel ⥋ Centre commercial Saint-Loup | Métro Sainte-Marguerite - Dromel ⥋ Centre commercial Saint-Loup | Métro Sainte-Marguerite - Dromel ⥋ Centre commercial Saint-Loup | Métro Sainte-Marguerite - Dromel ⥋ Centre commercial Saint-Loup | Métro Sainte-Marguerite - Dromel ⥋ Centre commercial Saint-Loup | Métro Sainte-Marguerite - Dromel ⥋ Centre commercial Saint-Loup | Métro Sainte-Marguerite - Dromel ⥋ Centre commercial Saint-Loup | Métro Sainte-Marguerite - Dromel ⥋ Centre commercial Saint-Loup |
| pictogramme 16 · Accessible aux personnes à mobilité réduite  | Ouverture / Fermeture 1er février 1986 / — | Longueur 3,6 km                                                 | Durée 10 min                                                    | Nb. d’arrêts 16                                                 | Matériel GX 327 Citaro                                          | Jours de fonctionnement L, Ma, Me, J, V, S, D                   | Jour / Soir / Nuit / Fêtes O / N / N / O                        | Voy. / an —                                                     | Dépôt Capelette                                                 |
| pictogramme 16 · Accessible aux personnes à mobilité réduite  | Desserte : - Arrondissements desservis : 9e et 10e - Stations et gares desservies : Ste Marguerite - Arrêts desservis dans les deux sens : Belle Ombre Rolland, Claudel collège Pasteur, St Tronc parc fleuri, Claudel mairie 9-10, Vallon de Toulouse, St Tronc la Rose, St Tronc, Bois Fleury, Les Roches, Résidence du lycée, Lycée Jean Perrin, La Germaine - Desservis en direction de Centre commercial St Loup : Trinitaires Huveaune - Desservis en direction de Métro Ste Marguerite Dromel : Trinitaires Rolland - Desservis le dimanche : La Fauvière, Bd des Pins, Chanteperdrix, Château de St Loup, Les 3 ponts, Les Genêts, Les Bruyères, Le parc |                                                                 |                                                                 |                                                                 |                                                                 |                                                                 |                                                                 |                                                                 |                                                                 |
| pictogramme 16 · Accessible aux personnes à mobilité réduite  | Autre : - Amplitudes horaires : La ligne 16 fonctionne du lundi au samedi de 5 h 10 à 21 h 25 et le dimanche de 6 h 50 à 21 h 25 environ. - Particularités : - Le dimanche, les lignes 16 et 16S alternent à raison d'un bus sur deux en effectuant le terminus au Parc des Bruyères à la place de la ligne 17. - Lors des soirs de matches au Stade Vélodrome, la ligne est déviée par La Pugette. - Modifications à venir : Dès le 1er septembre 2025, la ligne sera prolongée jusqu’au Parc des Bruyères et remplacera la ligne 16S supprimée. - Date de dernière mise à jour : 22 octobre 2017. |                                                                 |                                                                 |                                                                 |                                                                 |                                                                 |                                                                 |                                                                 |                                                                 |
| pictogramme 16 · Accessible aux personnes à mobilité réduite  | Dernière actualisation : — |                                                                 |                                                                 |                                                                 |                                                                 |                                                                 |                                                                 |                                                                 |                                                                 |
| pictogramme 16S · Accessible aux personnes à mobilité réduite | Métro Sainte-Marguerite - Dromel ⥋ Lycée Jean Perrin | Métro Sainte-Marguerite - Dromel ⥋ Lycée Jean Perrin            | Métro Sainte-Marguerite - Dromel ⥋ Lycée Jean Perrin            | Métro Sainte-Marguerite - Dromel ⥋ Lycée Jean Perrin            | Métro Sainte-Marguerite - Dromel ⥋ Lycée Jean Perrin            | Métro Sainte-Marguerite - Dromel ⥋ Lycée Jean Perrin            | Métro Sainte-Marguerite - Dromel ⥋ Lycée Jean Perrin            | Métro Sainte-Marguerite - Dromel ⥋ Lycée Jean Perrin            | Métro Sainte-Marguerite - Dromel ⥋ Lycée Jean Perrin            |
| pictogramme 16S · Accessible aux personnes à mobilité réduite | Ouverture / Fermeture 1er février 1986 / — | Longueur 4,3 km                                                 | Durée 13 min                                                    | Nb. d’arrêts 22                                                 | Matériel GX 327 Citaro                                          | Jours de fonctionnement L, Ma, Me, J, V, S, D                   | Jour / Soir / Nuit / Fêtes O / N / N / O                        | Voy. / an —                                                     | Dépôt Capelette                                                 |
| pictogramme 16S · Accessible aux personnes à mobilité réduite | Desserte : - Arrondissements desservis : 9e et 10e - Stations et gares desservies : Ste Marguerite - Arrêts desservis : Belle Ombre Rolland, Claudel collège Pasteur, St Tronc parc fleuri, Claudel mairie 9-10, Vallon de Toulouse, Toulouse Claudel, Collège Gyptis, Grande Bastide, Val des Bois, La Clairière, Toulouse Val des Bois, St Tronc transformateur, St Tronc Gauloise, St Tronc Clair Matin, Bois Fleury, Les Roches, Résidence du lycée - Desservis en direction du Lycée Jean Perrin : Trinitaires Huveaune - Desservis en direction de Métro Ste Marguerite Dromel : Trinitaires Rolland - Desservis le dimanche : La Fauvière, Bd des Pins, Chanteperdrix, Château de St Loup, Les 3 ponts, Les Genêts, Les Bruyères, Le parc |                                                                 |                                                                 |                                                                 |                                                                 |                                                                 |                                                                 |                                                                 |                                                                 |
| pictogramme 16S · Accessible aux personnes à mobilité réduite | Autre : - Amplitudes horaires : La ligne 16S fonctionne du lundi au samedi de 5 h 55 à 21 h et le dimanche de 6 h à 21 h 5 environ. - Particularités : - Le dimanche, les lignes 16 et 16S alternent à raison d'un bus sur deux en effectuant le terminus au Parc des Bruyères à la place de la ligne 17. - Lors des soirs de matches au Stade Vélodrome, la ligne est déviée par La Pugette. - Modifications à venir : Dès le 1er septembre 2025, la ligne sera supprimée et remplacée par la ligne 16 prolongée jusqu’au Parc des Bruyères. - Date de dernière mise à jour : 1er septembre 2021. |                                                                 |                                                                 |                                                                 |                                                                 |                                                                 |                                                                 |                                                                 |                                                                 |
| pictogramme 16S · Accessible aux personnes à mobilité réduite | Dernière actualisation : — |                                                                 |                                                                 |                                                                 |                                                                 |                                                                 |                                                                 |                                                                 |                                                                 |
| pictogramme 17 · Accessible aux personnes à mobilité réduite  | Métro Sainte-Marguerite - Dromel ⥋ Parc des Bruyères | Métro Sainte-Marguerite - Dromel ⥋ Parc des Bruyères            | Métro Sainte-Marguerite - Dromel ⥋ Parc des Bruyères            | Métro Sainte-Marguerite - Dromel ⥋ Parc des Bruyères            | Métro Sainte-Marguerite - Dromel ⥋ Parc des Bruyères            | Métro Sainte-Marguerite - Dromel ⥋ Parc des Bruyères            | Métro Sainte-Marguerite - Dromel ⥋ Parc des Bruyères            | Métro Sainte-Marguerite - Dromel ⥋ Parc des Bruyères            | Métro Sainte-Marguerite - Dromel ⥋ Parc des Bruyères            |
| pictogramme 17 · Accessible aux personnes à mobilité réduite  | Ouverture / Fermeture 2 avril 1962 / — | Longueur 4,1 km                                                 | Durée 12 min                                                    | Nb. d’arrêts 22                                                 | Matériel GX 327 Citaro                                          | Jours de fonctionnement L, Ma, Me, J, V, S                      | Jour / Soir / Nuit / Fêtes O / N / N / O                        | Voy. / an —                                                     | Dépôt Capelette                                                 |
| pictogramme 17 · Accessible aux personnes à mobilité réduite  | Desserte : - Arrondissements desservis : 9e et 10e - Stations et gares desservies : Ste Marguerite - Arrêts desservis : Trinitaires Huveaune, Rolland Belle ombre, Huveaune Platanes, Platanes Rolland, Pauline Ripert, La Sauvagère, Rolland Pont de Vivaux, Rolland Icard, Les Marronniers, Verdillon, Lycée Jean Perrin, La Germaine, La Fauvière, Bd des Pins, Chanteperdrix, Château de St Loup, Les 3 ponts, Les Genêts, Les Bruyères - Desservis en direction du Parc des Bruyères : Trinitaires Huveaune, Romain Rolland Belle Ombre, Parc - Desservis en direction de Métro Ste Marguerite Dromel : Platanes Rolland, Huveaune Platanes |                                                                 |                                                                 |                                                                 |                                                                 |                                                                 |                                                                 |                                                                 |                                                                 |
| pictogramme 17 · Accessible aux personnes à mobilité réduite  | Autre : - Amplitudes horaires : La ligne 17 fonctionne du lundi au samedi de 4 h 45 à 21 h 25. - Particularités : - Service assuré par les lignes le dimanche. - Lors des soirs de matches au Stade Vélodrome, la ligne est déviée par La Pugette. - Modifications à venir : Dès le 1er septembre 2025, la ligne sera prolongée jusqu’aux Caillols centre urbain. La desserte du Parc des Bruyères sera assurée par la ligne 16 prolongée. - Date de dernière mise à jour : 16 juillet 1994. |                                                                 |                                                                 |                                                                 |                                                                 |                                                                 |                                                                 |                                                                 |                                                                 |
| pictogramme 17 · Accessible aux personnes à mobilité réduite  | Dernière actualisation : — |                                                                 |                                                                 |                                                                 |                                                                 |                                                                 |                                                                 |                                                                 |                                                                 |
| pictogramme 18 · Accessible aux personnes à mobilité réduite  | Castellane ⥋ Le Bosquet | Castellane ⥋ Le Bosquet                                         | Castellane ⥋ Le Bosquet                                         | Castellane ⥋ Le Bosquet                                         | Castellane ⥋ Le Bosquet                                         | Castellane ⥋ Le Bosquet                                         | Castellane ⥋ Le Bosquet                                         | Castellane ⥋ Le Bosquet                                         | Castellane ⥋ Le Bosquet                                         |
| pictogramme 18 · Accessible aux personnes à mobilité réduite  | Ouverture / Fermeture 8 octobre 1891 / — | Longueur 8,1 km                                                 | Durée 27 min                                                    | Nb. d’arrêts 33                                                 | Matériel GX 327 Citaro                                          | Jours de fonctionnement L, Ma, Me, J, V, S, D                   | Jour / Soir / Nuit / Fêtes O / N / N / O                        | Voy. / an —                                                     | Dépôt Saint-Pierre                                              |
| pictogramme 18 · Accessible aux personnes à mobilité réduite  | Desserte : - Arrondissements desservis : 5e, 6e, 10e et 11e - Stations et gares desservies : Castellane - Arrêts desservis : Toulon Isly, Toulon Hébert, Toulon Galinat, Capelette Rabatau, Lycée Brochier, Delessert, Capelette Curtel, Fifi-Turin, Pont de Vivaux hippodrome, Pont de Vivaux, Pont de Vivaux Fresnes, St Loup Florian, Église de St Loup, St Loup Queirel, Résidence lycée Est, St Thys, Parc St Cyr, Château St Cyr, Elléon, Elléon Heckel, Valbarelle Heckel, Valbarelle St Jacques, Valbarelle Andreu, Valbarelle Lanfranchi, Granière Rente, La Granière, Les Néréïdes - Desservis en direction du Bosquet : Delphes Toulon, Stade Coder - Desservis en direction de Castellane : Toulon Delphes |                                                                 |                                                                 |                                                                 |                                                                 |                                                                 |                                                                 |                                                                 |                                                                 |
| pictogramme 18 · Accessible aux personnes à mobilité réduite  | Autre : - Amplitudes horaires : La ligne 18 fonctionne du lundi au samedi de 4 h 45 à 21 h 10 et le dimanche de 6 h à 20 h 45 environ. - Date de dernière mise à jour : 3 juillet 2022. |                                                                 |                                                                 |                                                                 |                                                                 |                                                                 |                                                                 |                                                                 |                                                                 |
| pictogramme 18 · Accessible aux personnes à mobilité réduite  | Dernière actualisation : — |                                                                 |                                                                 |                                                                 |                                                                 |                                                                 |                                                                 |                                                                 |                                                                 |
| pictogramme 19 · Accessible aux personnes à mobilité réduite  | Castellane ⥋ Madrague de Montredon | Castellane ⥋ Madrague de Montredon                              | Castellane ⥋ Madrague de Montredon                              | Castellane ⥋ Madrague de Montredon                              | Castellane ⥋ Madrague de Montredon                              | Castellane ⥋ Madrague de Montredon                              | Castellane ⥋ Madrague de Montredon                              | Castellane ⥋ Madrague de Montredon                              | Castellane ⥋ Madrague de Montredon                              |
| pictogramme 19 · Accessible aux personnes à mobilité réduite  | Ouverture / Fermeture 1er novembre 1890 / — | Longueur 7,8 km                                                 | Durée 18 min                                                    | Nb. d’arrêts 30                                                 | Matériel GX 327 Citaro                                          | Jours de fonctionnement L, Ma, Me, J, V, S, D                   | Jour / Soir / Nuit / Fêtes O / O / N / O                        | Voy. / an —                                                     | Dépôt Capelette                                                 |
| pictogramme 19 · Accessible aux personnes à mobilité réduite  | Desserte : - Arrondissements desservis : 6e et 8e - Stations et gares desservies : Castellane , Périer , Rond-point du Prado , La Pointe-Rouge - Arrêts desservis dans les deux sens : Prado Castellane, Prado Dupré, Prado Périer, Prado Borde, Prado Louvain, Prado Rodocanachi, Métro Rond-point du Prado, Prado St Giniez, Prado St Exupéry, Prado Tunis, Parc Borély, La Plage, Plage de l’Huveaune, Hippodrome, Les Gâtons plage, Vieille Chapelle, Tiboulen, Pointe Rouge, Parc Pastré, Engalière, Montredon Miremonts, Grotte Rolland, Verrerie, Madrague Lieutenant Moulin, Madrague Montrose - Desservis en direction de la Madrague de Montredon : Pointe Rouge port, Montredon Miremonts - Desservis en direction de Castellane : Montredon Chancel |                                                                 |                                                                 |                                                                 |                                                                 |                                                                 |                                                                 |                                                                 |                                                                 |
| pictogramme 19 · Accessible aux personnes à mobilité réduite  | Autre : - Amplitudes horaires : La ligne 19 fonctionne du lundi au samedi de 4 h 35 à 1 h et le dimanche de 4 h 55 à 0 h 45 environ. - Particularités : - En période estivale, l’offre est renforcée avec la ligne 19B exploitée en bus articulés qui relie le Rond-point du Prado à Pointe Rouge Port du début à la fin de service. - Date de dernière mise à jour : 1er juin 2014. |                                                                 |                                                                 |                                                                 |                                                                 |                                                                 |                                                                 |                                                                 |                                                                 |
| pictogramme 19 · Accessible aux personnes à mobilité réduite  | Dernière actualisation : — |                                                                 |                                                                 |                                                                 |                                                                 |                                                                 |                                                                 |                                                                 |                                                                 |

#### Lignes 20 à 29
| Ligne                                                         | Caractéristiques | Caractéristiques                                                                | Caractéristiques                                                                | Caractéristiques                                                                | Caractéristiques                                                                | Caractéristiques                                                                | Caractéristiques                                                                | Caractéristiques                                                                | Caractéristiques                                                                |
| pictogramme 20 · Accessible aux personnes à mobilité réduite  | Madrague de Montredon ⥋ Callelongue | Madrague de Montredon ⥋ Callelongue                                             | Madrague de Montredon ⥋ Callelongue                                             | Madrague de Montredon ⥋ Callelongue                                             | Madrague de Montredon ⥋ Callelongue                                             | Madrague de Montredon ⥋ Callelongue                                             | Madrague de Montredon ⥋ Callelongue                                             | Madrague de Montredon ⥋ Callelongue                                             | Madrague de Montredon ⥋ Callelongue                                             |
| ------------------------------------------------------------- | --- | ------------------------------------------------------------------------------- | ------------------------------------------------------------------------------- | ------------------------------------------------------------------------------- | ------------------------------------------------------------------------------- | ------------------------------------------------------------------------------- | ------------------------------------------------------------------------------- | ------------------------------------------------------------------------------- | ------------------------------------------------------------------------------- |
| pictogramme 20 · Accessible aux personnes à mobilité réduite  | Ouverture / Fermeture 1er septembre 1966 / — | Longueur 3,3 km                                                                 | Durée 8 min                                                                     | Nb. d’arrêts 8                                                                  | Matériel GX 127                                                                 | Jours de fonctionnement L, Ma, Me, J, V, S, D                                   | Jour / Soir / Nuit / Fêtes O / O / N / O                                        | Voy. / an —                                                                     | Dépôt La Cayolle (Azur Évasion)                                                 |
| pictogramme 20 · Accessible aux personnes à mobilité réduite  | Desserte : - Arrondissements desservis : 8e - Stations et gares desservies : Les Goudes - Arrêts desservis : Saména, L'Escalette, Calanque blanche, Roches blanches, Les Goudes, Delabre Pelaprat |                                                                                 |                                                                                 |                                                                                 |                                                                                 |                                                                                 |                                                                                 |                                                                                 |                                                                                 |
| pictogramme 20 · Accessible aux personnes à mobilité réduite  | Autre : - Amplitudes horaires : La ligne 20 fonctionne du lundi au samedi de 6 h 57 à 19 h 35 et le dimanche de 7 h à 1 h environ. - Particularités : Garée à La Cayolle mais ligne affrétée à Azur Évasion, filiale de Basset. - Date de dernière mise à jour : 31 mai 2024. |                                                                                 |                                                                                 |                                                                                 |                                                                                 |                                                                                 |                                                                                 |                                                                                 |                                                                                 |
| pictogramme 20 · Accessible aux personnes à mobilité réduite  | Dernière actualisation : — |                                                                                 |                                                                                 |                                                                                 |                                                                                 |                                                                                 |                                                                                 |                                                                                 |                                                                                 |
| pictogramme 21J · Accessible aux personnes à mobilité réduite | Métro Rond-Point du Prado ⥋ Campus de Luminy | Métro Rond-Point du Prado ⥋ Campus de Luminy                                    | Métro Rond-Point du Prado ⥋ Campus de Luminy                                    | Métro Rond-Point du Prado ⥋ Campus de Luminy                                    | Métro Rond-Point du Prado ⥋ Campus de Luminy                                    | Métro Rond-Point du Prado ⥋ Campus de Luminy                                    | Métro Rond-Point du Prado ⥋ Campus de Luminy                                    | Métro Rond-Point du Prado ⥋ Campus de Luminy                                    | Métro Rond-Point du Prado ⥋ Campus de Luminy                                    |
| pictogramme 21J · Accessible aux personnes à mobilité réduite | Ouverture / Fermeture 31 octobre 1994 / — | Longueur 7,7 km                                                                 | Durée 16 min                                                                    | Nb. d’arrêts 8                                                                  | Matériel Citaro G C2                                                            | Jours de fonctionnement L, Ma, Me, J, V                                         | Jour / Soir / Nuit / Fêtes O / N / N / N                                        | Voy. / an —                                                                     | Dépôt Capelette                                                                 |
| pictogramme 21J · Accessible aux personnes à mobilité réduite | Desserte : - Arrondissements desservis : 8e et 9e - Stations et gares desservies : Rond-point du Prado - Points d’intérêts desservis : Parc Chanot, Stade Vélodrome, Centre commercial Valmante, Campus de Luminy, École supérieure d'ingénieurs de Luminy, Centre d'immunologie de Marseille-Luminy - Arrêts desservis : Obélisque, Centre commercial Valmante, Luminy Lachamp, Luminy Kedge Business School, Luminy Parc National des Calanques, Luminy Faculté |                                                                                 |                                                                                 |                                                                                 |                                                                                 |                                                                                 |                                                                                 |                                                                                 |                                                                                 |
| pictogramme 21J · Accessible aux personnes à mobilité réduite | Autre : - Amplitudes horaires : La ligne 21Jet fonctionne du lundi au vendredi de 7 h 15 à 18 h 35. - Particularités : - Ligne express à destination du campus de Luminy ne desservant que certains arrêts. - Cette ligne est en service aux heures de pointe et lors des périodes universitaires seulement. - Date de dernière mise à jour : 6 novembre 2022. |                                                                                 |                                                                                 |                                                                                 |                                                                                 |                                                                                 |                                                                                 |                                                                                 |                                                                                 |
| pictogramme 21J · Accessible aux personnes à mobilité réduite | Dernière actualisation : — |                                                                                 |                                                                                 |                                                                                 |                                                                                 |                                                                                 |                                                                                 |                                                                                 |                                                                                 |
| pictogramme 22 · Accessible aux personnes à mobilité réduite  | Métro Rond-Point du Prado ⥋ Les Baumettes | Métro Rond-Point du Prado ⥋ Les Baumettes                                       | Métro Rond-Point du Prado ⥋ Les Baumettes                                       | Métro Rond-Point du Prado ⥋ Les Baumettes                                       | Métro Rond-Point du Prado ⥋ Les Baumettes                                       | Métro Rond-Point du Prado ⥋ Les Baumettes                                       | Métro Rond-Point du Prado ⥋ Les Baumettes                                       | Métro Rond-Point du Prado ⥋ Les Baumettes                                       | Métro Rond-Point du Prado ⥋ Les Baumettes                                       |
| pictogramme 22 · Accessible aux personnes à mobilité réduite  | Ouverture / Fermeture 25 avril 1899 / — | Longueur 6,2 km                                                                 | Durée 17 min                                                                    | Nb. d’arrêts 28                                                                 | Matériel GX 137                                                                 | Jours de fonctionnement L, Ma, Me, J, V, S, D                                   | Jour / Soir / Nuit / Fêtes O / N / N / O                                        | Voy. / an —                                                                     | Dépôt Capelette                                                                 |
| pictogramme 22 · Accessible aux personnes à mobilité réduite  | Desserte : - Arrondissements desservis : 8e et 9e - Stations et gares desservies : Rond-point du Prado - Arrêts desservis dans les deux sens : Michelet Huveaune, Michelet Ramon, Michelet Bousquet, Le Corbusier, Michelet Luce, Ste Anne, Ste Anne Haïfa, L'Aillaude, Jardin Bortoli, Zola Concorde, Robespierre, Mazargues, Morgiou Seigneurie, Morgiou Rosiers, Morgiou Cauvière, Morgiou Vert Plan, Morgiou Beauvallon, Beauvallon, Baumettes Beauvallon, Baumettes Rimbaud, Morgiou Arnaud - Desservis en direction des Baumettes : Luce Isaac, Jardin Bortoli, Morgiou Beauvallon, Baumettes Beauvallon - Desservis en direction du Métro Rond-point du Prado : Beauvallon, Zola Concorde, Isaac Luce, Luce Michelet |                                                                                 |                                                                                 |                                                                                 |                                                                                 |                                                                                 |                                                                                 |                                                                                 |                                                                                 |
| pictogramme 22 · Accessible aux personnes à mobilité réduite  | Autre : - Amplitudes horaires : La ligne 22 fonctionne du lundi au samedi de 4 h 53 à 21 h 37 et le dimanche de 5 h 40 à 21 h 40 environ. - Particularités : Desserte de la Seigneurie le matin, le soir et le dimanche à la place de la 22S. - Date de dernière mise à jour : 8 janvier 2023. |                                                                                 |                                                                                 |                                                                                 |                                                                                 |                                                                                 |                                                                                 |                                                                                 |                                                                                 |
| pictogramme 22 · Accessible aux personnes à mobilité réduite  | Dernière actualisation : — |                                                                                 |                                                                                 |                                                                                 |                                                                                 |                                                                                 |                                                                                 |                                                                                 |                                                                                 |
| pictogramme 22S · Accessible aux personnes à mobilité réduite | Métro Rond-Point du Prado ⥋ La Seigneurie | Métro Rond-Point du Prado ⥋ La Seigneurie                                       | Métro Rond-Point du Prado ⥋ La Seigneurie                                       | Métro Rond-Point du Prado ⥋ La Seigneurie                                       | Métro Rond-Point du Prado ⥋ La Seigneurie                                       | Métro Rond-Point du Prado ⥋ La Seigneurie                                       | Métro Rond-Point du Prado ⥋ La Seigneurie                                       | Métro Rond-Point du Prado ⥋ La Seigneurie                                       | Métro Rond-Point du Prado ⥋ La Seigneurie                                       |
| pictogramme 22S · Accessible aux personnes à mobilité réduite | Ouverture / Fermeture 17 avril 1989 / — | Longueur 6,1 km                                                                 | Durée 16 min                                                                    | Nb. d’arrêts 28                                                                 | Matériel GX 137                                                                 | Jours de fonctionnement L, Ma, Me, J, V, S                                      | Jour / Soir / Nuit / Fêtes O / N / N / O                                        | Voy. / an —                                                                     | Dépôt Capelette                                                                 |
| pictogramme 22S · Accessible aux personnes à mobilité réduite | Desserte : - Arrondissements desservis : 8e et 9e - Stations et gares desservies : Rond-point du Prado - Arrêts desservis : Stade Vélodrome, Michelet Huveaune, Michelet Ramon, Michelet Ganay, Michelet Bousquet, Le Corbusier, Michelet Luce, Ste Anne, Ste Anne Haïfa, L'Aillaude, Robespierre, Mazargues, Morgiou Seigneurie, Morgiou Rosiers, Morgiou Cauvière, Morgiou Vert Plan, Rabat Baumettes, Rabat Beauvallon, Rabat Seigneurie - Desservis en direction de La Seigneurie : Luce Isaac, Jardin Bortoli, Morgiou Beauvallon - Desservis en direction du Métro Rond-point du Prado : Beauvallon, Zola Concorde, Isaac Luce, Luce Michelet |                                                                                 |                                                                                 |                                                                                 |                                                                                 |                                                                                 |                                                                                 |                                                                                 |                                                                                 |
| pictogramme 22S · Accessible aux personnes à mobilité réduite | Autre : - Amplitudes horaires : La ligne 22S fonctionne du lundi au samedi de 6 h 30 à 20 h 10 environ. - Particularités : Desserte de l’Obélisque le matin. - Date de dernière mise à jour : 8 janvier 2023. |                                                                                 |                                                                                 |                                                                                 |                                                                                 |                                                                                 |                                                                                 |                                                                                 |                                                                                 |
| pictogramme 22S · Accessible aux personnes à mobilité réduite | Dernière actualisation : — |                                                                                 |                                                                                 |                                                                                 |                                                                                 |                                                                                 |                                                                                 |                                                                                 |                                                                                 |
| pictogramme 23 · Accessible aux personnes à mobilité réduite  | Métro Rond-Point du Prado ⥋ Beauvallon | Métro Rond-Point du Prado ⥋ Beauvallon                                          | Métro Rond-Point du Prado ⥋ Beauvallon                                          | Métro Rond-Point du Prado ⥋ Beauvallon                                          | Métro Rond-Point du Prado ⥋ Beauvallon                                          | Métro Rond-Point du Prado ⥋ Beauvallon                                          | Métro Rond-Point du Prado ⥋ Beauvallon                                          | Métro Rond-Point du Prado ⥋ Beauvallon                                          | Métro Rond-Point du Prado ⥋ Beauvallon                                          |
| pictogramme 23 · Accessible aux personnes à mobilité réduite  | Ouverture / Fermeture 11 décembre 1901 / — | Longueur 8,7 km                                                                 | Durée 23 min                                                                    | Nb. d’arrêts 32                                                                 | Matériel GX 327 Citaro                                                          | Jours de fonctionnement L, Ma, Me, J, V, S, D                                   | Jour / Soir / Nuit / Fêtes O / O / N / O                                        | Voy. / an —                                                                     | Dépôt Capelette                                                                 |
| pictogramme 23 · Accessible aux personnes à mobilité réduite  | Desserte : - Arrondissements desservis : 8e et 9e - Stations et gares desservies : Rond-point du Prado - Arrêts desservis dans les deux sens : Négresko, Mazargues Milan, Grand St Giniez, Mazargues Barral, Reggio, Centre commercial Ste Anne, Ste Anne, Ste Anne Haïfa, Haïfa Ollivary, Haïfa Marie Louise, Musée d’Art Contemporain, Centre commercial Bonneveine, Hambourg Lancier, Le Lancier, Barquière Martheline, Soude Réginensi, Soude Poméon, Océan Pistou, Océan Réattu, Collège Roy d'Espagne, Sormiou Roy d'Espagne, Sormiou Jarre, Centre commercial Sormiou, Sormiou Cayolle, La Cayolle, Terrasses de Sormiou, Colgate Valette, Colgate Agelasto - Desservis en direction de Beauvallon : Morgiou Beauvallon - Desservis en direction du Métro Rond-point du Prado : Mazargues Négresko |                                                                                 |                                                                                 |                                                                                 |                                                                                 |                                                                                 |                                                                                 |                                                                                 |                                                                                 |
| pictogramme 23 · Accessible aux personnes à mobilité réduite  | Autre : - Amplitudes horaires : La ligne 23 fonctionne du lundi au samedi de 4 h 30 à 1 h et le dimanche de 5 h 50 à 0 h 45 environ. - Date de dernière mise à jour : 30 août 2020. |                                                                                 |                                                                                 |                                                                                 |                                                                                 |                                                                                 |                                                                                 |                                                                                 |                                                                                 |
| pictogramme 23 · Accessible aux personnes à mobilité réduite  | Dernière actualisation : — |                                                                                 |                                                                                 |                                                                                 |                                                                                 |                                                                                 |                                                                                 |                                                                                 |                                                                                 |
| pictogramme 24 · Accessible aux personnes à mobilité réduite  | Métro Sainte-Marguerite - Dromel ⥋ Luminy P.N. des Calanques / Campus de Luminy | Métro Sainte-Marguerite - Dromel ⥋ Luminy P.N. des Calanques / Campus de Luminy | Métro Sainte-Marguerite - Dromel ⥋ Luminy P.N. des Calanques / Campus de Luminy | Métro Sainte-Marguerite - Dromel ⥋ Luminy P.N. des Calanques / Campus de Luminy | Métro Sainte-Marguerite - Dromel ⥋ Luminy P.N. des Calanques / Campus de Luminy | Métro Sainte-Marguerite - Dromel ⥋ Luminy P.N. des Calanques / Campus de Luminy | Métro Sainte-Marguerite - Dromel ⥋ Luminy P.N. des Calanques / Campus de Luminy | Métro Sainte-Marguerite - Dromel ⥋ Luminy P.N. des Calanques / Campus de Luminy | Métro Sainte-Marguerite - Dromel ⥋ Luminy P.N. des Calanques / Campus de Luminy |
| pictogramme 24 · Accessible aux personnes à mobilité réduite  | Ouverture / Fermeture 18 juillet 1907 / — | Longueur 9,3 km                                                                 | Durée 23 min                                                                    | Nb. d’arrêts 25                                                                 | Matériel GX 327 Citaro                                                          | Jours de fonctionnement L, Ma, Me, J, V, S, D                                   | Jour / Soir / Nuit / Fêtes O / N / N / O                                        | Voy. / an —                                                                     | Dépôt Capelette                                                                 |
| pictogramme 24 · Accessible aux personnes à mobilité réduite  | Desserte : - Arrondissements desservis : 9e - Stations et gares desservies : Ste Marguerite - Arrêts desservis : La Pugette, Ste Marguerite, Ste Marguerite Vauthier, Antide Boyer, Salvator Paoli Calmettes, Hôpital Ste Marguerite, Grand Pré, Le Cabot, Le Redon la Panouse, Allée des Pins, La Rouvière, Le Fangas, La Gouffonne, Le Redon, Lachamp Clos des Iris, Luminy Lachamp, HLM Luminy, Luminy complexe sportif, Luminy Kedge Business School, Luminy parc national des Calanques, Luminy Faculté |                                                                                 |                                                                                 |                                                                                 |                                                                                 |                                                                                 |                                                                                 |                                                                                 |                                                                                 |
| pictogramme 24 · Accessible aux personnes à mobilité réduite  | Autre : - Amplitudes horaires : La ligne 24 fonctionne tous les jours de 4 h 30 à 21 h 40 environ. - Particularités : - Départ et terminus à l'arrêt Le Redon à certaines heures de début et de fin de service ainsi qu'à l'arrêt Luminy parc national des Calanques les week-ends. - Desserte de Vaufrèges par la ligne lecar 78 reliant Castellane à la gendarmerie de Cassis en remplacement de la 24T supprimée. - Date de dernière mise à jour : 6 novembre 2022. |                                                                                 |                                                                                 |                                                                                 |                                                                                 |                                                                                 |                                                                                 |                                                                                 |                                                                                 |
| pictogramme 24 · Accessible aux personnes à mobilité réduite  | Dernière actualisation : — |                                                                                 |                                                                                 |                                                                                 |                                                                                 |                                                                                 |                                                                                 |                                                                                 |                                                                                 |
| pictogramme 25 · Accessible aux personnes à mobilité réduite  | Métro Gèze ⥋ Saint-Antoine | Métro Gèze ⥋ Saint-Antoine                                                      | Métro Gèze ⥋ Saint-Antoine                                                      | Métro Gèze ⥋ Saint-Antoine                                                      | Métro Gèze ⥋ Saint-Antoine                                                      | Métro Gèze ⥋ Saint-Antoine                                                      | Métro Gèze ⥋ Saint-Antoine                                                      | Métro Gèze ⥋ Saint-Antoine                                                      | Métro Gèze ⥋ Saint-Antoine                                                      |
| pictogramme 25 · Accessible aux personnes à mobilité réduite  | Ouverture / Fermeture 1er octobre 1933 / — | Longueur 7,8 km                                                                 | Durée 20 min                                                                    | Nb. d’arrêts 25                                                                 | Matériel GX 327 Citaro                                                          | Jours de fonctionnement L, Ma, Me, J, V, S, D                                   | Jour / Soir / Nuit / Fêtes O / N / N / O                                        | Voy. / an —                                                                     | Dépôt Arenc                                                                     |
| pictogramme 25 · Accessible aux personnes à mobilité réduite  | Desserte : - Arrondissements desservis : 15e et 16e - Stations et gares desservies : Gèze - Arrêts desservis : Lyon Oddo, Billoux Mairie 15-16, Lyon Raffineries, Lyon Commanderie, St Louis La Poste, Parc St Louis, St Louis Susini, St Louis Rove, St Exupéry lycée, Cité St Louis, Rove Tuileries, St André passage à niveau, St André, Condorcet Picaron, Roussin Picaron, Roussin Cohen, Roussin Barnier, La Castellane écoles, La Castellane, Traverse de la Barre, La Bricarde, Montée Graille, Bd Falcot |                                                                                 |                                                                                 |                                                                                 |                                                                                 |                                                                                 |                                                                                 |                                                                                 |                                                                                 |
| pictogramme 25 · Accessible aux personnes à mobilité réduite  | Autre : - Amplitudes horaires : La ligne 25 fonctionne du lundi au samedi de 4 h 25 à 21 h 35 et le dimanche de 5 h 5 à 21 h 25 environ. - Date de dernière mise à jour : 8 juillet 2021. |                                                                                 |                                                                                 |                                                                                 |                                                                                 |                                                                                 |                                                                                 |                                                                                 |                                                                                 |
| pictogramme 25 · Accessible aux personnes à mobilité réduite  | Dernière actualisation : — |                                                                                 |                                                                                 |                                                                                 |                                                                                 |                                                                                 |                                                                                 |                                                                                 |                                                                                 |
| pictogramme 27 · Accessible aux personnes à mobilité réduite  | Métro La Rose ⥋ Lycée Saint-Exupéry | Métro La Rose ⥋ Lycée Saint-Exupéry                                             | Métro La Rose ⥋ Lycée Saint-Exupéry                                             | Métro La Rose ⥋ Lycée Saint-Exupéry                                             | Métro La Rose ⥋ Lycée Saint-Exupéry                                             | Métro La Rose ⥋ Lycée Saint-Exupéry                                             | Métro La Rose ⥋ Lycée Saint-Exupéry                                             | Métro La Rose ⥋ Lycée Saint-Exupéry                                             | Métro La Rose ⥋ Lycée Saint-Exupéry                                             |
| pictogramme 27 · Accessible aux personnes à mobilité réduite  | Ouverture / Fermeture 20 mai 1957 / — | Longueur 9,5 km                                                                 | Durée 25 min                                                                    | Nb. d’arrêts 39                                                                 | Matériel GX 327 GX 337 Citaro ie bus 12 7900                                    | Jours de fonctionnement L, Ma, Me, J, V, S, D                                   | Jour / Soir / Nuit / Fêtes O / N / N / O                                        | Voy. / an —                                                                     | Dépôt La Rose                                                                   |
| pictogramme 27 · Accessible aux personnes à mobilité réduite  | Desserte : - Arrondissements desservis : 13e, 14e et 15e - Stations et gares desservies : La Rose , Frais-Vallon , Ste Marthe , St Joseph Le Castellas - Arrêts desservis dans les deux sens : La Rose poste, La Grave la Rose, La Rose village, La Rose Fuveau, Berthe Sylva Valdonne, Valdonne Peypin, Valdonne hôpital Laveran, Laveran Diderot, Hôpital Laveran, Stade de Malpassé, Les Oliviers, Les Hirondelles, Merlan Ste Marthe, Mérimée St Paul, Centre Commercial du Merlan, Théâtre du Merlan, Raimu Busserine, Collège Édouard Manet, La Margeray, Forge Dolet, Ste Marthe, Nungesser, La Simiane, Tour Sainte, Coxe Massenet, St Joseph, St Joseph les Lions, Chemin de St Antoine, Résidence la Pâquerette, St Louis Picardie, 4 chemins des Aygalades, Chemin de la Commanderie, Paul Gaffarel - Desservis en direction du Lycée St Exupéry : Berthe Sylva la Rose - Desservis en direction du Métro la Rose : Coxe mairie 13-14 |                                                                                 |                                                                                 |                                                                                 |                                                                                 |                                                                                 |                                                                                 |                                                                                 |                                                                                 |
| pictogramme 27 · Accessible aux personnes à mobilité réduite  | Autre : - Amplitudes horaires : La ligne 27 fonctionne du lundi au samedi de 4 h 55 à 21 h 15 et le dimanche de 5 h 30 à 20 h 25 environ. - Particularités : L’arrêt Coxe mairie 13-14 n’est pas desservi le samedi de 14 h à 18 h 30. - Date de dernière mise à jour : 24 septembre 2013. |                                                                                 |                                                                                 |                                                                                 |                                                                                 |                                                                                 |                                                                                 |                                                                                 |                                                                                 |
| pictogramme 27 · Accessible aux personnes à mobilité réduite  | Dernière actualisation : — |                                                                                 |                                                                                 |                                                                                 |                                                                                 |                                                                                 |                                                                                 |                                                                                 |                                                                                 |
| pictogramme 28 · Accessible aux personnes à mobilité réduite  | Métro Bougainville ⥋ Les Aygalades | Métro Bougainville ⥋ Les Aygalades                                              | Métro Bougainville ⥋ Les Aygalades                                              | Métro Bougainville ⥋ Les Aygalades                                              | Métro Bougainville ⥋ Les Aygalades                                              | Métro Bougainville ⥋ Les Aygalades                                              | Métro Bougainville ⥋ Les Aygalades                                              | Métro Bougainville ⥋ Les Aygalades                                              | Métro Bougainville ⥋ Les Aygalades                                              |
| pictogramme 28 · Accessible aux personnes à mobilité réduite  | Ouverture / Fermeture 14 février 1987 / — | Longueur 7,7 km                                                                 | Durée 18 min                                                                    | Nb. d’arrêts 28                                                                 | Matériel GX 327 Citaro                                                          | Jours de fonctionnement L, Ma, Me, J, V, S                                      | Jour / Soir / Nuit / Fêtes O / N / N / O                                        | Voy. / an —                                                                     | Dépôt Arenc                                                                     |
| pictogramme 28 · Accessible aux personnes à mobilité réduite  | Desserte : - Arrondissements desservis : 14e et 15e - Stations et gares desservies : Bougainville , Ste Marthe , St Joseph Le Castellas - Arrêts desservis dans les deux sens : Casanova de Lesseps, Casanova Barbès, Casanova États-Unis, Place des États-Unis, Cimetière du Canet, Moretti Gibbes, Collège Clair Soleil, Moretti Ste Marthe, La Marine Bleue, Bertrandon, Ste Marthe le Camp, Ste Marthe Jourdan, Ste Marthe Peupliers, Ste Marthe, Nungesser, La Simiane, Tour Sainte, Coxe Massenet, Coxe mairie 13-14, St Joseph, St Joseph Les Lions, Le Castellas Les Lions, Le Castellas, La Sylve le Castellas - Desservis en direction des Aygalades : Place Bougainville - Desservis en direction du Métro Bougainville : Coxe mairie 13-14, Ste Marthe Vert Bois |                                                                                 |                                                                                 |                                                                                 |                                                                                 |                                                                                 |                                                                                 |                                                                                 |                                                                                 |
| pictogramme 28 · Accessible aux personnes à mobilité réduite  | Autre : - Amplitudes horaires : La ligne 28 fonctionne du lundi au samedi de 4 h 25 à 21 h 25 environ. - Particularités : - L’arrêt Coxe mairie 13-14 n’est pas desservi le samedi de 14 h à 18 h 30. - Service assuré le dimanche par la ligne entre Bougainville et Bertrandon. - Date de dernière mise à jour : 17 juillet 1994. |                                                                                 |                                                                                 |                                                                                 |                                                                                 |                                                                                 |                                                                                 |                                                                                 |                                                                                 |
| pictogramme 28 · Accessible aux personnes à mobilité réduite  | Dernière actualisation : — |                                                                                 |                                                                                 |                                                                                 |                                                                                 |                                                                                 |                                                                                 |                                                                                 |                                                                                 |
| pictogramme 28B · Accessible aux personnes à mobilité réduite | Métro Bougainville ⥋ Bertrandon | Métro Bougainville ⥋ Bertrandon                                                 | Métro Bougainville ⥋ Bertrandon                                                 | Métro Bougainville ⥋ Bertrandon                                                 | Métro Bougainville ⥋ Bertrandon                                                 | Métro Bougainville ⥋ Bertrandon                                                 | Métro Bougainville ⥋ Bertrandon                                                 | Métro Bougainville ⥋ Bertrandon                                                 | Métro Bougainville ⥋ Bertrandon                                                 |
| pictogramme 28B · Accessible aux personnes à mobilité réduite | Ouverture / Fermeture 16 décembre 2019 / — | Longueur 3,5 km                                                                 | Durée 9 min                                                                     | Nb. d’arrêts 13                                                                 | Matériel GX 327 Citaro                                                          | Jours de fonctionnement D                                                       | Jour / Soir / Nuit / Fêtes O / N / N / O                                        | Voy. / an —                                                                     | Dépôt Arenc                                                                     |
| pictogramme 28B · Accessible aux personnes à mobilité réduite | Desserte : - Arrondissements desservis : 14e et 15e - Stations et gares desservies : Bougainville - Arrêts desservis dans les deux sens : Casanova de Lesseps, Casanova Barbès, Casanova États-Unis, Place des États-Unis, Cimetière du Canet, Moretti Gibbes, Collège Clair Soleil, Moretti Ste Marthe, La Marine Bleue - Desservis en direction de Bertrandon : Place Bougainville |                                                                                 |                                                                                 |                                                                                 |                                                                                 |                                                                                 |                                                                                 |                                                                                 |                                                                                 |
| pictogramme 28B · Accessible aux personnes à mobilité réduite | Autre : - Amplitudes horaires : La ligne 28B fonctionne le dimanche de 8 h à 19 h 41 environ. - Date de dernière mise à jour : 15 décembre 2019. |                                                                                 |                                                                                 |                                                                                 |                                                                                 |                                                                                 |                                                                                 |                                                                                 |                                                                                 |
| pictogramme 28B · Accessible aux personnes à mobilité réduite | Dernière actualisation : — |                                                                                 |                                                                                 |                                                                                 |                                                                                 |                                                                                 |                                                                                 |                                                                                 |                                                                                 |

#### Lignes 30 à 39
| Ligne                                                         | Caractéristiques | Caractéristiques                                             | Caractéristiques                                             | Caractéristiques                                             | Caractéristiques                                             | Caractéristiques                                             | Caractéristiques                                             | Caractéristiques                                             | Caractéristiques                                             |
| pictogramme 30 · Accessible aux personnes à mobilité réduite  | Métro Gèze ⥋ La Savine | Métro Gèze ⥋ La Savine                                       | Métro Gèze ⥋ La Savine                                       | Métro Gèze ⥋ La Savine                                       | Métro Gèze ⥋ La Savine                                       | Métro Gèze ⥋ La Savine                                       | Métro Gèze ⥋ La Savine                                       | Métro Gèze ⥋ La Savine                                       | Métro Gèze ⥋ La Savine                                       |
| ------------------------------------------------------------- | --- | ------------------------------------------------------------ | ------------------------------------------------------------ | ------------------------------------------------------------ | ------------------------------------------------------------ | ------------------------------------------------------------ | ------------------------------------------------------------ | ------------------------------------------------------------ | ------------------------------------------------------------ |
| pictogramme 30 · Accessible aux personnes à mobilité réduite  | Ouverture / Fermeture 29 mai 1910 / — | Longueur 6,7 km                                              | Durée 18 min                                                 | Nb. d’arrêts 26                                              | Matériel GX 327 Citaro                                       | Jours de fonctionnement L, Ma, Me, J, V, S, D                | Jour / Soir / Nuit / Fêtes O / N / N / O                     | Voy. / an —                                                  | Dépôt Arenc                                                  |
| pictogramme 30 · Accessible aux personnes à mobilité réduite  | Desserte : - Arrondissements desservis : 14e et 15e - Stations et gares desservies : Gèze , St Joseph-Le Castellas - Arrêts desservis : CFA Corot, Visitation, Z.I. la Delorme, Parc Blanchard, 4 chemins des Aygalades, Traverse de l'Oasis, Cité des arts de la rue, Aygalades village, HLM des Aygalades, La Sylve le Castellas, Les Aygalades, Bd de la gare, Chemin de la Mûre, L'Hermitage Jean Moulin, Résidence les Borels, Les Borels, Tuves Bosphore, Savine Tuves, Le canal, Les Pins, La Savine Sud, La Savine Couronne |                                                              |                                                              |                                                              |                                                              |                                                              |                                                              |                                                              |                                                              |
| pictogramme 30 · Accessible aux personnes à mobilité réduite  | Autre : - Amplitudes horaires : La ligne 30 fonctionne du lundi au samedi de 4 h 40 à 21 h 43 et le dimanche de 5 h 45 à 21 h 43 environ. - Date de dernière mise à jour : 15 décembre 2019. |                                                              |                                                              |                                                              |                                                              |                                                              |                                                              |                                                              |                                                              |
| pictogramme 30 · Accessible aux personnes à mobilité réduite  | Dernière actualisation : — |                                                              |                                                              |                                                              |                                                              |                                                              |                                                              |                                                              |                                                              |
| pictogramme 31 · Accessible aux personnes à mobilité réduite  | Canebière (Bourse) ⥋ Les Aygalades | Canebière (Bourse) ⥋ Les Aygalades                           | Canebière (Bourse) ⥋ Les Aygalades                           | Canebière (Bourse) ⥋ Les Aygalades                           | Canebière (Bourse) ⥋ Les Aygalades                           | Canebière (Bourse) ⥋ Les Aygalades                           | Canebière (Bourse) ⥋ Les Aygalades                           | Canebière (Bourse) ⥋ Les Aygalades                           | Canebière (Bourse) ⥋ Les Aygalades                           |
| pictogramme 31 · Accessible aux personnes à mobilité réduite  | Ouverture / Fermeture 3 juillet 1910 / — | Longueur 8,8 km                                              | Durée 40 min                                                 | Nb. d’arrêts 38                                              | Matériel GX 327 GX 337 Citaro ie bus 12 7900                 | Jours de fonctionnement L, Ma, Me, J, V, S, D                | Jour / Soir / Nuit / Fêtes O / N / N / O                     | Voy. / an —                                                  | Dépôt La Rose                                                |
| pictogramme 31 · Accessible aux personnes à mobilité réduite  | Desserte : - Arrondissements desservis : 1er, 2e, 3e, 14e et 15e - Stations et gares desservies : Vieux Port , Belsunce Alcazar , Colbert , Jules Guesde , Ste Marthe , St Joseph-Le Castellas - Arrêts desservis dans les deux sens : Barbusse Colbert, Métro Colbert hôtel de région, Place Jules-Guesde, Place de Strasbourg, Strasbourg Amiens, Strasbourg Desaix, Strasbourg, National Loubon, Loubon Bellevue, Loubon Barbini, Place Caffo, 5 avenues Burel, Ste Marthe Colonel, Ste Marthe Bougie, La Marine Bleue, Bertrandon, Ste Marthe le Camp, Ste Marthe Jourdan, Ste Marthe Peupliers, Ste Marthe, Nungesser, La Simiane, Tour Sainte, Coxe Massenet, St Joseph, St Joseph Les Lions, Le Castellas Les Lions, Le Castellas, La Sylve le Castellas - Desservis en direction des Aygalades : Pelletan Marceau, Perrin Guigou - Desservis en direction de Canebière (Bourse) : Coxe mairie 13-14, Ste Marthe Vert Bois, Burel Plombières, Plombières Arnal, Paris Forbin            |                                                              |                                                              |                                                              |                                                              |                                                              |                                                              |                                                              |                                                              |
| pictogramme 31 · Accessible aux personnes à mobilité réduite  | Autre : - Amplitudes horaires : La ligne 31 fonctionne du lundi au samedi de 5 h à 21 h 25 et le dimanche de 6 h à 21 h 20 environ. - Particularités : L’arrêt Coxe mairie 13-14 n’est pas desservi le samedi de 14 h à 18 h 30. - Date de dernière mise à jour : 9 octobre 2014. |                                                              |                                                              |                                                              |                                                              |                                                              |                                                              |                                                              |                                                              |
| pictogramme 31 · Accessible aux personnes à mobilité réduite  | Dernière actualisation : — |                                                              |                                                              |                                                              |                                                              |                                                              |                                                              |                                                              |                                                              |
| pictogramme 32 · Accessible aux personnes à mobilité réduite  | Canebière (Bourse) ⥋ Saint-Jérôme IUT | Canebière (Bourse) ⥋ Saint-Jérôme IUT                        | Canebière (Bourse) ⥋ Saint-Jérôme IUT                        | Canebière (Bourse) ⥋ Saint-Jérôme IUT                        | Canebière (Bourse) ⥋ Saint-Jérôme IUT                        | Canebière (Bourse) ⥋ Saint-Jérôme IUT                        | Canebière (Bourse) ⥋ Saint-Jérôme IUT                        | Canebière (Bourse) ⥋ Saint-Jérôme IUT                        | Canebière (Bourse) ⥋ Saint-Jérôme IUT                        |
| pictogramme 32 · Accessible aux personnes à mobilité réduite  | Ouverture / Fermeture 6 avril 1956 / — | Longueur 8,4 km                                              | Durée 36 min                                                 | Nb. d’arrêts 35                                              | Matériel GX 327 GX 337 Citaro ie bus 12 7900                 | Jours de fonctionnement L, Ma, Me, J, V, S, D                | Jour / Soir / Nuit / Fêtes O / N / N / O                     | Voy. / an —                                                  | Dépôt La Rose                                                |
| pictogramme 32 · Accessible aux personnes à mobilité réduite  | Desserte : - Arrondissements desservis : 1er, 2e, 3e, 13e et 14e - Stations et gares desservies : Vieux Port , Belsunce Alcazar , Colbert , Jules Guesde - Arrêts desservis dans les deux sens : Barbusse Colbert, Métro Colbert hôtel de région, Métro Jules Guesde, Place de Strasbourg, Strasbourg Desaix, National Loubon, Loubon Bellevue, Loubon Barbini, Place Caffo, 5 avenues Burel, Villecroze Marronniers, Villecroze Bougie, Monet St Barthélémy, Monet Lavandins, Monet Florida, Mérimée Corot, CC le Merlan, Musée de la moto, Villecroze les Oliviers, Collèges Renoir Rostand, Les Cèdres, Les Lauriers, Stade de Malpassé, Les Oliviers, Les Lilas, St Jérôme Faculté - Desservis en direction de St Jérôme IUT : Pelletan Marceau, Strasbourg Amiens, Strasbourg, Perrin Guigou - Desservis en direction de Canebière (Bourse) : Burel Plombières, Plombières Arnal, Paris Forbin                                                                                            |                                                              |                                                              |                                                              |                                                              |                                                              |                                                              |                                                              |                                                              |
| pictogramme 32 · Accessible aux personnes à mobilité réduite  | Autre : - Amplitudes horaires : La ligne 32 fonctionne du lundi au vendredi de 5 h 2 à 21 h 30, le samedi de 5 h 2 à 21 h et le dimanche de 5 h 55 à 20 h 20 environ. - Date de dernière mise à jour : 9 octobre 2014. |                                                              |                                                              |                                                              |                                                              |                                                              |                                                              |                                                              |                                                              |
| pictogramme 32 · Accessible aux personnes à mobilité réduite  | Dernière actualisation : — |                                                              |                                                              |                                                              |                                                              |                                                              |                                                              |                                                              |                                                              |
| pictogramme 33 · Accessible aux personnes à mobilité réduite  | Réformés Canebière ⥋ Saint-Jérôme parking relais / Le Merlan | Réformés Canebière ⥋ Saint-Jérôme parking relais / Le Merlan | Réformés Canebière ⥋ Saint-Jérôme parking relais / Le Merlan | Réformés Canebière ⥋ Saint-Jérôme parking relais / Le Merlan | Réformés Canebière ⥋ Saint-Jérôme parking relais / Le Merlan | Réformés Canebière ⥋ Saint-Jérôme parking relais / Le Merlan | Réformés Canebière ⥋ Saint-Jérôme parking relais / Le Merlan | Réformés Canebière ⥋ Saint-Jérôme parking relais / Le Merlan | Réformés Canebière ⥋ Saint-Jérôme parking relais / Le Merlan |
| pictogramme 33 · Accessible aux personnes à mobilité réduite  | Ouverture / Fermeture 18 janvier 1971 / — | Longueur 8 km                                                | Durée 35 min                                                 | Nb. d’arrêts 36                                              | Matériel GX 327 GX 337 Citaro ie bus 12 7900                 | Jours de fonctionnement L, Ma, Me, J, V, S, D                | Jour / Soir / Nuit / Fêtes O / N / N / O                     | Voy. / an —                                                  | Dépôt La Rose                                                |
| pictogramme 33 · Accessible aux personnes à mobilité réduite  | Desserte : - Arrondissements desservis : 1er, 3e, 13e et 14e - Stations et gares desservies : Réformés Canebière , Picon-Busserine - Arrêts desservis dans les deux sens : Voltaire St Charles, National Guibal, 5 avenues Burel, Ste Marthe Colonel, Ste Marthe Bougie, La Marine Bleue, Bertrandon, Ste Marthe le camp, Cade Mouton, Tir la Busserine, Tir le Mail, Collège Édouard Manet, Raimu la Busserine, Théâtre du Merlan, Centre Commercial du Merlan, Merlan Ste Marthe, Merlan Trompette, Merlan Verdon, Merlan Brissac, Merlan Village, Géraniums - Desservis en direction de St Jérôme parking relais : Belle de Mai National, Clovis Hugues, Belle de Mai Loubon, Perrin Guigou - Desservis en direction de Réformés Canebière : Burel Plombières, Plombières Arnal, Place Caffo, Loubon Barbini, Loubon Bellevue, National Loubon, National Belle de Mai, Liberté Sembat - Desservis le dimanche : Merlan Tourelle, Résidence l’Échiquier, Merlan Pâquerettes, Merlan Guynemer |                                                              |                                                              |                                                              |                                                              |                                                              |                                                              |                                                              |                                                              |
| pictogramme 33 · Accessible aux personnes à mobilité réduite  | Autre : - Amplitudes horaires : La ligne 33 fonctionne du lundi au samedi de 5 h 25 à 20 h 50 et le dimanche de 6 h à 21 h 15 environ. - Particularités : Terminus au Merlan le dimanche et 7 jours sur 7 en période estivale directement par l’avenue du Merlan, les arrêts Géraniums et St Jérôme parking relais ne sont pas desservis par cette ligne. - Date de dernière mise à jour : 13 février 2022. |                                                              |                                                              |                                                              |                                                              |                                                              |                                                              |                                                              |                                                              |
| pictogramme 33 · Accessible aux personnes à mobilité réduite  | Dernière actualisation : — |                                                              |                                                              |                                                              |                                                              |                                                              |                                                              |                                                              |                                                              |
| pictogramme 34 · Accessible aux personnes à mobilité réduite  | Réformés Canebière ⥋ Le Merlan | Réformés Canebière ⥋ Le Merlan                               | Réformés Canebière ⥋ Le Merlan                               | Réformés Canebière ⥋ Le Merlan                               | Réformés Canebière ⥋ Le Merlan                               | Réformés Canebière ⥋ Le Merlan                               | Réformés Canebière ⥋ Le Merlan                               | Réformés Canebière ⥋ Le Merlan                               | Réformés Canebière ⥋ Le Merlan                               |
| pictogramme 34 · Accessible aux personnes à mobilité réduite  | Ouverture / Fermeture 24 mars 1912 / — | Longueur 6,8 km                                              | Durée 29 min                                                 | Nb. d’arrêts 34                                              | Matériel GX 327 GX 337 Citaro ie bus 12 7900                 | Jours de fonctionnement L, Ma, Me, J, V, S                   | Jour / Soir / Nuit / Fêtes O / N / N / N                     | Voy. / an —                                                  | Dépôt La Rose                                                |
| pictogramme 34 · Accessible aux personnes à mobilité réduite  | Desserte : - Arrondissements desservis : 1er, 3e, 13e et 14e - Stations et gares desservies : Réformés Canebière - Arrêts desservis dans les deux sens : Voltaire St Charles, National Guibal, 5 avenues Burel, Villecroze Marronniers, Villecroze Bougie, Monet St Barthélémy, Monet Lavandins, Monet Florida, Mérimée Corot, Centre commercial du Merlan, Mérimée St Paul, Merlan Ste Marthe, Merlan Trompette, Merlan Verdon, Merlan Brissac, Merlan village, Merlan Tourelle, Résidence l’Échiquier, Merlan Pâquerettes, Merlan Guynemer - Desservis en direction du Merlan : Belle de Mai National, Clovis Hugues, Belle de Mai Loubon, Perrin Guigou - Desservis en direction de Réformés Canebière : Burel Plombières, Plombières Arnal, Place Caffo, Loubon Barbini, Loubon Bellevue, National Loubon, National Belle de Mai, Liberté Sembat |                                                              |                                                              |                                                              |                                                              |                                                              |                                                              |                                                              |                                                              |
| pictogramme 34 · Accessible aux personnes à mobilité réduite  | Autre : - Amplitudes horaires : La ligne 34 fonctionne du lundi au samedi de 5 h à 21 h 15 environ. - Particularités : Service assuré par la ligne le dimanche et 7 jours sur 7 en période estivale. - Date de dernière mise à jour : 13 février 2022. |                                                              |                                                              |                                                              |                                                              |                                                              |                                                              |                                                              |                                                              |
| pictogramme 34 · Accessible aux personnes à mobilité réduite  | Dernière actualisation : — |                                                              |                                                              |                                                              |                                                              |                                                              |                                                              |                                                              |                                                              |
| pictogramme 35 · Accessible aux personnes à mobilité réduite  | Joliette ⥋ Estaque Riaux / Plages des Corbières | Joliette ⥋ Estaque Riaux / Plages des Corbières              | Joliette ⥋ Estaque Riaux / Plages des Corbières              | Joliette ⥋ Estaque Riaux / Plages des Corbières              | Joliette ⥋ Estaque Riaux / Plages des Corbières              | Joliette ⥋ Estaque Riaux / Plages des Corbières              | Joliette ⥋ Estaque Riaux / Plages des Corbières              | Joliette ⥋ Estaque Riaux / Plages des Corbières              | Joliette ⥋ Estaque Riaux / Plages des Corbières              |
| pictogramme 35 · Accessible aux personnes à mobilité réduite  | Ouverture / Fermeture 24 mars 1912 / — | Longueur 11,4 km                                             | Durée 42 min                                                 | Nb. d’arrêts 35                                              | Matériel Citaro G C2                                         | Jours de fonctionnement L, Ma, Me, J, V, S, D                | Jour / Soir / Nuit / Fêtes O / N / N / O                     | Voy. / an —                                                  | Dépôt Arenc                                                  |
| pictogramme 35 · Accessible aux personnes à mobilité réduite  | Desserte : - Arrondissements desservis : 2e, 15e et 16e - Stations et gares desservies : Joliette , Arenc-Euroméditerranée , L'Estaque - Arrêts desservis dans les deux sens : Les Terrasses du Port, Docks, Le Silo, Littoral Mirabeau, St Cassien, Cap Pinède, Littoral Mouren, Littoral Beauséjour, Littoral Bernabo, Terminal Maghreb, Terminal Croisières, Collège Arthur Rimbaud, Littoral cité nouvelle, Littoral Pas du Faon, Littoral Jean Labro, Littoral Mourepiane, Littoral Vallouise, Littoral Saumaty, Littoral Fenouil, Fontaine des Tuiles, Estaque port, Estaque Village, Espace Mistral, Estaque Castejon, Estaque Riaux, Corbières base nautique - Desservi en direction d’Estaque Riaux/Plages de Corbières : Littoral Résidence Consolat - Desservis en direction de la Joliette : Littoral Sacomane, Littoral Chamant |                                                              |                                                              |                                                              |                                                              |                                                              |                                                              |                                                              |                                                              |
| pictogramme 35 · Accessible aux personnes à mobilité réduite  | Autre : - Amplitudes horaires : La ligne 35 fonctionne du lundi au samedi de 4 h 45 à 21 h et le dimanche de 5 h 30 à 21 h environ. - Particularités : - Service express effectué à certaines heures par la ligne 35T entre la Joliette et l'arrêt Terminal Croisières. - Ligne limitée aux Terrasses du Port ou prolongée jusqu’à Mucem St Jean du lundi au vendredi de 8 h à 14 h lors du marché de la Joliette. - En dehors de la période estivale, la ligne 35 ne dessert la plage de Corbières qu'une fois le matin et qu'une fois l'après-midi le mercredi, ainsi que tous les jours lors des vacances scolaires. - Date de dernière mise à jour : 6 février 2022. |                                                              |                                                              |                                                              |                                                              |                                                              |                                                              |                                                              |                                                              |
| pictogramme 35 · Accessible aux personnes à mobilité réduite  | Dernière actualisation : — |                                                              |                                                              |                                                              |                                                              |                                                              |                                                              |                                                              |                                                              |
| pictogramme 36 · Accessible aux personnes à mobilité réduite  | Métro Bougainville ⥋ La Nerthe | Métro Bougainville ⥋ La Nerthe                               | Métro Bougainville ⥋ La Nerthe                               | Métro Bougainville ⥋ La Nerthe                               | Métro Bougainville ⥋ La Nerthe                               | Métro Bougainville ⥋ La Nerthe                               | Métro Bougainville ⥋ La Nerthe                               | Métro Bougainville ⥋ La Nerthe                               | Métro Bougainville ⥋ La Nerthe                               |
| pictogramme 36 · Accessible aux personnes à mobilité réduite  | Ouverture / Fermeture 17 mars 1907 / — | Longueur 10,1 km                                             | Durée 29 min                                                 | Nb. d’arrêts 37                                              | Matériel GX 327 Citaro                                       | Jours de fonctionnement L, Ma, Me, J, V, S                   | Jour / Soir / Nuit / Fêtes O / N / N / O                     | Voy. / an —                                                  | Dépôt Arenc                                                  |
| pictogramme 36 · Accessible aux personnes à mobilité réduite  | Desserte : - Arrondissements desservis : 2e, 15e et 16e - Stations et gares desservies : Bougainville , L'Estaque - Arrêts desservis dans les deux sens : Allar, Marché aux puces, Rabattu, Moulin à vent, Demandolx, La Cabucelle, Bernabo Littoral, Terminal Maghreb, Terminal Croisières, Collège Arthur Rimbaud, Résidence Mourepiane, Consolat, Cité St Louis, Rove Tuileries, St André passage à niveau, St André, Condorcet Picaron, Lycée de l’Estaque, Gare de l’Estaque, L’Estaque, La Nerthe Marinier, La Nerthe Mistral, Fillat Falaise - Desservis en direction de La Nerthe : Place Bougainville, Littoral Résidence Consolat, Rabelais Roussin, St Henri, Rabelais Frères, Rabelais Bourgade - Desservis en direction du Métro Bougainville : Eydoux Monjarde, Eydoux Pelouque, Chemin du Passet, St Henri Chaîne, Gaston Castel, Littoral Chamant |                                                              |                                                              |                                                              |                                                              |                                                              |                                                              |                                                              |                                                              |
| pictogramme 36 · Accessible aux personnes à mobilité réduite  | Autre : - Amplitudes horaires : La ligne 36 fonctionne du lundi au samedi de 5 h 45 à 20 h 30 environ. - Date de dernière mise à jour : 6 juillet 2025. |                                                              |                                                              |                                                              |                                                              |                                                              |                                                              |                                                              |                                                              |
| pictogramme 36 · Accessible aux personnes à mobilité réduite  | Dernière actualisation : — |                                                              |                                                              |                                                              |                                                              |                                                              |                                                              |                                                              |                                                              |
| pictogramme 36B · Accessible aux personnes à mobilité réduite | Métro Bougainville ⥋ L’Estaque | Métro Bougainville ⥋ L’Estaque                               | Métro Bougainville ⥋ L’Estaque                               | Métro Bougainville ⥋ L’Estaque                               | Métro Bougainville ⥋ L’Estaque                               | Métro Bougainville ⥋ L’Estaque                               | Métro Bougainville ⥋ L’Estaque                               | Métro Bougainville ⥋ L’Estaque                               | Métro Bougainville ⥋ L’Estaque                               |
| pictogramme 36B · Accessible aux personnes à mobilité réduite | Ouverture / Fermeture 23 décembre 1985 / — | Longueur 9,2 km                                              | Durée 25 min                                                 | Nb. d’arrêts 34                                              | Matériel GX 327 Citaro                                       | Jours de fonctionnement L, Ma, Me, J, V, S, D                | Jour / Soir / Nuit / Fêtes O / N / N / O                     | Voy. / an —                                                  | Dépôt Arenc                                                  |
| pictogramme 36B · Accessible aux personnes à mobilité réduite | Desserte : - Arrondissements desservis : 2e, 15e et 16e - Stations et gares desservies : Bougainville , Gèze , L'Estaque - Arrêts desservis dans les deux sens : Allar, Marché aux puces, Rabattu, Moulin à vent, Demandolx, La Cabucelle, Bernabo Littoral, Terminal Maghreb, Terminal Croisières, Résidence Mourepiane, Consolat, Cité St Louis, Rove Tuileries, St André passage à niveau, St André, Condorcet Picaron, Lycée de l’Estaque, Gare de l’Estaque - Desservis en direction de L’Estaque : Place Bougainville, Littoral Résidence Consolat, Rabelais Roussin, St Henri, Rabelais Frères, Rabelais Bourgade - Desservis en direction du Métro Bougainville : Eydoux Monjarde, Eydoux Pelouque, Chemin du Passet, St Henri Chaîne, Gaston Castel, Littoral Chamant - Desservis le dimanche : Lyon Cap Pinède, Lyon Oddo, Billoux mairie 15/16, Méditerranée |                                                              |                                                              |                                                              |                                                              |                                                              |                                                              |                                                              |                                                              |
| pictogramme 36B · Accessible aux personnes à mobilité réduite | Autre : - Amplitudes horaires : La ligne 36B fonctionne du lundi au samedi de 4 h 25 à 21 h 35 et le dimanche de 6 h à 21 h 30 environ. - Particularités : Dessert la rue de Lyon, la station de métro Gèze et le boulevard de la Méditerranée le dimanche et les jours fériés de 7 h à 17 h. - Date de dernière mise à jour : 6 juillet 2025. |                                                              |                                                              |                                                              |                                                              |                                                              |                                                              |                                                              |                                                              |
| pictogramme 36B · Accessible aux personnes à mobilité réduite | Dernière actualisation : — |                                                              |                                                              |                                                              |                                                              |                                                              |                                                              |                                                              |                                                              |
| pictogramme 37 · Accessible aux personnes à mobilité réduite  | Métro Malpassé ⥋ La Batarelle | Métro Malpassé ⥋ La Batarelle                                | Métro Malpassé ⥋ La Batarelle                                | Métro Malpassé ⥋ La Batarelle                                | Métro Malpassé ⥋ La Batarelle                                | Métro Malpassé ⥋ La Batarelle                                | Métro Malpassé ⥋ La Batarelle                                | Métro Malpassé ⥋ La Batarelle                                | Métro Malpassé ⥋ La Batarelle                                |
| pictogramme 37 · Accessible aux personnes à mobilité réduite  | Ouverture / Fermeture 26 novembre 1977 / — | Longueur 5,6 km                                              | Durée 15 min                                                 | Nb. d’arrêts 23                                              | Matériel GX 327 GX 337 Citaro ie bus 12 7900                 | Jours de fonctionnement L, Ma, Me, J, V, S, D                | Jour / Soir / Nuit / Fêtes O / N / N / O                     | Voy. / an —                                                  | Dépôt La Rose                                                |
| pictogramme 37 · Accessible aux personnes à mobilité réduite  | Desserte : - Arrondissements desservis : 13e et 14e - Stations et gares desservies : Malpassé - Arrêts desservis : Malpassé, Valdonne Hôpital Laveran, Valdonne Peypin, Valdonne Fuveau, St Jérôme Pélabon, St Jérôme les Sereins, St Jérôme Susini, Lycée Charlotte Grawitz, Les Alvergnes, Notre-Dame de la Consolation, St Mitre écoles, St Mitre, Place de St Mitre, St Mitre église, St Mitre Party, La Batarelle basse, Chemin des Grives, L'Escalet, Lissandre, Lissandre écoles |                                                              |                                                              |                                                              |                                                              |                                                              |                                                              |                                                              |                                                              |
| pictogramme 37 · Accessible aux personnes à mobilité réduite  | Autre : - Amplitudes horaires : La ligne 37 fonctionne du lundi au samedi de 4 h 40 à 20 h 55 et le dimanche de 6 h 10 à 21 h 10 environ. - Date de dernière mise à jour : 6 novembre 2022. |                                                              |                                                              |                                                              |                                                              |                                                              |                                                              |                                                              |                                                              |
| pictogramme 37 · Accessible aux personnes à mobilité réduite  | Dernière actualisation : — |                                                              |                                                              |                                                              |                                                              |                                                              |                                                              |                                                              |                                                              |
| pictogramme 38 · Accessible aux personnes à mobilité réduite  | Métro Gèze ⥋ Métro Malpassé | Métro Gèze ⥋ Métro Malpassé                                  | Métro Gèze ⥋ Métro Malpassé                                  | Métro Gèze ⥋ Métro Malpassé                                  | Métro Gèze ⥋ Métro Malpassé                                  | Métro Gèze ⥋ Métro Malpassé                                  | Métro Gèze ⥋ Métro Malpassé                                  | Métro Gèze ⥋ Métro Malpassé                                  | Métro Gèze ⥋ Métro Malpassé                                  |
| pictogramme 38 · Accessible aux personnes à mobilité réduite  | Ouverture / Fermeture 26 novembre 1977 / — | Longueur 10,6 km                                             | Durée 36 min                                                 | Nb. d’arrêts 32                                              | Matériel Citaro G C2                                         | Jours de fonctionnement L, Ma, Me, J, V, S, D                | Jour / Soir / Nuit / Fêtes O / N / N / O                     | Voy. / an —                                                  | Dépôt Arenc                                                  |
| pictogramme 38 · Accessible aux personnes à mobilité réduite  | Desserte : - Arrondissements desservis : 13e, 14e et 15e - Stations et gares desservies : Gèze , Picon-Busserine , Malpassé - Arrêts desservis : Gèze Bossy, Canet Ambrosini, Gay Lussac, Ampère Gay Lussac, Cité Bassens, Castors de Servières, MIN Bolivar, MIN des Arnavaux, MIN Gibbes, Gibbes Calvet, Ste Marthe le camp, Cade Mouton, Tir Busserine, Tir le Mail, Collège Édouard Manet, Braque les Flamants, Merlan Ste Marthe, Musée de la moto, Villecroze les Oliviers, Collèges Renoir Rostand, Les Cèdres, Les Lauriers, Marathon Laveran, Hôpital Laveran, Lycée Diderot, Malpassé,Métro Malpassé |                                                              |                                                              |                                                              |                                                              |                                                              |                                                              |                                                              |                                                              |
| pictogramme 38 · Accessible aux personnes à mobilité réduite  | Autre : - Amplitudes horaires : La ligne 38 fonctionne du lundi au samedi de 4 h 20 à 21 h et le dimanche de 5 h 20 à 20 h 50 environ. - Date de dernière mise à jour : 15 décembre 2019. |                                                              |                                                              |                                                              |                                                              |                                                              |                                                              |                                                              |                                                              |
| pictogramme 38 · Accessible aux personnes à mobilité réduite  | Dernière actualisation : — |                                                              |                                                              |                                                              |                                                              |                                                              |                                                              |                                                              |                                                              |
| pictogramme 39 · Accessible aux personnes à mobilité réduite  | Métro Malpassé ⥋ Résidence Fondacle | Métro Malpassé ⥋ Résidence Fondacle                          | Métro Malpassé ⥋ Résidence Fondacle                          | Métro Malpassé ⥋ Résidence Fondacle                          | Métro Malpassé ⥋ Résidence Fondacle                          | Métro Malpassé ⥋ Résidence Fondacle                          | Métro Malpassé ⥋ Résidence Fondacle                          | Métro Malpassé ⥋ Résidence Fondacle                          | Métro Malpassé ⥋ Résidence Fondacle                          |
| pictogramme 39 · Accessible aux personnes à mobilité réduite  | Ouverture / Fermeture 30 août 1999 / — | Longueur 4,6 km                                              | Durée 11 min                                                 | Nb. d’arrêts 8                                               | Matériel GX 137                                              | Jours de fonctionnement L, Ma, Me, J, V                      | Jour / Soir / Nuit / Fêtes O / N / N / O                     | Voy. / an —                                                  | Dépôt La Rose                                                |
| pictogramme 39 · Accessible aux personnes à mobilité réduite  | Desserte : - Arrondissements desservis : 12e et 13e - Stations et gares desservies : Malpassé , Frais-Vallon - Arrêts desservis : Métro Frais Vallon, Frais Vallon collège, Les Amaryllis, Amaryllis Étoile, Les Bougainvilliers, Les Romarins, Comtesse |                                                              |                                                              |                                                              |                                                              |                                                              |                                                              |                                                              |                                                              |
| pictogramme 39 · Accessible aux personnes à mobilité réduite  | Autre : - Amplitudes horaires : La ligne 39 fonctionne du lundi au vendredi de 7 h à 19 h 10 environ. - Date de dernière mise à jour : 5 janvier 2005. |                                                              |                                                              |                                                              |                                                              |                                                              |                                                              |                                                              |                                                              |
| pictogramme 39 · Accessible aux personnes à mobilité réduite  | Dernière actualisation : — |                                                              |                                                              |                                                              |                                                              |                                                              |                                                              |                                                              |                                                              |

#### Lignes 40 à 49
| Ligne                                                         | Caractéristiques | Caractéristiques                                                    | Caractéristiques                                                    | Caractéristiques                                                    | Caractéristiques                                                    | Caractéristiques                                                    | Caractéristiques                                                    | Caractéristiques                                                    | Caractéristiques                                                    |
| pictogramme 40 · Accessible aux personnes à mobilité réduite  | Métro La Timone ⥋ La Solitude | Métro La Timone ⥋ La Solitude                                       | Métro La Timone ⥋ La Solitude                                       | Métro La Timone ⥋ La Solitude                                       | Métro La Timone ⥋ La Solitude                                       | Métro La Timone ⥋ La Solitude                                       | Métro La Timone ⥋ La Solitude                                       | Métro La Timone ⥋ La Solitude                                       | Métro La Timone ⥋ La Solitude                                       |
| ------------------------------------------------------------- | --- | ------------------------------------------------------------------- | ------------------------------------------------------------------- | ------------------------------------------------------------------- | ------------------------------------------------------------------- | ------------------------------------------------------------------- | ------------------------------------------------------------------- | ------------------------------------------------------------------- | ------------------------------------------------------------------- |
| pictogramme 40 · Accessible aux personnes à mobilité réduite  | Ouverture / Fermeture 10 juin 1905 / — | Longueur 9,1 km                                                     | Durée 20 min                                                        | Nb. d’arrêts 37                                                     | Matériel GX 327 Citaro                                              | Jours de fonctionnement L, Ma, Me, J, V, S, D                       | Jour / Soir / Nuit / Fêtes O / N / N / O                            | Voy. / an —                                                         | Dépôt Saint-Pierre                                                  |
| pictogramme 40 · Accessible aux personnes à mobilité réduite  | Desserte : - Arrondissements desservis : 5e, 10e, 11e et 12e - Stations et gares desservies : La Timone , St Pierre , La Pomme , St Marcel , La Barasse - Arrêts desservis dans les deux sens : Hôpital de la Timone, St Pierre Godchot, St Pierre Ste Thérèse, St Pierre, St Pierre petite porte, St Pierre Jeannette, Lombard Parette, Lombard Bezombes, Lombard Rebattu, Lombard Mireille Lauze, Valbarelle Heckel, Stade Coder, Valbarelle Andreu, Valbarelle Lanfranchi, Valbarelle Coder, HLM les Néréïdes, Chemin de la station, St Marcel, St Marcel Cavaillon, Collège Château Forbin, Barasse beau site, Lycée Camille Jullian, Barasse Bancal, La Barasse, Gare de la Barasse, HLM la Barasse, Montgrand, La Millière - Desservis en direction de La Solitude : Allard Mireille Lauze, La Pomme Heckel, Valbarelle St Jacques - Desservis en direction de Métro la Timone : La Millière Solitude, Barasse Chouquet, La Pomme église, La Pomme Campanules, Gare de la Pomme |                                                                     |                                                                     |                                                                     |                                                                     |                                                                     |                                                                     |                                                                     |                                                                     |
| pictogramme 40 · Accessible aux personnes à mobilité réduite  | Autre : - Amplitudes horaires : La ligne 40 fonctionne tous les jours de 4 h 15 à 21 h 50 environ. - Particularités : Départ de Saint-Pierre le matin de 4 h 15 à 4 h 45. - Histoire : Jusqu'au 1er janvier 2011, la ligne 40 était une ligne départementale qui reliait la station de métro La Timone à la gare d’Aubagne via La Penne-sur-Huveaune avec des bus arborant une livrée propre à la ligne. Depuis, c’est la ligne d’autocar 240 qui emprunte cet itinéraire vers Aubagne depuis la station de métro La Fourragère via Les Caillols et La Valentine centres commerciaux, la 40 étant limitée à l’arrêt La Solitude situé à la limite de la commune de La Penne-sur-Huveaune. - Date de dernière mise à jour : 31 décembre 2010. |                                                                     |                                                                     |                                                                     |                                                                     |                                                                     |                                                                     |                                                                     |                                                                     |
| pictogramme 40 · Accessible aux personnes à mobilité réduite  | Dernière actualisation : — |                                                                     |                                                                     |                                                                     |                                                                     |                                                                     |                                                                     |                                                                     |                                                                     |
| pictogramme 41 · Accessible aux personnes à mobilité réduite  | Vieux-Port Ballard ⥋ Métro Rond-Point du Prado | Vieux-Port Ballard ⥋ Métro Rond-Point du Prado                      | Vieux-Port Ballard ⥋ Métro Rond-Point du Prado                      | Vieux-Port Ballard ⥋ Métro Rond-Point du Prado                      | Vieux-Port Ballard ⥋ Métro Rond-Point du Prado                      | Vieux-Port Ballard ⥋ Métro Rond-Point du Prado                      | Vieux-Port Ballard ⥋ Métro Rond-Point du Prado                      | Vieux-Port Ballard ⥋ Métro Rond-Point du Prado                      | Vieux-Port Ballard ⥋ Métro Rond-Point du Prado                      |
| pictogramme 41 · Accessible aux personnes à mobilité réduite  | Ouverture / Fermeture 26 mai 1902 / — | Longueur 4,1 km                                                     | Durée 15 min                                                        | Nb. d’arrêts 26                                                     | Matériel GX 337 Citaro ie bus 12 7900                               | Jours de fonctionnement L, Ma, Me, J, V, S, D                       | Jour / Soir / Nuit / Fêtes O / N / N / O                            | Voy. / an —                                                         | Dépôt La Rose                                                       |
| pictogramme 41 · Accessible aux personnes à mobilité réduite  | Desserte : - Arrondissements desservis : 1er, 6e et 8e - Stations et gares desservies : Vieux Port , Estrangin Préfecture , Place de Rome , Castellane , Notre-Dame-du-Mont , Périer , Rond-point du Prado - Arrêts desservis dans les deux sens : Estrangin Puget, Place Delibes, Paradis Wulfran Puget, Paradis Lord Duveen, Paradis Mistral, St Giniez, Prado St Giniez - Desservis en direction du Métro Rond-point du Prado : Breteuil Puget, Métro Estrangin, Paradis Dragon, Paradis Ste Victoire, Paradis Fiolle, Lycée Périer, Paradis d’Urville - Desservis en direction de Vieux Port Ballard : Périer Prado, Prado Dupré, Castellane, Lieutaud Baille, Lieutaud Salvator, Salvator Italie, Préfecture, Puget Fortia, Place de la Corderie, Fort Notre Dame, Place aux Huiles |                                                                     |                                                                     |                                                                     |                                                                     |                                                                     |                                                                     |                                                                     |                                                                     |
| pictogramme 41 · Accessible aux personnes à mobilité réduite  | Autre : - Amplitudes horaires : La ligne 41 fonctionne du lundi au samedi de 5 h 4 à 21 h 10 et le dimanche de 5 h 45 à 21 h 10 environ. - Histoire : Avant l’ouverture du tramway, la ligne 41 partait du Dépôt la Rose et desservait tout le centre-ville pour arriver jusqu’au Rond-point du Prado. Depuis, la ligne a vu son itinéraire divisé en deux (41N et 41S) en raison de sa non-rentabilité, de son parcours jugé trop long et de son nombre important d'arrêts desservis . Depuis le 1er septembre 2014, cette ligne ne constitue plus que sa partie sud (ex-41S), l’autre partie est reprise par les . Depuis le 1er juillet 2019, la ligne est rabattue sur le Cours Jean Ballard à la suite des travaux de piétonnisation de la Canebière et son itinéraire a été modifié. - Date de dernière mise à jour : 8 janvier 2023. |                                                                     |                                                                     |                                                                     |                                                                     |                                                                     |                                                                     |                                                                     |                                                                     |
| pictogramme 41 · Accessible aux personnes à mobilité réduite  | Dernière actualisation : — |                                                                     |                                                                     |                                                                     |                                                                     |                                                                     |                                                                     |                                                                     |                                                                     |
| pictogramme 42 · Accessible aux personnes à mobilité réduite  | Cinq Avenues ⥋ Dépôt La Rose | Cinq Avenues ⥋ Dépôt La Rose                                        | Cinq Avenues ⥋ Dépôt La Rose                                        | Cinq Avenues ⥋ Dépôt La Rose                                        | Cinq Avenues ⥋ Dépôt La Rose                                        | Cinq Avenues ⥋ Dépôt La Rose                                        | Cinq Avenues ⥋ Dépôt La Rose                                        | Cinq Avenues ⥋ Dépôt La Rose                                        | Cinq Avenues ⥋ Dépôt La Rose                                        |
| pictogramme 42 · Accessible aux personnes à mobilité réduite  | Ouverture / Fermeture 30 juin 2007 sous l'indice 41N / — | Longueur 5,5 km                                                     | Durée 11 min                                                        | Nb. d’arrêts 25                                                     | Matériel GX 327 GX 337 Citaro ie bus 12 7900                        | Jours de fonctionnement L, Ma, Me, J, V, S, D                       | Jour / Soir / Nuit / Fêtes O / N / N / O                            | Voy. / an —                                                         | Dépôt La Rose                                                       |
| pictogramme 42 · Accessible aux personnes à mobilité réduite  | Desserte : - Arrondissements desservis : 4e et 13e - Stations et gares desservies : Cinq Avenues , Chartreux , St Just , Frais-Vallon , La Rose - Arrêts desservis dans les deux sens : Place Brossolette, Chartreux Roche, St Just Ivaldi, St Just Achard, Les Chartreux, St Just Raguse, Daudet Michel, Malpassé, La Boudinière, La Rose Verdière, La Rose Fuveau, La Rose village, La Grave la Rose, La Rose poste, Métro la Rose, Val Plan, Barielle - Desservis en direction du Dépôt la Rose : 5 Avenues Chartreux, Collège des Chartreux, Daudet St Just - Desservis en direction des Cinq Avenues : Moutte Daudet, Corot Moutte, St Just Vidal |                                                                     |                                                                     |                                                                     |                                                                     |                                                                     |                                                                     |                                                                     |                                                                     |
| pictogramme 42 · Accessible aux personnes à mobilité réduite  | Autre : - Amplitudes horaires : La ligne 42 fonctionne tous les jours de 5 h 12 à 21 h environ. - Histoire : Cette ligne constitue la partie nord de l'ancienne 41 coupée en deux (ex-41N). Par ailleurs, il existait une précédente ligne 42 (Métro Bougainville ↔ National ↔ Gare Saint-Charles ↔ Canebière (Bourse) ↔ Castellane ↔ Métro Sainte-Marguerite Dromel), elle a été supprimée le 30 juin 2007 en raison de son itinéraire à la fois jugé trop long et presque semblable à celui de la ligne 2 du métro. Du 5 janvier 2004 jusqu'à sa suppression, cette ancienne ligne 42 a déjà connu une scission en conservant son tracé nord (Métro Bougainville ↔ Centre Bourse) et en délaissant son tracé sud (Castellane ↔ Ste Marguerite) désormais repris par la ligne 43 jusqu'au 31 août 2009 puis par la prolongée. - Date de dernière mise à jour : 31 août 2014. |                                                                     |                                                                     |                                                                     |                                                                     |                                                                     |                                                                     |                                                                     |                                                                     |
| pictogramme 42 · Accessible aux personnes à mobilité réduite  | Dernière actualisation : — |                                                                     |                                                                     |                                                                     |                                                                     |                                                                     |                                                                     |                                                                     |                                                                     |
| pictogramme 42T · Accessible aux personnes à mobilité réduite | Cinq Avenues ⥋ Les Baronnies | Cinq Avenues ⥋ Les Baronnies                                        | Cinq Avenues ⥋ Les Baronnies                                        | Cinq Avenues ⥋ Les Baronnies                                        | Cinq Avenues ⥋ Les Baronnies                                        | Cinq Avenues ⥋ Les Baronnies                                        | Cinq Avenues ⥋ Les Baronnies                                        | Cinq Avenues ⥋ Les Baronnies                                        | Cinq Avenues ⥋ Les Baronnies                                        |
| pictogramme 42T · Accessible aux personnes à mobilité réduite | Ouverture / Fermeture 1er septembre 2014 / — | Longueur 6,3 km                                                     | Durée 14 min                                                        | Nb. d’arrêts 30                                                     | Matériel GX 327 GX 337 Citaro ie bus 12 7900                        | Jours de fonctionnement L, Ma, Me, J, V                             | Jour / Soir / Nuit / Fêtes O / N / N / N                            | Voy. / an —                                                         | Dépôt La Rose                                                       |
| pictogramme 42T · Accessible aux personnes à mobilité réduite | Desserte : - Arrondissements desservis : 4e et 13e - Stations et gares desservies : Cinq Avenues , Chartreux , St Just , Frais-Vallon , La Rose - Arrêts desservis dans les deux sens : Place Brossolette, Chartreux Roche, St Just Ivaldi, St Just Achard, Les Chartreux, St Just Raguse, Daudet Michel, Malpassé, La Boudinière, La Rose Verdière, La Rose Fuveau, La Rose village, La Grave la Rose, La Rose poste, Métro la Rose, Val Plan, Barielle, Langevin Consolation, Langevin Planck - Desservis en direction des Baronnies : 5 Avenues Chartreux, Collège des Chartreux, Daudet St Just, Donadille Langevin - Desservis en direction des Cinq Avenues : Donadille, Langevin, Moutte Daudet, Corot Moutte, St Just Vidal |                                                                     |                                                                     |                                                                     |                                                                     |                                                                     |                                                                     |                                                                     |                                                                     |
| pictogramme 42T · Accessible aux personnes à mobilité réduite | Autre : - Amplitudes horaires : La ligne 42T fonctionne du lundi au vendredi de 7 h 5 à 18 h 41 aux heures de pointe environ. - Date de dernière mise à jour : 31 août 2014. |                                                                     |                                                                     |                                                                     |                                                                     |                                                                     |                                                                     |                                                                     |                                                                     |
| pictogramme 42T · Accessible aux personnes à mobilité réduite | Dernière actualisation : — |                                                                     |                                                                     |                                                                     |                                                                     |                                                                     |                                                                     |                                                                     |                                                                     |
| pictogramme 44 · Accessible aux personnes à mobilité réduite  | Métro Rond-Point du Prado ⥋ Collège Roy d'Espagne | Métro Rond-Point du Prado ⥋ Collège Roy d'Espagne                   | Métro Rond-Point du Prado ⥋ Collège Roy d'Espagne                   | Métro Rond-Point du Prado ⥋ Collège Roy d'Espagne                   | Métro Rond-Point du Prado ⥋ Collège Roy d'Espagne                   | Métro Rond-Point du Prado ⥋ Collège Roy d'Espagne                   | Métro Rond-Point du Prado ⥋ Collège Roy d'Espagne                   | Métro Rond-Point du Prado ⥋ Collège Roy d'Espagne                   | Métro Rond-Point du Prado ⥋ Collège Roy d'Espagne                   |
| pictogramme 44 · Accessible aux personnes à mobilité réduite  | Ouverture / Fermeture 7 août 1900 / — | Longueur 5,5 km                                                     | Durée 13 min                                                        | Nb. d’arrêts 21                                                     | Matériel GX 327 Citaro                                              | Jours de fonctionnement L, Ma, Me, J, V, S, D                       | Jour / Soir / Nuit / Fêtes O / N / N / O                            | Voy. / an —                                                         | Dépôt Capelette                                                     |
| pictogramme 44 · Accessible aux personnes à mobilité réduite  | Desserte : - Arrondissements desservis : 8e et 9e - Stations et gares desservies : Rond-point du Prado - Arrêts desservis dans les deux sens : Négresko, Mazargues Milan, Grand St Giniez, Lycée Daumier, Clot-Bey Paul, Clot-Bey Léau, Place Bonnefon, Sablier cité Borély, Clinique, Zénatti Lancier, Musso Roy d'Espagne, Pourrière Floralia, Floralia Chiapale, Floralia - Desservis en direction du Collège Roy d’Espagne : Bonneveine, Floralia Rimet - Desservis en direction du Métro Rond-point du Prado : Floralia Le Mée, Lapin Blanc, Mazargues Négresko |                                                                     |                                                                     |                                                                     |                                                                     |                                                                     |                                                                     |                                                                     |                                                                     |
| pictogramme 44 · Accessible aux personnes à mobilité réduite  | Autre : - Amplitudes horaires : La ligne 44 fonctionne tous les jours de 5 h 7 à 21 h 32 environ. - Date de dernière mise à jour : 27 août 2016. |                                                                     |                                                                     |                                                                     |                                                                     |                                                                     |                                                                     |                                                                     |                                                                     |
| pictogramme 44 · Accessible aux personnes à mobilité réduite  | Dernière actualisation : — |                                                                     |                                                                     |                                                                     |                                                                     |                                                                     |                                                                     |                                                                     |                                                                     |
| pictogramme 45 · Accessible aux personnes à mobilité réduite  | Métro Rond-Point du Prado ⥋ Marseilleveyre | Métro Rond-Point du Prado ⥋ Marseilleveyre                          | Métro Rond-Point du Prado ⥋ Marseilleveyre                          | Métro Rond-Point du Prado ⥋ Marseilleveyre                          | Métro Rond-Point du Prado ⥋ Marseilleveyre                          | Métro Rond-Point du Prado ⥋ Marseilleveyre                          | Métro Rond-Point du Prado ⥋ Marseilleveyre                          | Métro Rond-Point du Prado ⥋ Marseilleveyre                          | Métro Rond-Point du Prado ⥋ Marseilleveyre                          |
| pictogramme 45 · Accessible aux personnes à mobilité réduite  | Ouverture / Fermeture 29 septembre 1981 / — | Longueur 6,3 km                                                     | Durée 16 min                                                        | Nb. d’arrêts 23                                                     | Matériel GX 327 Citaro                                              | Jours de fonctionnement L, Ma, Me, J, V, S, D                       | Jour / Soir / Nuit / Fêtes O / N / N / O                            | Voy. / an —                                                         | Dépôt Capelette                                                     |
| pictogramme 45 · Accessible aux personnes à mobilité réduite  | Desserte : - Arrondissements desservis : 8e et 9e - Stations et gares desservies : Rond-point du Prado - Arrêts desservis dans les deux sens : Négresko, Mazargues Milan, Grand St Giniez, Mazargues Barral, Reggio, Bd Verne, Ste Anne, Ste Anne Haïfa, Haïfa Ollivary, Haïfa Marie Louise, Musée d’art contemporain, Centre commercial Bonneveine, Hambourg Lancier, Zénatti Lycée, Zénatti Malrieu, Zénatti écoles, Lapin blanc, Parangon Neptune, Parangon Beau Pin, Corail lycée - Desservi en direction de Marseilleveyre : École nationale supérieure maritime - Desservi en direction du Métro Rond-point du Prado : Mazargues Négresko |                                                                     |                                                                     |                                                                     |                                                                     |                                                                     |                                                                     |                                                                     |                                                                     |
| pictogramme 45 · Accessible aux personnes à mobilité réduite  | Autre : - Amplitudes horaires : La ligne 45 fonctionne du lundi au samedi de 4 h 49 à 21 h 45 et le dimanche de 6 h 40 à 21 h 45 environ. - Date de dernière mise à jour : 12 janvier 2015. |                                                                     |                                                                     |                                                                     |                                                                     |                                                                     |                                                                     |                                                                     |                                                                     |
| pictogramme 45 · Accessible aux personnes à mobilité réduite  | Dernière actualisation : — |                                                                     |                                                                     |                                                                     |                                                                     |                                                                     |                                                                     |                                                                     |                                                                     |
| pictogramme 46 · Accessible aux personnes à mobilité réduite  | Métro Sainte-Marguerite - Dromel ⥋ Valmante | Métro Sainte-Marguerite - Dromel ⥋ Valmante                         | Métro Sainte-Marguerite - Dromel ⥋ Valmante                         | Métro Sainte-Marguerite - Dromel ⥋ Valmante                         | Métro Sainte-Marguerite - Dromel ⥋ Valmante                         | Métro Sainte-Marguerite - Dromel ⥋ Valmante                         | Métro Sainte-Marguerite - Dromel ⥋ Valmante                         | Métro Sainte-Marguerite - Dromel ⥋ Valmante                         | Métro Sainte-Marguerite - Dromel ⥋ Valmante                         |
| pictogramme 46 · Accessible aux personnes à mobilité réduite  | Ouverture / Fermeture 10 juillet 1892 / — | Longueur 3,2 km                                                     | Durée 8 min                                                         | Nb. d’arrêts 14                                                     | Matériel GX 137 GX 327 Citaro                                       | Jours de fonctionnement L, Ma, Me, J, V, S                          | Jour / Soir / Nuit / Fêtes O / N / N / O                            | Voy. / an —                                                         | Dépôt Capelette                                                     |
| pictogramme 46 · Accessible aux personnes à mobilité réduite  | Desserte : - Arrondissements desservis : 9e - Stations et gares desservies : Ste Marguerite - Arrêts desservis dans les deux sens : Aubert Ganay, Aubert Coin Joli, Viton hôpital Ste Marguerite, Collège Menu, La Bruyère, Chemin de la colline St Joseph, Chemin Joseph Aiguier - Desservis en direction de Valmante : Square Ganay, Viton Le Brix - Desservis en direction du Métro Ste Marguerite Dromel : Viton, Le Brix Sévigné, La Pugette |                                                                     |                                                                     |                                                                     |                                                                     |                                                                     |                                                                     |                                                                     |                                                                     |
| pictogramme 46 · Accessible aux personnes à mobilité réduite  | Autre : - Amplitudes horaires : La ligne 46 fonctionne du lundi au samedi de 5 h 10 à 21 h 36 environ. - Particularités : Service assuré par la ligne le dimanche. - Date de dernière mise à jour : 30 août 2010. |                                                                     |                                                                     |                                                                     |                                                                     |                                                                     |                                                                     |                                                                     |                                                                     |
| pictogramme 46 · Accessible aux personnes à mobilité réduite  | Dernière actualisation : — |                                                                     |                                                                     |                                                                     |                                                                     |                                                                     |                                                                     |                                                                     |                                                                     |
| pictogramme 46S · Accessible aux personnes à mobilité réduite | Métro Sainte-Marguerite - Dromel ⥋ La Panouse | Métro Sainte-Marguerite - Dromel ⥋ La Panouse                       | Métro Sainte-Marguerite - Dromel ⥋ La Panouse                       | Métro Sainte-Marguerite - Dromel ⥋ La Panouse                       | Métro Sainte-Marguerite - Dromel ⥋ La Panouse                       | Métro Sainte-Marguerite - Dromel ⥋ La Panouse                       | Métro Sainte-Marguerite - Dromel ⥋ La Panouse                       | Métro Sainte-Marguerite - Dromel ⥋ La Panouse                       | Métro Sainte-Marguerite - Dromel ⥋ La Panouse                       |
| pictogramme 46S · Accessible aux personnes à mobilité réduite | Ouverture / Fermeture 7 juin 2010 / — | Longueur 5,1 km                                                     | Durée 12 min                                                        | Nb. d’arrêts 21                                                     | Matériel GX 137                                                     | Jours de fonctionnement L, Ma, Me, J, V, S                          | Jour / Soir / Nuit / Fêtes O / N / N / O                            | Voy. / an —                                                         | Dépôt Capelette                                                     |
| pictogramme 46S · Accessible aux personnes à mobilité réduite | Desserte : - Arrondissements desservis : 9e - Stations et gares desservies : Ste Marguerite - Arrêts desservis dans les deux sens : Aubert Ganay, Aubert Coin Joli, Viton hôpital Ste Marguerite, Collège Menu, La Bruyère, Chemin de la colline St Joseph, Chemin Joseph Aiguier, Valmante, St Joseph Bon Pasteur, La Rouvière, Allée des Pins, Le Redon la Panouse, La Panouse belle fontaine, La Panouse Bougainvilliers - Desservis en direction de Valmante : Square Ganay, Viton Le Brix - Desservis en direction du Métro Ste Marguerite Dromel : Viton, Le Brix Sévigné, La Pugette |                                                                     |                                                                     |                                                                     |                                                                     |                                                                     |                                                                     |                                                                     |                                                                     |
| pictogramme 46S · Accessible aux personnes à mobilité réduite | Autre : - Amplitudes horaires : La ligne 46S fonctionne du lundi au samedi de 6 h 50 à 19 h environ. - Date de dernière mise à jour : 6 juin 2010. |                                                                     |                                                                     |                                                                     |                                                                     |                                                                     |                                                                     |                                                                     |                                                                     |
| pictogramme 46S · Accessible aux personnes à mobilité réduite | Dernière actualisation : — |                                                                     |                                                                     |                                                                     |                                                                     |                                                                     |                                                                     |                                                                     |                                                                     |
| pictogramme 47 · Accessible aux personnes à mobilité réduite  | Métro Sainte-Marguerite - Dromel ⥋ La Vieille Chapelle | Métro Sainte-Marguerite - Dromel ⥋ La Vieille Chapelle              | Métro Sainte-Marguerite - Dromel ⥋ La Vieille Chapelle              | Métro Sainte-Marguerite - Dromel ⥋ La Vieille Chapelle              | Métro Sainte-Marguerite - Dromel ⥋ La Vieille Chapelle              | Métro Sainte-Marguerite - Dromel ⥋ La Vieille Chapelle              | Métro Sainte-Marguerite - Dromel ⥋ La Vieille Chapelle              | Métro Sainte-Marguerite - Dromel ⥋ La Vieille Chapelle              | Métro Sainte-Marguerite - Dromel ⥋ La Vieille Chapelle              |
| pictogramme 47 · Accessible aux personnes à mobilité réduite  | Ouverture / Fermeture 1er février 1986 / — | Longueur 7 km                                                       | Durée 17 min                                                        | Nb. d’arrêts 26                                                     | Matériel GX 137 Urbanway 10                                         | Jours de fonctionnement L, Ma, Me, J, V, S                          | Jour / Soir / Nuit / Fêtes O / N / N / O                            | Voy. / an —                                                         | Dépôt Capelette                                                     |
| pictogramme 47 · Accessible aux personnes à mobilité réduite  | Desserte : - Arrondissements desservis : 8e et 9e - Stations et gares desservies : Ste Marguerite - Arrêts desservis dans les deux sens : Aubert Ganay, Aubert Coin Joli, Le Brix Sévigné, Le Brix Michelet, Michelet Taine, Michelet Bonneaude, Obélisque, Concorde Obélisque, Magdelon, Jardin Bortoli, Le Lancier, Hambourg Lancier, Hambourg Haïfa, Hambourg Leau, Place Bonnefon, Hambourg Clôt-Bey, Hippodrome Borély, Les Gâtons plage - Desservis en direction de La Vieille Chapelle : Square Ganay, Michelet Luce, Zola Concorde - Desservis en direction du Métro Ste Marguerite Dromel : Le Brix Magalone, La Pugette |                                                                     |                                                                     |                                                                     |                                                                     |                                                                     |                                                                     |                                                                     |                                                                     |
| pictogramme 47 · Accessible aux personnes à mobilité réduite  | Autre : - Amplitudes horaires : La ligne 47 fonctionne du lundi au samedi de 6 h 3 à 20 h 30 environ. - Date de dernière mise à jour : 14 juillet 1994. |                                                                     |                                                                     |                                                                     |                                                                     |                                                                     |                                                                     |                                                                     |                                                                     |
| pictogramme 47 · Accessible aux personnes à mobilité réduite  | Dernière actualisation : — |                                                                     |                                                                     |                                                                     |                                                                     |                                                                     |                                                                     |                                                                     |                                                                     |
| pictogramme 48 · Accessible aux personnes à mobilité réduite  | Métro Sainte-Marguerite - Dromel ⥋ Hôpital Clairval | Métro Sainte-Marguerite - Dromel ⥋ Hôpital Clairval                 | Métro Sainte-Marguerite - Dromel ⥋ Hôpital Clairval                 | Métro Sainte-Marguerite - Dromel ⥋ Hôpital Clairval                 | Métro Sainte-Marguerite - Dromel ⥋ Hôpital Clairval                 | Métro Sainte-Marguerite - Dromel ⥋ Hôpital Clairval                 | Métro Sainte-Marguerite - Dromel ⥋ Hôpital Clairval                 | Métro Sainte-Marguerite - Dromel ⥋ Hôpital Clairval                 | Métro Sainte-Marguerite - Dromel ⥋ Hôpital Clairval                 |
| pictogramme 48 · Accessible aux personnes à mobilité réduite  | Ouverture / Fermeture 4 juin 1990 / — | Longueur 4,8 km                                                     | Durée 12 min                                                        | Nb. d’arrêts 20                                                     | Matériel GX 137                                                     | Jours de fonctionnement L, Ma, Me, J, V, S                          | Jour / Soir / Nuit / Fêtes O / N / N / O                            | Voy. / an —                                                         | Dépôt Capelette                                                     |
| pictogramme 48 · Accessible aux personnes à mobilité réduite  | Desserte : - Arrondissements desservis : 9e - Stations et gares desservies : Ste Marguerite - Arrêts desservis dans les deux sens : Aubert Ganay, Aubert Coin Joli, Le Brix Sévigné, Aiguier Trioulet, Aiguier Cantini, Aiguier CNRS, Collège Grande Bastide, Aiguier St Jacques, Héspérides Montval, Aiguier CPCAM, Valmante, St Joseph Bon Pasteur, La Rouvière, Le Fangas, Vallon du Redon - Desservis en direction de l’Hôpital Clairval : Square Ganay, Viton Le Brix - Desservis en direction du Métro Ste Marguerite Dromel : Le Brix Magalone, La Pugette |                                                                     |                                                                     |                                                                     |                                                                     |                                                                     |                                                                     |                                                                     |                                                                     |
| pictogramme 48 · Accessible aux personnes à mobilité réduite  | Autre : - Amplitudes horaires : La ligne 48 fonctionne du lundi au samedi de 5 h 15 à 21 h 15 environ. - Particularités : Service assuré par la ligne le dimanche. - Date de dernière mise à jour : 6 novembre 2022. |                                                                     |                                                                     |                                                                     |                                                                     |                                                                     |                                                                     |                                                                     |                                                                     |
| pictogramme 48 · Accessible aux personnes à mobilité réduite  | Dernière actualisation : — |                                                                     |                                                                     |                                                                     |                                                                     |                                                                     |                                                                     |                                                                     |                                                                     |
| pictogramme 48T · Accessible aux personnes à mobilité réduite | Métro Sainte-Marguerite - Dromel ⥋ Hôpital Clairval via Château Sec | Métro Sainte-Marguerite - Dromel ⥋ Hôpital Clairval via Château Sec | Métro Sainte-Marguerite - Dromel ⥋ Hôpital Clairval via Château Sec | Métro Sainte-Marguerite - Dromel ⥋ Hôpital Clairval via Château Sec | Métro Sainte-Marguerite - Dromel ⥋ Hôpital Clairval via Château Sec | Métro Sainte-Marguerite - Dromel ⥋ Hôpital Clairval via Château Sec | Métro Sainte-Marguerite - Dromel ⥋ Hôpital Clairval via Château Sec | Métro Sainte-Marguerite - Dromel ⥋ Hôpital Clairval via Château Sec | Métro Sainte-Marguerite - Dromel ⥋ Hôpital Clairval via Château Sec |
| pictogramme 48T · Accessible aux personnes à mobilité réduite | Ouverture / Fermeture 6 septembre 2010 / — | Longueur 4,9 km                                                     | Durée 12 min                                                        | Nb. d’arrêts 23                                                     | Matériel GX 137                                                     | Jours de fonctionnement D                                           | Jour / Soir / Nuit / Fêtes O / N / N / O                            | Voy. / an —                                                         | Dépôt Capelette                                                     |
| pictogramme 48T · Accessible aux personnes à mobilité réduite | Desserte : - Arrondissements desservis : 9e - Stations et gares desservies : Ste Marguerite - Arrêts desservis dans les deux sens : Square Ganay, La Pugette, Aubert Ganay, Aubert Coin Joli, Le Brix Sévigné, Le Brix Magalone, Aiguier Trioulet, Aiguier Cantini, Aiguier CNRS, Château Sec, Collège Menu, La Bruyère, Chemin de la colline St Joseph, Chemin Joseph Aiguier, Valmante, St Joseph Bon Pasteur, La Rouvière, Le Fangas, Vallon du Redon - Desservis en direction de Valmante : Square Ganay, Gaye hôpital Ste Marguerite - Desservis en direction du Métro Ste Marguerite Dromel : Viton hôpital Ste Marguerite, Le Brix Magalone, La Pugette |                                                                     |                                                                     |                                                                     |                                                                     |                                                                     |                                                                     |                                                                     |                                                                     |
| pictogramme 48T · Accessible aux personnes à mobilité réduite | Autre : - Amplitudes horaires : La ligne 48T fonctionne le dimanche de 6 h 45 à 21 h 37 environ. - Date de dernière mise à jour : 15 septembre 2018. |                                                                     |                                                                     |                                                                     |                                                                     |                                                                     |                                                                     |                                                                     |                                                                     |
| pictogramme 48T · Accessible aux personnes à mobilité réduite | Dernière actualisation : — |                                                                     |                                                                     |                                                                     |                                                                     |                                                                     |                                                                     |                                                                     |                                                                     |
| pictogramme 49 · Accessible aux personnes à mobilité réduite  | Réformés Canebière ⥋ Vauban | Réformés Canebière ⥋ Vauban                                         | Réformés Canebière ⥋ Vauban                                         | Réformés Canebière ⥋ Vauban                                         | Réformés Canebière ⥋ Vauban                                         | Réformés Canebière ⥋ Vauban                                         | Réformés Canebière ⥋ Vauban                                         | Réformés Canebière ⥋ Vauban                                         | Réformés Canebière ⥋ Vauban                                         |
| pictogramme 49 · Accessible aux personnes à mobilité réduite  | Ouverture / Fermeture 19 novembre 1902 sous les indices 49A et 49B / — | Longueur 9,8 km                                                     | Durée 53 min                                                        | Nb. d’arrêts 57                                                     | Matériel GX 137                                                     | Jours de fonctionnement L, Ma, Me, J, V, S, D                       | Jour / Soir / Nuit / Fêtes O / N / N / O                            | Voy. / an —                                                         | Dépôt Saint-Pierre                                                  |
| pictogramme 49 · Accessible aux personnes à mobilité réduite  | Desserte : - Arrondissements desservis : 1er, 2e, 3e, 4e et 6e - Stations et gares desservies : Réformés Canebière , Joliette , Vieux Port - Arrêts desservis dans les deux sens : Voltaire St Charles, Flammarion Isoard, Lycée St Charles, Place Leverrier, Bénédit, Friche Belle de Mai, Belle de Mai, Strasbourg Desaix, Place de Strasbourg, Joliette, Place de Lenche, Caisserie Beauregard, Place Bargemon, Bonneterie, Vieux-Port, Place Valère Bernard, Fort du Sanctuaire - Desservis en direction de Vauban : Jourdan Bonnardel, Clovis Hugues, Cristofol Auzias, Cristofol National, Forbin d'Hozier, FRAC, Hangar J1, Gare maritime internationale, Littoral Major, Mucem St Jean, Vieux-Port Ballard, Breteuil Puget, Breteuil Roux de Brignoles, Breteuil Sylvabelle, Breteuil Dragon, Vauban Breteuil, Martinique Guadeloupe, Martinique Pythagore - Desservis en direction de Réformés Canebière : Lacédémone Villas Paradis, Guadeloupe Milly, Guadeloupe Martinique, Notre Dame Dragon, Delanglade, Place de la Corderie, Fort Notre Dame, Place aux Huiles, Église St Laurent, Tourette Cathédrale, Cathédrale de la Major, Schuman Dames, Pontevès Paris, Collège Jean-Claude Izzo, Paris Forbin, Strasbourg Amiens, Strasbourg, Belle de Mai National, Bernard Clovis Hugues, Liberté Sembat |                                                                     |                                                                     |                                                                     |                                                                     |                                                                     |                                                                     |                                                                     |                                                                     |
| pictogramme 49 · Accessible aux personnes à mobilité réduite  | Autre : - Amplitudes horaires : La ligne 49 fonctionne du lundi au samedi de 5 h 30 à 21 h 20 et le dimanche de 6 h 15 à 21 h 15 environ. - Histoire : Avant l'ouverture du tramway, l'itinéraire de la ligne 49 fut assuré par les lignes circulaires 49A et 49B ayant la Belle de Mai comme terminus de régulation. Dès lors, ces lignes circulaires seront remplacées par cette nouvelle ligne 49 qui reliera dans un premier temps les Réformés à la Joliette avant d’être prolongée jusqu’au Vieux-Port en août 2009. Depuis le 1er juillet 2019, la ligne est prolongée jusqu’à Vauban en reprenant intégralement l’itinéraire de la ligne 57 supprimée. - Date de dernière mise à jour : 5 juillet 2020. |                                                                     |                                                                     |                                                                     |                                                                     |                                                                     |                                                                     |                                                                     |                                                                     |
| pictogramme 49 · Accessible aux personnes à mobilité réduite  | Dernière actualisation : — |                                                                     |                                                                     |                                                                     |                                                                     |                                                                     |                                                                     |                                                                     |                                                                     |

#### Lignes 50 à 59
| Ligne                                                        | Caractéristiques | Caractéristiques                               | Caractéristiques                               | Caractéristiques                               | Caractéristiques                               | Caractéristiques                               | Caractéristiques                               | Caractéristiques                               | Caractéristiques                               |
| pictogramme 50 · Accessible aux personnes à mobilité réduite | Castellane ⥋ Les Escourtines via autoroute A50 | Castellane ⥋ Les Escourtines via autoroute A50 | Castellane ⥋ Les Escourtines via autoroute A50 | Castellane ⥋ Les Escourtines via autoroute A50 | Castellane ⥋ Les Escourtines via autoroute A50 | Castellane ⥋ Les Escourtines via autoroute A50 | Castellane ⥋ Les Escourtines via autoroute A50 | Castellane ⥋ Les Escourtines via autoroute A50 | Castellane ⥋ Les Escourtines via autoroute A50 |
| ------------------------------------------------------------ | --- | ---------------------------------------------- | ---------------------------------------------- | ---------------------------------------------- | ---------------------------------------------- | ---------------------------------------------- | ---------------------------------------------- | ---------------------------------------------- | ---------------------------------------------- |
| pictogramme 50 · Accessible aux personnes à mobilité réduite | Ouverture / Fermeture 15 décembre 1988 / — | Longueur 14,4 km                               | Durée 27 min                                   | Nb. d’arrêts 25                                | Matériel Citaro                                | Jours de fonctionnement L, Ma, Me, J, V, S     | Jour / Soir / Nuit / Fêtes O / N / N / O       | Voy. / an —                                    | Dépôt Saint-Pierre                             |
| pictogramme 50 · Accessible aux personnes à mobilité réduite | Desserte : - Arrondissements desservis : 6e, 10e et 11e - Stations et gares desservies : Castellane , La Barasse - Arrêts desservis dans les deux sens : Parc du 26e Centenaire, La Sablière la Ravelle, La Galerie la Valentine, La Valentelle, La Valentine centre commercial, Village Estellan, La Sablière la Montre, St Menet, Bancal St Menet, Bancal Barasse, Gare de la Barasse, HLM la Barasse, Montgrand, La Millière, Solitude Escourtines, Escourtines écoles - Desservis en direction des Escourtines : Toulon Delphes, La Sablière, La Sablière St Menet, Solitude Millière - Desservis en direction de Castellane : La Millière Solitude, Cantini Delphes |                                                |                                                |                                                |                                                |                                                |                                                |                                                |                                                |
| pictogramme 50 · Accessible aux personnes à mobilité réduite | Autre : - Amplitudes horaires : La ligne 50 fonctionne du lundi au vendredi de 6 h 20 à 20 h 40 et le samedi de 6 h 20 à 21 h 30 environ. - Particularités : Un terminus du matin s'effectue au Village Estellan et un départ à la Sablière la Montre. - Date de dernière mise à jour : 3 juillet 2022. |                                                |                                                |                                                |                                                |                                                |                                                |                                                |                                                |
| pictogramme 50 · Accessible aux personnes à mobilité réduite | Dernière actualisation : — |                                                |                                                |                                                |                                                |                                                |                                                |                                                |                                                |
| pictogramme 51 · Accessible aux personnes à mobilité réduite | La Valentine centres commerciaux ⥋ La Reynarde | La Valentine centres commerciaux ⥋ La Reynarde | La Valentine centres commerciaux ⥋ La Reynarde | La Valentine centres commerciaux ⥋ La Reynarde | La Valentine centres commerciaux ⥋ La Reynarde | La Valentine centres commerciaux ⥋ La Reynarde | La Valentine centres commerciaux ⥋ La Reynarde | La Valentine centres commerciaux ⥋ La Reynarde | La Valentine centres commerciaux ⥋ La Reynarde |
| pictogramme 51 · Accessible aux personnes à mobilité réduite | Ouverture / Fermeture 4 janvier 2010 / — | Longueur 5,4 km                                | Durée 17 min                                   | Nb. d’arrêts 13                                | Matériel GX 137 Urbanway 10                    | Jours de fonctionnement L, Ma, Me, J, V, S     | Jour / Soir / Nuit / Fêtes O / N / N / O       | Voy. / an —                                    | Dépôt Saint-Pierre                             |
| pictogramme 51 · Accessible aux personnes à mobilité réduite | Desserte : - Arrondissements desservis : 11e - Arrêts desservis : La Valentelle, La Galerie la Valentine, La Valentine, L'Audience, Collège le Ruissatel, St Menet Buzine, Traverse de la Buzine, Château de la Buzine, St Menet pompiers, St Menet village |                                                |                                                |                                                |                                                |                                                |                                                |                                                |                                                |
| pictogramme 51 · Accessible aux personnes à mobilité réduite | Autre : - Amplitudes horaires : La ligne 51 fonctionne du lundi au samedi de 6 h 51 à 18 h 20 environ. - Date de dernière mise à jour : 31 décembre 2010. |                                                |                                                |                                                |                                                |                                                |                                                |                                                |                                                |
| pictogramme 51 · Accessible aux personnes à mobilité réduite | Dernière actualisation : — |                                                |                                                |                                                |                                                |                                                |                                                |                                                |                                                |
| pictogramme 52 · Accessible aux personnes à mobilité réduite | Métro La Timone ⥋ Saint-Charles | Métro La Timone ⥋ Saint-Charles                | Métro La Timone ⥋ Saint-Charles                | Métro La Timone ⥋ Saint-Charles                | Métro La Timone ⥋ Saint-Charles                | Métro La Timone ⥋ Saint-Charles                | Métro La Timone ⥋ Saint-Charles                | Métro La Timone ⥋ Saint-Charles                | Métro La Timone ⥋ Saint-Charles                |
| pictogramme 52 · Accessible aux personnes à mobilité réduite | Ouverture / Fermeture 25 novembre 2002 sous l'indice 80S / — | Longueur 3,5 km                                | Durée 22 min                                   | Nb. d’arrêts 15                                | Matériel GX 137                                | Jours de fonctionnement L, Ma, Me, J, V, S     | Jour / Soir / Nuit / Fêtes O / N / N / O       | Voy. / an —                                    | Dépôt Saint-Pierre                             |
| pictogramme 52 · Accessible aux personnes à mobilité réduite | Desserte : - Arrondissements desservis : 1er, 4e et 5e - Stations et gares desservies : La Timone , George , Réformés Canebière , St Charles - Arrêts desservis dans les deux sens : Jeanne d'Arc, Sedan Chave, George Verdun, Place Sébastopol, Monte Cristo Faria, Monte Cristo Camas, Collège Chape, Roosevelt Réformés, Liberté Sembat - Desservis en direction de la Gare St Charles : Gambetta Réformés, Gambetta Athènes, Liberté Lafayette - Desservis en direction du Métro la Timone : Grande Armée, Sakakini Jeanne d’Arc |                                                |                                                |                                                |                                                |                                                |                                                |                                                |                                                |
| pictogramme 52 · Accessible aux personnes à mobilité réduite | Autre : - Amplitudes horaires : La ligne 52 fonctionne du lundi au samedi de 6 h 20 à 19 h 22 environ. - Histoire : Par le passé, il existait une précédente ligne 52 qui reliait la Joliette à la Gare de la Blancarde via la Gare St Charles qui fut remplacée par la ligne prolongée vers l’est depuis la Place Sébastopol en 1984. Avant l’ouverture du tramway, cette ligne portait le numéro 80S et allait de la Gare de la Blancarde à l’Église d’Endoume via la rue Monté-Cristo. La ligne connaissait par la suite de nombreux changements de tracé durant les travaux du tramway. Depuis le 30 juin 2007, cette ligne est renumérotée 52 et reprend une grande partie de son ancien tracé avec un nouvel itinéraire du Métro la Timone à la Gare St Charles. La ligne 80 (Gare de la Blancarde ↔️ Église d’Endoume) qu’elle jumelait fut le jour-même amputée de sa partie est et rabattue au Vieux-Port. Du 7 mars 2011 au 4 novembre 2019, elle desservait la Belle de Mai, désormais desservie par la . - Date de dernière mise à jour : 3 novembre 2019. |                                                |                                                |                                                |                                                |                                                |                                                |                                                |                                                |
| pictogramme 52 · Accessible aux personnes à mobilité réduite | Dernière actualisation : — |                                                |                                                |                                                |                                                |                                                |                                                |                                                |                                                |
| pictogramme 53 · Accessible aux personnes à mobilité réduite | Métro Saint-Just ⥋ Les Flamants | Métro Saint-Just ⥋ Les Flamants                | Métro Saint-Just ⥋ Les Flamants                | Métro Saint-Just ⥋ Les Flamants                | Métro Saint-Just ⥋ Les Flamants                | Métro Saint-Just ⥋ Les Flamants                | Métro Saint-Just ⥋ Les Flamants                | Métro Saint-Just ⥋ Les Flamants                | Métro Saint-Just ⥋ Les Flamants                |
| pictogramme 53 · Accessible aux personnes à mobilité réduite | Ouverture / Fermeture 23 janvier 1876 / — | Longueur 3,9 km                                | Durée 18 min                                   | Nb. d’arrêts 20                                | Matériel GX 327 GX 337 Citaro ie bus 12 7900   | Jours de fonctionnement L, Ma, Me, J, V, S, D  | Jour / Soir / Nuit / Fêtes O / N / N / O       | Voy. / an —                                    | Dépôt La Rose                                  |
| pictogramme 53 · Accessible aux personnes à mobilité réduite | Desserte : - Arrondissements desservis : 13e et 14e - Stations et gares desservies : St Just - Arrêts desservis dans les deux sens : St Just Raguse, Corot Moutte, Corot Lacordaire, Parc Corot, Cité St Just, Champfleuri, Corot Monet, Mérimée Corot, Théâtre du Merlan, Raimu la Busserine, Collège Édouard Manet - Desservis en direction des Flamants : Daudet St Just, Moutte Daudet, Ansaldi la Javie - Desservis en direction du Métro St Just : Les Flamants les Iris, Braque les Flamants, St Just Vidal |                                                |                                                |                                                |                                                |                                                |                                                |                                                |                                                |
| pictogramme 53 · Accessible aux personnes à mobilité réduite | Autre : - Amplitudes horaires : La ligne 53 fonctionne du lundi au vendredi de 4 h 50 à 21 h 20, le samedi de 5 h 30 à 20 h 50 et le dimanche de 6 h 5 à 20 h 20 environ. - Date de dernière mise à jour : 28 mars 2007. |                                                |                                                |                                                |                                                |                                                |                                                |                                                |                                                |
| pictogramme 53 · Accessible aux personnes à mobilité réduite | Dernière actualisation : — |                                                |                                                |                                                |                                                |                                                |                                                |                                                |                                                |
| pictogramme 54 · Accessible aux personnes à mobilité réduite | Métro La Timone ⥋ Les Catalans | Métro La Timone ⥋ Les Catalans                 | Métro La Timone ⥋ Les Catalans                 | Métro La Timone ⥋ Les Catalans                 | Métro La Timone ⥋ Les Catalans                 | Métro La Timone ⥋ Les Catalans                 | Métro La Timone ⥋ Les Catalans                 | Métro La Timone ⥋ Les Catalans                 | Métro La Timone ⥋ Les Catalans                 |
| pictogramme 54 · Accessible aux personnes à mobilité réduite | Ouverture / Fermeture 9 janvier 1900 / — | Longueur 4,9 km                                | Durée 37 min                                   | Nb. d’arrêts 25                                | Matériel GX 327 Citaro                         | Jours de fonctionnement L, Ma, Me, J, V, S, D  | Jour / Soir / Nuit / Fêtes O / N / N / O       | Voy. / an —                                    | Dépôt Saint-Pierre                             |
| pictogramme 54 · Accessible aux personnes à mobilité réduite | Desserte : - Arrondissements desservis : 5e, 6e et 7e - Stations et gares desservies : La Timone , Baille , Castellane , Notre-Dame-du-Mont , Place de Rome , Estrangin Préfecture - Arrêts desservis dans les deux sens : Hôpital de la Timone, Baille Nègre, Baille hôpital Conception, Baille Vertus, Baille Lodi, Lieutaud Baille, Lieutaud Salvator, Salvator Italie, Préfecture, Estrangin Puget, Petit Chantier, St Victor, Corse d'Aurelle, Place du 4 septembre - Desservis en direction des Catalans : Puget Fortia, Place de la Corderie, Corniche Audéoud - Desservis en direction du Métro la Timone : Lycée Colbert, Puget Moulet, Puget Roux de Brignoles, Baille Castellane |                                                |                                                |                                                |                                                |                                                |                                                |                                                |                                                |
| pictogramme 54 · Accessible aux personnes à mobilité réduite | Autre : - Amplitudes horaires : La ligne 54 fonctionne du lundi au vendredi de 5 h 20 à 21 h 15, le samedi de 5 h 30 à 21 h 15 et le dimanche de 5 h 20 à 21 h 15 environ. - Date de dernière mise à jour : 8 janvier 2023. |                                                |                                                |                                                |                                                |                                                |                                                |                                                |                                                |
| pictogramme 54 · Accessible aux personnes à mobilité réduite | Dernière actualisation : — |                                                |                                                |                                                |                                                |                                                |                                                |                                                |                                                |
| pictogramme 55 · Accessible aux personnes à mobilité réduite | Joliette ⥋ Roucas Blanc | Joliette ⥋ Roucas Blanc                        | Joliette ⥋ Roucas Blanc                        | Joliette ⥋ Roucas Blanc                        | Joliette ⥋ Roucas Blanc                        | Joliette ⥋ Roucas Blanc                        | Joliette ⥋ Roucas Blanc                        | Joliette ⥋ Roucas Blanc                        | Joliette ⥋ Roucas Blanc                        |
| pictogramme 55 · Accessible aux personnes à mobilité réduite | Ouverture / Fermeture 1er février 1907 / — | Longueur 4,5 km                                | Durée 27 min                                   | Nb. d’arrêts 23                                | Matériel GX 137                                | Jours de fonctionnement L, Ma, Me, J, V, S, D  | Jour / Soir / Nuit / Fêtes O / N / N / O       | Voy. / an —                                    | Dépôt Saint-Pierre                             |
| pictogramme 55 · Accessible aux personnes à mobilité réduite | Desserte : - Arrondissements desservis : 1er, 2e et 7e - Stations et gares desservies : Joliette , République Dames , Sadi Carnot , Vieux-Port - Arrêts desservis dans les deux sens : Métro Joliette, République Dames, Sadi Carnot, Bonneterie, Vieux-Port, St Victor, Chantecler, Esplanade, Tellène Valentin, Amédée Autran, Le Terrail, Roucas Blanc Estrangin, Roucas Blanc Émile Duployé - Desservis en direction du Roucas Blanc : Vieux-Port Ballard, Sainte Fortia, Sainte Fort Notre Dame, Sainte Petit Chantier - Desservis en direction de la Joliette : Petit Chantier, Place de la Corderie, Fort Notre Dame, Place aux Huiles |                                                |                                                |                                                |                                                |                                                |                                                |                                                |                                                |
| pictogramme 55 · Accessible aux personnes à mobilité réduite | Autre : - Amplitudes horaires : La ligne 55 fonctionne du lundi au vendredi de 4 h 50 à 21 h 20, le samedi de 5 h 30 à 20 h 50 et le dimanche de 6 h 5 à 20 h 20 environ. - Particularités : - Ne dessert pas la rue Sainte du début de service jusqu'à 7h. - Certains départs et terminus s'effectuent au Cours Jean Ballard ou à la Place aux Huiles. - Date de dernière mise à jour : 5 juillet 2020. |                                                |                                                |                                                |                                                |                                                |                                                |                                                |                                                |
| pictogramme 55 · Accessible aux personnes à mobilité réduite | Dernière actualisation : — |                                                |                                                |                                                |                                                |                                                |                                                |                                                |                                                |
| pictogramme 56 · Accessible aux personnes à mobilité réduite | Saint-Charles ⥋ Friche Belle de Mai | Saint-Charles ⥋ Friche Belle de Mai            | Saint-Charles ⥋ Friche Belle de Mai            | Saint-Charles ⥋ Friche Belle de Mai            | Saint-Charles ⥋ Friche Belle de Mai            | Saint-Charles ⥋ Friche Belle de Mai            | Saint-Charles ⥋ Friche Belle de Mai            | Saint-Charles ⥋ Friche Belle de Mai            | Saint-Charles ⥋ Friche Belle de Mai            |
| pictogramme 56 · Accessible aux personnes à mobilité réduite | Ouverture / Fermeture 4 novembre 2019 / — | Longueur 2,1 km                                | Durée 9 min                                    | Nb. d’arrêts 10                                | Matériel GX 137                                | Jours de fonctionnement L, Ma, Me, J, V, S, D  | Jour / Soir / Nuit / Fêtes O / N / N / O       | Voy. / an —                                    | Dépôt Saint-Pierre                             |
| pictogramme 56 · Accessible aux personnes à mobilité réduite | Desserte : - Arrondissements desservis : 1er et 3e - Stations et gares desservies : St Charles - Arrêts desservis dans les deux sens : National Guibal, Guibal Cavaignac - Desservis en direction de la Friche Belle de Mai : Honnorat Crimée, Archives municipales, Bernard Clovis Hugues, Belle de Mai - Desservis en direction de la Gare St Charles : Pôle média, Voltaire St Charles |                                                |                                                |                                                |                                                |                                                |                                                |                                                |                                                |
| pictogramme 56 · Accessible aux personnes à mobilité réduite | Autre : - Amplitudes horaires : La ligne 56 fonctionne du lundi au dimanche de 6 h 40 à 19 h 12 environ. - Date de dernière mise à jour : 13 février 2022. |                                                |                                                |                                                |                                                |                                                |                                                |                                                |                                                |
| pictogramme 56 · Accessible aux personnes à mobilité réduite | Dernière actualisation : — |                                                |                                                |                                                |                                                |                                                |                                                |                                                |                                                |

#### Lignes 60 à 69
| Ligne                                                        | Caractéristiques | Caractéristiques                                               | Caractéristiques                                               | Caractéristiques                                               | Caractéristiques                                               | Caractéristiques                                               | Caractéristiques                                               | Caractéristiques                                               | Caractéristiques                                               |
| pictogramme 60 · Accessible aux personnes à mobilité réduite | Mucem Saint-Jean ⥋ Notre Dame de la Garde | Mucem Saint-Jean ⥋ Notre Dame de la Garde                      | Mucem Saint-Jean ⥋ Notre Dame de la Garde                      | Mucem Saint-Jean ⥋ Notre Dame de la Garde                      | Mucem Saint-Jean ⥋ Notre Dame de la Garde                      | Mucem Saint-Jean ⥋ Notre Dame de la Garde                      | Mucem Saint-Jean ⥋ Notre Dame de la Garde                      | Mucem Saint-Jean ⥋ Notre Dame de la Garde                      | Mucem Saint-Jean ⥋ Notre Dame de la Garde                      |
| ------------------------------------------------------------ | --- | -------------------------------------------------------------- | -------------------------------------------------------------- | -------------------------------------------------------------- | -------------------------------------------------------------- | -------------------------------------------------------------- | -------------------------------------------------------------- | -------------------------------------------------------------- | -------------------------------------------------------------- |
| pictogramme 60 · Accessible aux personnes à mobilité réduite | Ouverture / Fermeture 2 mai 1968 / — | Longueur 3,9 km                                                | Durée 17 min                                                   | Nb. d’arrêts 27                                                | Matériel GX 137                                                | Jours de fonctionnement L, Ma, Me, J, V, S, D                  | Jour / Soir / Nuit / Fêtes O / N / N / O                       | Voy. / an —                                                    | Dépôt Saint-Pierre                                             |
| pictogramme 60 · Accessible aux personnes à mobilité réduite | Desserte : - Arrondissements desservis : 1er, 2e, 6e et 7e - Stations et gares desservies : Vieux Port - Arrêts desservis dans les deux sens : Capitainerie, Quai du Port, Hôtel de ville, Vieux-Port, Escalier Notre Dame - Desservis en direction de Notre Dame de la Garde : Vieux-Port Ballard, Breteuil Puget, Puget Fortia, Moulet André Aune, Moulet Dragon, Moulet Notre Dame, Fort du Sanctuaire, Fort du Sanctuaire Notre Dame, Ascenseur - Desservis en direction de Mucem St Jean : Place du Colonel Édon, Oratoire Gazzino, Montée de l'Oratoire, Jardin de la Colonne, Lices Chaix, Place Joseph-Étienne, St Victor, Petit Chantier, Place de la Corderie, Fort Notre Dame, Place aux Huiles                                                                    |                                                                |                                                                |                                                                |                                                                |                                                                |                                                                |                                                                |                                                                |
| pictogramme 60 · Accessible aux personnes à mobilité réduite | Autre : - Amplitudes horaires : La ligne 60 fonctionne tous les jours de 7 h à 19 h 30 environ. - Particularités : Terminus Notre Dame de la Garde ramené à l’arrêt Escalier Notre Dame tous les jours de 18 h 15 à la fin de service. - Date de dernière mise à jour : 29 mars 2013. |                                                                |                                                                |                                                                |                                                                |                                                                |                                                                |                                                                |                                                                |
| pictogramme 60 · Accessible aux personnes à mobilité réduite | Dernière actualisation : — |                                                                |                                                                |                                                                |                                                                |                                                                |                                                                |                                                                |                                                                |
| pictogramme 61 · Accessible aux personnes à mobilité réduite | Vieux-Port Ballard ⥋ Bompard | Vieux-Port Ballard ⥋ Bompard                                   | Vieux-Port Ballard ⥋ Bompard                                   | Vieux-Port Ballard ⥋ Bompard                                   | Vieux-Port Ballard ⥋ Bompard                                   | Vieux-Port Ballard ⥋ Bompard                                   | Vieux-Port Ballard ⥋ Bompard                                   | Vieux-Port Ballard ⥋ Bompard                                   | Vieux-Port Ballard ⥋ Bompard                                   |
| pictogramme 61 · Accessible aux personnes à mobilité réduite | Ouverture / Fermeture 3 août 1900 / — | Longueur 3,3 km                                                | Durée 20 min                                                   | Nb. d’arrêts 16                                                | Matériel GX 137                                                | Jours de fonctionnement L, Ma, Me, J, V, S, D                  | Jour / Soir / Nuit / Fêtes O / N / N / O                       | Voy. / an —                                                    | Dépôt Saint-Pierre                                             |
| pictogramme 61 · Accessible aux personnes à mobilité réduite | Desserte : - Arrondissements desservis : 1er, 6e et 7e - Stations et gares desservies : Vieux Port - Arrêts desservis dans les deux sens : Place de la Corderie, Petit Chantier, St Victor, Endoume Tellène, Endoume Taddéi, Vallon Jourdan, Bompard Endoume, Bompard Rigaud, Bompard Beaulieu, Bompard Fédéli - Desservis en direction de Bompard : Breteuil Puget, Puget Fortia - Desservis en direction de Vieux Port Ballard : Fort Notre Dame, Place aux Huiles |                                                                |                                                                |                                                                |                                                                |                                                                |                                                                |                                                                |                                                                |
| pictogramme 61 · Accessible aux personnes à mobilité réduite | Autre : - Amplitudes horaires : La ligne 61 fonctionne du lundi au samedi de 5 h 16 à 20 h 50 et le dimanche de 6 h 10 à 20 h 23 environ. - Particularités : Les lignes 61 et 80 alternent à raison d’un bus sur deux au départ de Vieux-Port Ballard. - Histoire : Avant l'ouverture du tramway, la ligne 61 partait de la Joliette et empruntait la rue de la République dans un premier temps puis les quais et la Cathédrale de la Major avant d'arriver au Vieux-Port et empruntait la rue Sainte en direction de Bompard. Depuis le 1er juillet 2019, elle est rabattue sur le Cours Jean Ballard. - Date de dernière mise à jour : 30 juin 2019. |                                                                |                                                                |                                                                |                                                                |                                                                |                                                                |                                                                |                                                                |
| pictogramme 61 · Accessible aux personnes à mobilité réduite | Dernière actualisation : — |                                                                |                                                                |                                                                |                                                                |                                                                |                                                                |                                                                |                                                                |
| 62                                                           | Métro La Rose ⥋ Plan-de-Cuques – La Montade | Métro La Rose ⥋ Plan-de-Cuques – La Montade                    | Métro La Rose ⥋ Plan-de-Cuques – La Montade                    | Métro La Rose ⥋ Plan-de-Cuques – La Montade                    | Métro La Rose ⥋ Plan-de-Cuques – La Montade                    | Métro La Rose ⥋ Plan-de-Cuques – La Montade                    | Métro La Rose ⥋ Plan-de-Cuques – La Montade                    | Métro La Rose ⥋ Plan-de-Cuques – La Montade                    | Métro La Rose ⥋ Plan-de-Cuques – La Montade                    |
| 62                                                           | Ouverture / Fermeture 7 juillet 2025 / — | Longueur 8,1 km                                                | Durée 35 min                                                   | Nb. d’arrêts 27                                                | Matériel GX 137                                                | Jours de fonctionnement L, Ma, Me, J, V, S                     | Jour / Soir / Nuit / Fêtes O / N / N / O                       | Voy. / an —                                                    | Dépôt La Rose                                                  |
| 62                                                           | Desserte : - Arrondissements et communes desservis : 13e et Plan-de-Cuques - Stations et gares desservies : La Rose - Arrêts desservis : Val Plan, Les Vieux Cyprès, Einstein Monnet, Einstein Athéna, Collège Malraux, Copernic, Champollion, De Roux Crémieux, De Roux Garlaban, De Roux Bohr, Résidence Athéna, La Ravelle, La Croix Rouge Église, La Croix Rouge, Bar 1900, La Cascade, Les Madets, Giono Libération, Plan de Cuques Mairie, Les Moisserons, Mistral Pasteur, Collège Olympe de Gouges, Les Vidarès, Pasteur Monette |                                                                |                                                                |                                                                |                                                                |                                                                |                                                                |                                                                |                                                                |
| 62                                                           | Autre : - Amplitudes horaires : La ligne 62 fonctionne du lundi au vendredi de 6 h 30 à 20 h 15 et le samedi de 6 h 45 à 20 h 15 environ. - Histoire : Cette ligne remplace les lignes 11 et 143 supprimées lors de la restructuration des lignes d’Allauch et de Plan-de-Cuques. - Date de dernière mise à jour : 6 juillet 2025. |                                                                |                                                                |                                                                |                                                                |                                                                |                                                                |                                                                |                                                                |
| 62                                                           | Dernière actualisation : — |                                                                |                                                                |                                                                |                                                                |                                                                |                                                                |                                                                |                                                                |
| 63                                                           | Métro La Rose ⥋ Allauch – Les Côtes Rôties | Métro La Rose ⥋ Allauch – Les Côtes Rôties                     | Métro La Rose ⥋ Allauch – Les Côtes Rôties                     | Métro La Rose ⥋ Allauch – Les Côtes Rôties                     | Métro La Rose ⥋ Allauch – Les Côtes Rôties                     | Métro La Rose ⥋ Allauch – Les Côtes Rôties                     | Métro La Rose ⥋ Allauch – Les Côtes Rôties                     | Métro La Rose ⥋ Allauch – Les Côtes Rôties                     | Métro La Rose ⥋ Allauch – Les Côtes Rôties                     |
| 63                                                           | Ouverture / Fermeture 7 juillet 2025 / — | Longueur 9,5 km                                                | Durée 43 min                                                   | Nb. d’arrêts 29                                                | Matériel Citaro                                                | Jours de fonctionnement L, Ma, Me, J, V, S                     | Jour / Soir / Nuit / Fêtes O / N / N / O                       | Voy. / an —                                                    | Dépôt La Rose                                                  |
| 63                                                           | Desserte : - Arrondissements et communes desservis : 13e, Plan-de-Cuques et Allauch - Stations et gares desservies : La Rose - Arrêts desservis : Val Plan, Barielle, Langevin Consolation, Langevin Planck, Keynes Langevin, Joliot Curie, Technopôle Polytech Marseille, Néel, Leprince Ringuet, Collège Malraux, Einstein parking relais, Bara Einstein, Giono Messidor, Giono Libération, Parc du Bocage, Paul Sirvent, Les Blacassins, Jet d’Eau, Henri Tassigny, Le Grand Puits Pié d’Autry, CCAS d’Allauch, St Roch, Général Leclerc, Route du Clau, Les Gonagues, La Calèche, Le Logis Neuf |                                                                |                                                                |                                                                |                                                                |                                                                |                                                                |                                                                |                                                                |
| 63                                                           | Autre : - Amplitudes horaires : La ligne 63 fonctionne du lundi au samedi de 6 h 30 à 20 h environ. - Histoire : Cette ligne remplace la ligne 11 supprimée lors de la restructuration des lignes d’Allauch et de Plan-de-Cuques. - Date de dernière mise à jour : 6 juillet 2025. |                                                                |                                                                |                                                                |                                                                |                                                                |                                                                |                                                                |                                                                |
| 63                                                           | Dernière actualisation : — |                                                                |                                                                |                                                                |                                                                |                                                                |                                                                |                                                                |                                                                |
| 64                                                           | Gare de la Barasse ⥋ Plan-de-Cuques – Collège Olympe de Gouges | Gare de la Barasse ⥋ Plan-de-Cuques – Collège Olympe de Gouges | Gare de la Barasse ⥋ Plan-de-Cuques – Collège Olympe de Gouges | Gare de la Barasse ⥋ Plan-de-Cuques – Collège Olympe de Gouges | Gare de la Barasse ⥋ Plan-de-Cuques – Collège Olympe de Gouges | Gare de la Barasse ⥋ Plan-de-Cuques – Collège Olympe de Gouges | Gare de la Barasse ⥋ Plan-de-Cuques – Collège Olympe de Gouges | Gare de la Barasse ⥋ Plan-de-Cuques – Collège Olympe de Gouges | Gare de la Barasse ⥋ Plan-de-Cuques – Collège Olympe de Gouges |
| 64                                                           | Ouverture / Fermeture 7 juillet 2025 / — | Longueur 11,7 km                                               | Durée 47 min                                                   | Nb. d’arrêts 32                                                | Matériel Crossway LE City Citaro                               | Jours de fonctionnement L, Ma, Me, J, V, S                     | Jour / Soir / Nuit / Fêtes O / N / N / O                       | Voy. / an —                                                    | Dépôt La Rose (SUMA)                                           |
| 64                                                           | Desserte : - Arrondissements et communes desservis : 11e, Plan-de-Cuques et Allauch - Stations et gares desservies : La Barasse - Arrêts desservis : La Barasse, Bancal Barasse, St Menet, La Sablière St Menet, La Sablière La Ravelle, La Valentine, L’Audience, Collège Le Ruissatel, Lycée Paul Mélizan, Les Accates, Les 4 Saisons, Les Fabres, La Ludovine, Clos de Mélanie, Pont de la Clue, Golf d’Allauch, St Jean, L’Ouvière, La Craie, Giono Provence, Giono Bauquière, Giono Moulins, Jet d’Eau, Les Blacassins, Paul Sirvent, Parc du Bocage, Moulin de Pain Blanc, Mistral Pasteur |                                                                |                                                                |                                                                |                                                                |                                                                |                                                                |                                                                |                                                                |
| 64                                                           | Autre : - Amplitudes horaires : La ligne 64 fonctionne du lundi au samedi de 6 h 5 à 19 h 5 environ. - Histoire : Cette ligne remplace les lignes 7T et BC2 supprimées lors de la restructuration des lignes d’Allauch et de Plan-de-Cuques. - Date de dernière mise à jour : 6 juillet 2025. |                                                                |                                                                |                                                                |                                                                |                                                                |                                                                |                                                                |                                                                |
| 64                                                           | Dernière actualisation : — |                                                                |                                                                |                                                                |                                                                |                                                                |                                                                |                                                                |                                                                |
| 65                                                           | lebus à la demande | lebus à la demande                                             | lebus à la demande                                             | lebus à la demande                                             | lebus à la demande                                             | lebus à la demande                                             | lebus à la demande                                             | lebus à la demande                                             | lebus à la demande                                             |
| 65                                                           | Allauch ⥋ Desserte de la commune |                                                                |                                                                |                                                                |                                                                |                                                                |                                                                |                                                                |                                                                |
| 65                                                           | Ouverture / Fermeture 7 juillet 2025 / — | Longueur —                                                     | Durée —                                                        | Nb. d’arrêts 16                                                | Matériel Sprinter                                              | Jours de fonctionnement L, Ma, Me, J, V                        | Jour / Soir / Nuit / Fêtes O / N / N / O                       | Voy. / an —                                                    | Dépôt La Rose                                                  |
| 65                                                           | Desserte : - Commune desservie : Allauch - Arrêts desservis : Allauch Village, Carambot, Enco de Pont, Esprit Julien, Hôpital d’Allauch, Jet d’Eau, La Pounche, Laurent Merle, Les Charmettes, Les Tourres, Pié d’Autry, Place des Aubagnens, Plateau des Aubagnens, Services Techniques, Terrasses du Golf, Zone Fontvieille |                                                                |                                                                |                                                                |                                                                |                                                                |                                                                |                                                                |                                                                |
| 65                                                           | Autre : - Amplitudes horaires : La ligne 65 fonctionne sur réservation du lundi au vendredi de 7 h à 19 h environ. - Date de dernière mise à jour : 6 juillet 2025. |                                                                |                                                                |                                                                |                                                                |                                                                |                                                                |                                                                |                                                                |
| 65                                                           | Dernière actualisation : — |                                                                |                                                                |                                                                |                                                                |                                                                |                                                                |                                                                |                                                                |
| pictogramme 67 · Accessible aux personnes à mobilité réduite | Métro Chartreux ⥋ La Blancarde via Saint-Barnabé | Métro Chartreux ⥋ La Blancarde via Saint-Barnabé               | Métro Chartreux ⥋ La Blancarde via Saint-Barnabé               | Métro Chartreux ⥋ La Blancarde via Saint-Barnabé               | Métro Chartreux ⥋ La Blancarde via Saint-Barnabé               | Métro Chartreux ⥋ La Blancarde via Saint-Barnabé               | Métro Chartreux ⥋ La Blancarde via Saint-Barnabé               | Métro Chartreux ⥋ La Blancarde via Saint-Barnabé               | Métro Chartreux ⥋ La Blancarde via Saint-Barnabé               |
| pictogramme 67 · Accessible aux personnes à mobilité réduite | Ouverture / Fermeture 3 décembre 1998 / — | Longueur 4,3 km                                                | Durée 19 min                                                   | Nb. d’arrêts 29                                                | Matériel GX 137                                                | Jours de fonctionnement L, Ma, Me, J, V, S                     | Jour / Soir / Nuit / Fêtes O / N / N / O                       | Voy. / an —                                                    | Dépôt Saint-Pierre                                             |
| pictogramme 67 · Accessible aux personnes à mobilité réduite | Desserte : - Arrondissements desservis : 4e et 12e - Stations et gares desservies : Chartreux , St Barnabé , Louis Armand , Gare de La Blancarde - Arrêts desservis dans les deux sens : Roux Beausoleil, Garoutte Gavoty, Garoutte Philippine, St Barnabé la Croix, Alpes Merle, Alpes Léman, Alpes Cauvin, Charbonelle Trévaresse, Trévaresse cité SNCF, Trévaresse cité Jardin, Haïti Garguier - Desservis en direction de La Blancarde : Place Brossolette, Roux St Bruno, Roux Gavaudan, Roux Esplanade, Roux Montolivet, Centre gérontologique, Montolivet Beauregard, Gavoty Gillet, Duclaux Foch - Desservis en direction du Métro Chartreux : Haïti Fraissinet, St Barnabé Cauvin, Léon Meisserel, Lycée Marie Gasquet, Elzéard Rougier, Montolivet Roux, Roche Albe |                                                                |                                                                |                                                                |                                                                |                                                                |                                                                |                                                                |                                                                |
| pictogramme 67 · Accessible aux personnes à mobilité réduite | Autre : - Amplitudes horaires : La ligne 67 fonctionne du lundi au samedi de 5 h 40 à 19 h 36 environ. - Histoire : Lors de sa création, cette ligne fut une navette express reliant la Gare de la Blancarde au village de Saint-Barnabé. Depuis l'ouverture des nouvelles stations de métro, cette ligne est prolongée de St Barnabé la Croix au Métro Chartreux en remplacement de la 8 supprimée le jour-même . - Date de dernière mise à jour : 26 novembre 2012. |                                                                |                                                                |                                                                |                                                                |                                                                |                                                                |                                                                |                                                                |
| pictogramme 67 · Accessible aux personnes à mobilité réduite | Dernière actualisation : — |                                                                |                                                                |                                                                |                                                                |                                                                |                                                                |                                                                |                                                                |

#### Lignes 70 à 79
| Ligne                                                        | Caractéristiques | Caractéristiques                                             | Caractéristiques                                             | Caractéristiques                                             | Caractéristiques                                             | Caractéristiques                                             | Caractéristiques                                             | Caractéristiques                                             | Caractéristiques                                             |
| pictogramme 70 · Accessible aux personnes à mobilité réduite | Canebière (Bourse) ⥋ Lycée Saint-Exupéry | Canebière (Bourse) ⥋ Lycée Saint-Exupéry                     | Canebière (Bourse) ⥋ Lycée Saint-Exupéry                     | Canebière (Bourse) ⥋ Lycée Saint-Exupéry                     | Canebière (Bourse) ⥋ Lycée Saint-Exupéry                     | Canebière (Bourse) ⥋ Lycée Saint-Exupéry                     | Canebière (Bourse) ⥋ Lycée Saint-Exupéry                     | Canebière (Bourse) ⥋ Lycée Saint-Exupéry                     | Canebière (Bourse) ⥋ Lycée Saint-Exupéry                     |
| ------------------------------------------------------------ | --- | ------------------------------------------------------------ | ------------------------------------------------------------ | ------------------------------------------------------------ | ------------------------------------------------------------ | ------------------------------------------------------------ | ------------------------------------------------------------ | ------------------------------------------------------------ | ------------------------------------------------------------ |
| pictogramme 70 · Accessible aux personnes à mobilité réduite | Ouverture / Fermeture 19 juillet 1900 / — | Longueur 8 km                                                | Durée 33 min                                                 | Nb. d’arrêts 36                                              | Matériel Citaro G C2                                         | Jours de fonctionnement L, Ma, Me, J, V, S, D                | Jour / Soir / Nuit / Fêtes O / N / N / O                     | Voy. / an —                                                  | Dépôt Arenc                                                  |
| pictogramme 70 · Accessible aux personnes à mobilité réduite | Desserte : - Arrondissements desservis : 1er, 2e, 3e et 15e - Stations et gares desservies : Vieux Port , Belsunce Alcazar , Colbert , Jules Guesde , Arenc-Euroméditerranée , Désirée Clary , Gèze - Arrêts desservis dans les deux sens : Barbusse Colbert, Métro Colbert hôtel de région, Place Jules Guesde, Place Cazemajou, Salengro Cougit, Lyon Cap Pinède, Métro Gèze, Lyon Oddo, Billoux Mairie 15-16, Méditerranée, Demandolx, La Cabucelle, Les Abattoirs, Traverse Maritime, Lycée La Calade, Campagne Lévêque, Piscine Municipale - Desservis en direction du Lycée St Exupéry : Pelletan Marceau, Place de Strasbourg, Pelletan St Lazare, Hôpital européen, Salengro Mirès, Lycée le Châtelier, Salengro Briançon - Desservis en direction de Canebière (Bourse) : Cazemajou d’Anthoine, Euroméditerranée Arenc, Paris Mirès, Paris Clary, Paris Forbin |                                                              |                                                              |                                                              |                                                              |                                                              |                                                              |                                                              |                                                              |
| pictogramme 70 · Accessible aux personnes à mobilité réduite | Autre : - Amplitudes horaires : La ligne 70 fonctionne du lundi au samedi de 4 h 43 à 21 h 5 et le dimanche de 5 h 20 à 21 h 5 environ. - Particularités : Du lundi au vendredi en heures de pointe, la ligne 70 fait départ et terminus au Métro Gèze. - Modifications à venir : Dès l’ouverture du prolongement nord du tramway, la ligne 70 sera limitée au Métro Gèze au lieu de Canebière (Bourse) dont le tronçon sera repris par une nouvelle ligne, la ligne 29 qui reliera Canebière (Bourse) au Canet Ambrosini via les boulevards Mirabeau, National, la rue Félix-Pyat et le boulevard Danielle-Casanova. - Date de dernière mise à jour : 6 juillet 2025. |                                                              |                                                              |                                                              |                                                              |                                                              |                                                              |                                                              |                                                              |
| pictogramme 70 · Accessible aux personnes à mobilité réduite | Dernière actualisation : — |                                                              |                                                              |                                                              |                                                              |                                                              |                                                              |                                                              |                                                              |
| pictogramme 72 · Accessible aux personnes à mobilité réduite | Métro Bougainville ⥋ Métro Rond-Point du Prado via le Jarret | Métro Bougainville ⥋ Métro Rond-Point du Prado via le Jarret | Métro Bougainville ⥋ Métro Rond-Point du Prado via le Jarret | Métro Bougainville ⥋ Métro Rond-Point du Prado via le Jarret | Métro Bougainville ⥋ Métro Rond-Point du Prado via le Jarret | Métro Bougainville ⥋ Métro Rond-Point du Prado via le Jarret | Métro Bougainville ⥋ Métro Rond-Point du Prado via le Jarret | Métro Bougainville ⥋ Métro Rond-Point du Prado via le Jarret | Métro Bougainville ⥋ Métro Rond-Point du Prado via le Jarret |
| pictogramme 72 · Accessible aux personnes à mobilité réduite | Ouverture / Fermeture 17 janvier 1962 / — | Longueur 9 km                                                | Durée 33 min                                                 | Nb. d’arrêts 36                                              | Matériel GX 327 Citaro                                       | Jours de fonctionnement L, Ma, Me, J, V, S, D                | Jour / Soir / Nuit / Fêtes O / O / N / O                     | Voy. / an —                                                  | Dépôt Arenc                                                  |
| pictogramme 72 · Accessible aux personnes à mobilité réduite | Desserte : - Arrondissements desservis : 3e, 4e, 5e, 8e, 10e, 13e, 14e et 15e - Stations et gares desservies : Bougainville , St Just , Chartreux , Foch Sakakini , Jean Martin , La Timone , Rond-point du Prado - Arrêts desservis dans les deux sens : Plombières Battala, Plombières Cubeddu, Plombières Arnal, Plombières Bon Secours, Place Burel, Cité Chutes Lavie, St Just le Dôme, Maréchal Juin, Métro Chartreux, Duparc Montolivet, Place Brossolette, Duparc Hondet, Duparc Blancarde, Stade Vallier, Sakakini Sidi Brahim, Sakakini Chave, Sakakini Jeanne d'Arc, Métro la Timone, Jean Moulin Baille, Jean Moulin facultés, Jean Moulin Ste Baume, Place de Pologne, Capelette Rabatau, Lycée Brochier, Bonnefoy palais omnisports, Bonnefoy Rabatau, Place Ferrié, Rabatau Rouet, Hôpital St Joseph - Desservis en direction du Métro Rond-point du Prado : Place Bougainville, De Lesseps Pyat, Place de Pologne - Desservis en direction du Métro Bougainville : St Just hôtel du département, Chalusset, Casanova De Lesseps |                                                              |                                                              |                                                              |                                                              |                                                              |                                                              |                                                              |                                                              |
| pictogramme 72 · Accessible aux personnes à mobilité réduite | Autre : - Amplitudes horaires : La ligne 72 fonctionne du lundi au samedi de 4 h 30 à 1 h et le dimanche de 5 h 45 à 0 h 45 environ. - Modifications à venir : Dès le 1er septembre 2025, la ligne 72 sera prolongée du Métro Bougainville à Arenc Le Silo. - Date de dernière mise à jour : 31 mai 2024. |                                                              |                                                              |                                                              |                                                              |                                                              |                                                              |                                                              |                                                              |
| pictogramme 72 · Accessible aux personnes à mobilité réduite | Dernière actualisation : — |                                                              |                                                              |                                                              |                                                              |                                                              |                                                              |                                                              |                                                              |
| pictogramme 73 · Accessible aux personnes à mobilité réduite | Métro Sainte-Marguerite - Dromel ⥋ Vallon de l'Oriol | Métro Sainte-Marguerite - Dromel ⥋ Vallon de l'Oriol         | Métro Sainte-Marguerite - Dromel ⥋ Vallon de l'Oriol         | Métro Sainte-Marguerite - Dromel ⥋ Vallon de l'Oriol         | Métro Sainte-Marguerite - Dromel ⥋ Vallon de l'Oriol         | Métro Sainte-Marguerite - Dromel ⥋ Vallon de l'Oriol         | Métro Sainte-Marguerite - Dromel ⥋ Vallon de l'Oriol         | Métro Sainte-Marguerite - Dromel ⥋ Vallon de l'Oriol         | Métro Sainte-Marguerite - Dromel ⥋ Vallon de l'Oriol         |
| pictogramme 73 · Accessible aux personnes à mobilité réduite | Ouverture / Fermeture 16 septembre 1974 / — | Longueur 7,5 km                                              | Durée 34 min                                                 | Nb. d’arrêts 36                                              | Matériel GX 137                                              | Jours de fonctionnement L, Ma, Me, J, V, S                   | Jour / Soir / Nuit / Fêtes O / N / N / O                     | Voy. / an —                                                  | Dépôt Saint-Pierre                                           |
| pictogramme 73 · Accessible aux personnes à mobilité réduite | Desserte : - Arrondissements desservis : 6e, 7e, 8e et 9e - Stations et gares desservies : Ste Marguerite , Castellane , Périer - Arrêts desservis dans les deux sens : Teisseire palais des sports, Teisseire Montfuron, Teisseire Rabatau, Rouet Louvain, Castellane, Prado Dupré, Périer Prado, Place Delibes, Périer Crémieux, Périer Escaliers, Périer Arles, Périer Gratte Semelle, Périer Gagliardo, Estrangin Colonies, Estrangin Célina, Estrangin Roucas, Le Terrail, Roches Vève - Desservis en direction du Vallon de l’Oriol : Maillane, Cantini Borde, Cantini Rège, Parc du 26e centenaire, Gouffé Austerlitz, Traverse Nicolas, Oriol Corniche - Desservis en direction du Métro Ste Marguerite Dromel : Toulon Delphes, Schweitzer, Rouet Gaz du Midi, Rouet Cassis, Rouet Liandier, Rouet Roumanille, Square Ganay, La Pugette |                                                              |                                                              |                                                              |                                                              |                                                              |                                                              |                                                              |                                                              |
| pictogramme 73 · Accessible aux personnes à mobilité réduite | Autre : - Amplitudes horaires : La ligne 73 fonctionne du lundi au vendredi de 5 h 15 à 21 h 48 et le samedi de 5 h 15 à 21 h 50 environ. - Particularités : - Certains départs et terminus s'effectuent à Toulon Delphes, à Castellane ou à Périer Prado à certaines heures. - Service assuré le dimanche par la ligne entre Castellane et Vallon de l'Oriol. - Date de dernière mise à jour : 3 juillet 2022. |                                                              |                                                              |                                                              |                                                              |                                                              |                                                              |                                                              |                                                              |
| pictogramme 73 · Accessible aux personnes à mobilité réduite | Dernière actualisation : — |                                                              |                                                              |                                                              |                                                              |                                                              |                                                              |                                                              |                                                              |
| pictogramme 74 · Accessible aux personnes à mobilité réduite | Réformés Canebière ⥋ Vallon Montebello / Vallon de l'Oriol | Réformés Canebière ⥋ Vallon Montebello / Vallon de l'Oriol   | Réformés Canebière ⥋ Vallon Montebello / Vallon de l'Oriol   | Réformés Canebière ⥋ Vallon Montebello / Vallon de l'Oriol   | Réformés Canebière ⥋ Vallon Montebello / Vallon de l'Oriol   | Réformés Canebière ⥋ Vallon Montebello / Vallon de l'Oriol   | Réformés Canebière ⥋ Vallon Montebello / Vallon de l'Oriol   | Réformés Canebière ⥋ Vallon Montebello / Vallon de l'Oriol   | Réformés Canebière ⥋ Vallon Montebello / Vallon de l'Oriol   |
| pictogramme 74 · Accessible aux personnes à mobilité réduite | Ouverture / Fermeture 7 juillet 1901 / — | Longueur 3,6 km                                              | Durée 22 min                                                 | Nb. d’arrêts 20                                              | Matériel GX 137                                              | Jours de fonctionnement L, Ma, Me, J, V, S, D                | Jour / Soir / Nuit / Fêtes O / N / N / O                     | Voy. / an —                                                  | Dépôt Saint-Pierre                                           |
| pictogramme 74 · Accessible aux personnes à mobilité réduite | Desserte : - Arrondissements desservis : 1er, 5e, 6e, 7e et 8e - Stations et gares desservies : Réformés Canebière , Notre Dame du Mont , Castellane , Périer - Arrêts desservis dans les deux sens : Place Jean Jaurès, Métro Notre Dame du Mont, Lodi Fontange, Lodi Village, Baille Castellane, Prado Dupré, Périer Prado, Place Delibes, Lycée Périer, Gaston Crémieux, Montebello - Desservis en direction du Vallon Montebello : Baille Gouffé, Prado Castellane - Desservis en direction de Réformés Canebière : Castellane, 3 frères Barthélémy, St Savournin Barbaroux, Roosevelt Réformés - Desservis le dimanche : Périer Crémieux, Périer Escaliers, Périer Arles, Périer Gratte Semelle, Périer Gagliardo, Estrangin Colonies, Estrangin Célina, Estrangin Roucas, Le Terrail, Roches Vève, Traverse Nicolas, Oriol Corniche |                                                              |                                                              |                                                              |                                                              |                                                              |                                                              |                                                              |                                                              |
| pictogramme 74 · Accessible aux personnes à mobilité réduite | Autre : - Amplitudes horaires : La ligne 74 fonctionne du lundi au samedi de 5 h 35 à 20 h 30 et le dimanche de 6 h 20 à 20 h 20 environ. - Particularités : - Certains départs et terminus du samedi s'effectuent à la Place Jean Jaurès. - Le dimanche, terminus au Vallon de l'Oriol via l’itinéraire de la ligne et desserte du Vallon Montebello en antenne. - Date de dernière mise à jour : 30 septembre 2019. |                                                              |                                                              |                                                              |                                                              |                                                              |                                                              |                                                              |                                                              |
| pictogramme 74 · Accessible aux personnes à mobilité réduite | Dernière actualisation : — |                                                              |                                                              |                                                              |                                                              |                                                              |                                                              |                                                              |                                                              |

#### Lignes 80 à 89
| Ligne                                                         | Caractéristiques | Caractéristiques                                             | Caractéristiques                                             | Caractéristiques                                             | Caractéristiques                                             | Caractéristiques                                             | Caractéristiques                                             | Caractéristiques                                             | Caractéristiques                                             |
| pictogramme 80 · Accessible aux personnes à mobilité réduite  | Vieux-Port Ballard ⥋ Église d'Endoume | Vieux-Port Ballard ⥋ Église d'Endoume                        | Vieux-Port Ballard ⥋ Église d'Endoume                        | Vieux-Port Ballard ⥋ Église d'Endoume                        | Vieux-Port Ballard ⥋ Église d'Endoume                        | Vieux-Port Ballard ⥋ Église d'Endoume                        | Vieux-Port Ballard ⥋ Église d'Endoume                        | Vieux-Port Ballard ⥋ Église d'Endoume                        | Vieux-Port Ballard ⥋ Église d'Endoume                        |
| ------------------------------------------------------------- | --- | ------------------------------------------------------------ | ------------------------------------------------------------ | ------------------------------------------------------------ | ------------------------------------------------------------ | ------------------------------------------------------------ | ------------------------------------------------------------ | ------------------------------------------------------------ | ------------------------------------------------------------ |
| pictogramme 80 · Accessible aux personnes à mobilité réduite  | Ouverture / Fermeture 19 juillet 1900 / — | Longueur 3,2 km                                              | Durée 19 min                                                 | Nb. d’arrêts 16                                              | Matériel GX 137                                              | Jours de fonctionnement L, Ma, Me, J, V, S, D                | Jour / Soir / Nuit / Fêtes O / N / N / O                     | Voy. / an —                                                  | Dépôt Saint-Pierre                                           |
| pictogramme 80 · Accessible aux personnes à mobilité réduite  | Desserte : - Arrondissements desservis : 1er, 6e et 7e - Stations et gares desservies : Vieux Port - Arrêts desservis dans les deux sens : Place de la Corderie, Petit Chantier, St Victor, Endoume Tellène, Endoume Taddéi, Vallon Jourdan, Endoume Bompard, Place St Eugène, Endoume Vallon des Auffes, Endoume Bensa - Desservis en direction de l'Église d'Endoume : Breteuil Puget, Puget Fortia - Desservis en direction de Vieux Port Ballard : Fort Notre Dame, Place aux Huiles |                                                              |                                                              |                                                              |                                                              |                                                              |                                                              |                                                              |                                                              |
| pictogramme 80 · Accessible aux personnes à mobilité réduite  | Autre : - Amplitudes horaires : La ligne 80 fonctionne du lundi au samedi de 5 h à 21 h 5 et le dimanche de 5 h 55 à 20 h 43 environ. - Particularités : Les lignes 61 et 80 alternent à raison d’un bus sur deux au départ de Vieux-Port Ballard. - Histoire : Avant l'ouverture du tramway, la ligne 80 démarrait de Gare de la Blancarde et desservait l’avenue du Maréchal-Foch, la place Sébastopol, les Cinq Avenues, les boulevards Longchamp et de la Libération et la Canebière en plus de l’itinéraire actuel jusqu’à l’Église d’Endoume. À cette même époque existait aussi une ligne 80S (aujourd'hui remplacée par la ligne ) qui avait les mêmes terminus mais qui passait par le Camas via le cours Franklin Roosevelt, les rues Devilliers et Monte Cristo. Le 1er juillet 2019, elle a été rabattue sur le cours Jean Ballard. Il est à noter que le tracé actuel de la ligne 80 constitue intégralement celui de la ligne 63 supprimée en 1989. - Date de dernière mise à jour : 30 juin 2019.                                          |                                                              |                                                              |                                                              |                                                              |                                                              |                                                              |                                                              |                                                              |
| pictogramme 80 · Accessible aux personnes à mobilité réduite  | Dernière actualisation : — |                                                              |                                                              |                                                              |                                                              |                                                              |                                                              |                                                              |                                                              |
| pictogramme 81 · Accessible aux personnes à mobilité réduite  | Métro Saint-Just ⥋ Le Pharo | Métro Saint-Just ⥋ Le Pharo                                  | Métro Saint-Just ⥋ Le Pharo                                  | Métro Saint-Just ⥋ Le Pharo                                  | Métro Saint-Just ⥋ Le Pharo                                  | Métro Saint-Just ⥋ Le Pharo                                  | Métro Saint-Just ⥋ Le Pharo                                  | Métro Saint-Just ⥋ Le Pharo                                  | Métro Saint-Just ⥋ Le Pharo                                  |
| pictogramme 81 · Accessible aux personnes à mobilité réduite  | Ouverture / Fermeture 2 juin 1907 / — | Longueur 7,5 km                                              | Durée 47 min                                                 | Nb. d’arrêts 41                                              | Matériel GX 327 GX 337 Citaro ie bus 12 7900                 | Jours de fonctionnement L, Ma, Me, J, V, S, D                | Jour / Soir / Nuit / Fêtes O / N / N / O                     | Voy. / an —                                                  | Dépôt La Rose                                                |
| pictogramme 81 · Accessible aux personnes à mobilité réduite  | Desserte : - Arrondissements desservis : 1er, 4e, 6e, 7e et 13e - Stations et gares desservies : St Just , Cinq Avenues , Réformés Canebière , Noailles , Notre Dame du Mont , Place de Rome , Estrangin Préfecture - Arrêts desservis dans les deux sens : St Just Raguse, Raguse Luc, Raguse Chutes Lavie, Chutes Lavie Raguse, Chutes-Lavie, Paulette, Guigou, Pardigon, Chutes Lavie Dahdah, Flammarion Siphon, Flammarion Cassini, Cassini, Libération Espérandieu, Libération St Vincent de Paul, Libération Réformés, Noailles, Lieutaud Cours Julien, Métro Notre Dame du Mont, Salvator Italie, Préfecture, Estrangin Puget, Petit Chantier, St Victor, Corse d'Aurelle, Corse 4 septembre, Place du 4 septembre - Desservis en direction du Pharo : Métro 5 Avenues, Libération Dormoy, Gambetta Réformés, Puget Fortia, Place de la Corderie - Desservis en direction du Métro St Just : Plage des Catalans, Les Catalans, Lycée Colbert, Puget Moulet, Puget Roux de Brignoles, Libération Espérandieu, 5 Avenues Chartreux, Chartreux écoles |                                                              |                                                              |                                                              |                                                              |                                                              |                                                              |                                                              |                                                              |
| pictogramme 81 · Accessible aux personnes à mobilité réduite  | Autre : - Amplitudes horaires : La ligne 81 fonctionne du lundi au samedi de 4 h 35 à 21 h 54 et le dimanche de 5 h 51 à 21 h 55 environ. - Particularités : Peut faire départ ou terminus aux Réformés ou aux Cinq Avenues à certaines heures. - Date de dernière mise à jour : 30 juin 2019. |                                                              |                                                              |                                                              |                                                              |                                                              |                                                              |                                                              |                                                              |
| pictogramme 81 · Accessible aux personnes à mobilité réduite  | Dernière actualisation : — |                                                              |                                                              |                                                              |                                                              |                                                              |                                                              |                                                              |                                                              |
| pictogramme 82 · Accessible aux personnes à mobilité réduite  | Pharo Catalans ⥋ Euromediterranée Arenc | Pharo Catalans ⥋ Euromediterranée Arenc                      | Pharo Catalans ⥋ Euromediterranée Arenc                      | Pharo Catalans ⥋ Euromediterranée Arenc                      | Pharo Catalans ⥋ Euromediterranée Arenc                      | Pharo Catalans ⥋ Euromediterranée Arenc                      | Pharo Catalans ⥋ Euromediterranée Arenc                      | Pharo Catalans ⥋ Euromediterranée Arenc                      | Pharo Catalans ⥋ Euromediterranée Arenc                      |
| pictogramme 82 · Accessible aux personnes à mobilité réduite  | Ouverture / Fermeture 7 janvier 2013 / — | Longueur 3,8 km                                              | Durée 15 min                                                 | Nb. d’arrêts 20                                              | Matériel i2e Citaro                                          | Jours de fonctionnement L, Ma, Me, J, V, S, D                | Jour / Soir / Nuit / Fêtes O / N / N / O                     | Voy. / an —                                                  | Dépôt Arenc                                                  |
| pictogramme 82 · Accessible aux personnes à mobilité réduite  | Desserte : - Arrondissements desservis : 1er, 2e, 3e et 7e - Stations et gares desservies : Vieux-Port , Joliette , Arenc-Euroméditerranée - Arrêts desservis dans les deux sens : Le Pharo, Fort St Nicolas, Théâtre la Criée, Place aux Huiles, Vieux-Port, Hôtel de ville, Quai du Port, Capitainerie, Fort St Jean, Littoral Major, Gare maritime internationale, Hangar J1, Les Terrasses du Port, Docks, Le Silo - Desservis en direction d'Euroméditerranée Arenc : Plage des Catalans, Les Catalans, Lycée Colbert, Place du 4 septembre, Arenc Mirabeau |                                                              |                                                              |                                                              |                                                              |                                                              |                                                              |                                                              |                                                              |
| pictogramme 82 · Accessible aux personnes à mobilité réduite  | Autre : - Amplitudes horaires : La ligne 82 fonctionne tous les jours de 6 h à 21 h 15 environ. - Modifications à venir : Dès le 1er septembre 2025, la ligne 82 reliera Pharo Catalans à la Gare St Charles en remplacement de la ligne 82S. - Date de dernière mise à jour : 6 juin 2016. |                                                              |                                                              |                                                              |                                                              |                                                              |                                                              |                                                              |                                                              |
| pictogramme 82 · Accessible aux personnes à mobilité réduite  | Dernière actualisation : — |                                                              |                                                              |                                                              |                                                              |                                                              |                                                              |                                                              |                                                              |
| pictogramme 82S · Accessible aux personnes à mobilité réduite | Pharo Catalans ⥋ Saint-Charles | Pharo Catalans ⥋ Saint-Charles                               | Pharo Catalans ⥋ Saint-Charles                               | Pharo Catalans ⥋ Saint-Charles                               | Pharo Catalans ⥋ Saint-Charles                               | Pharo Catalans ⥋ Saint-Charles                               | Pharo Catalans ⥋ Saint-Charles                               | Pharo Catalans ⥋ Saint-Charles                               | Pharo Catalans ⥋ Saint-Charles                               |
| pictogramme 82S · Accessible aux personnes à mobilité réduite | Ouverture / Fermeture 7 janvier 2013 / — | Longueur 4 km                                                | Durée 17 min                                                 | Nb. d’arrêts 22                                              | Matériel i2e Citaro                                          | Jours de fonctionnement L, Ma, Me, J, V, S, D                | Jour / Soir / Nuit / Fêtes O / N / N / O                     | Voy. / an —                                                  | Dépôt Arenc                                                  |
| pictogramme 82S · Accessible aux personnes à mobilité réduite | Desserte : - Arrondissements desservis : 1er, 2e, 3e et 7e - Stations et gares desservies : Vieux-Port , République Dames , Jules Guesde , Gare St Charles - Arrêts desservis dans les deux sens : Le Pharo, Fort St Nicolas, Théâtre la Criée, Place aux Huiles, Vieux-Port, Hôtel de ville, Quai du Port, Capitainerie, Fort St Jean, Littoral Major, Gare maritime internationale, Hangar J1, Dames République, Métro Jules Guesde, Nédelec Guesde, Faculté St Charles - Desservis en direction d'Euroméditerranée Arenc : Plage des Catalans, Les Catalans, Lycée Colbert, Place du 4 septembre, Dames Schuman - Desservis en direction de Pharo Catalans : Nédelec Leclerc |                                                              |                                                              |                                                              |                                                              |                                                              |                                                              |                                                              |                                                              |
| pictogramme 82S · Accessible aux personnes à mobilité réduite | Autre : - Amplitudes horaires : La ligne 82S fonctionne tous les jours de 6 h 12 à 21 h 30 environ. - Modifications à venir : Dès le 1er septembre 2025, la ligne 82S sera supprimée et remplacée intégralement par la ligne 82 modifiée. - Date de dernière mise à jour : 27 octobre 2016. |                                                              |                                                              |                                                              |                                                              |                                                              |                                                              |                                                              |                                                              |
| pictogramme 82S · Accessible aux personnes à mobilité réduite | Dernière actualisation : — |                                                              |                                                              |                                                              |                                                              |                                                              |                                                              |                                                              |                                                              |
| pictogramme 83 · Accessible aux personnes à mobilité réduite  | Mucem Saint-Jean ⥋ Métro Rond-Point du Prado via la Corniche | Mucem Saint-Jean ⥋ Métro Rond-Point du Prado via la Corniche | Mucem Saint-Jean ⥋ Métro Rond-Point du Prado via la Corniche | Mucem Saint-Jean ⥋ Métro Rond-Point du Prado via la Corniche | Mucem Saint-Jean ⥋ Métro Rond-Point du Prado via la Corniche | Mucem Saint-Jean ⥋ Métro Rond-Point du Prado via la Corniche | Mucem Saint-Jean ⥋ Métro Rond-Point du Prado via la Corniche | Mucem Saint-Jean ⥋ Métro Rond-Point du Prado via la Corniche | Mucem Saint-Jean ⥋ Métro Rond-Point du Prado via la Corniche |
| pictogramme 83 · Accessible aux personnes à mobilité réduite  | Ouverture / Fermeture 29 septembre 1981 / — | Longueur 9,6 km                                              | Durée 42 min                                                 | Nb. d’arrêts 31                                              | Matériel GX 327 Citaro                                       | Jours de fonctionnement L, Ma, Me, J, V, S, D                | Jour / Soir / Nuit / Fêtes O / O / N / O                     | Voy. / an —                                                  | Dépôt Saint-Pierre                                           |
| pictogramme 83 · Accessible aux personnes à mobilité réduite  | Desserte : - Arrondissements desservis : 1er, 2e, 7e et 8e - Stations et gares desservies : Vieux-Port , Rond-point du Prado - Arrêts desservis : Capitainerie, Quai du Port, Hôtel de Ville, Vieux-Port, Place aux Huiles, Théâtre la Criée, Fort St Nicolas, Le Pharo, Place du 4 septembre, Corniche Audéoud, Catalans, Corniche Frégier, Vallon des Auffes, Endoume, Fausse Monnaie, Parc Valmer, Vallon de la Baudille, Vallon de l'Oriol, Corniche Napoule, Le Prophète, Chemin du Roucas Blanc, Corniche Talabot, Marina Olympique, Place Amiral Muselier, La plage, Parc Borély, Prado Tunis, Prado St Exupéry, Prado St Giniez |                                                              |                                                              |                                                              |                                                              |                                                              |                                                              |                                                              |                                                              |
| pictogramme 83 · Accessible aux personnes à mobilité réduite  | Autre : - Amplitudes horaires : La ligne 83 fonctionne tous les jours de 5 h 50 à 0 h 50 et le dimanche de 7 h à 0 h 50 environ. - Modifications à venir : Dès l le 1er septembre 2025, la ligne 83 sera prolongée de Mucem St Jean à Arenc Le Silo et reprendra le tracé de la ligne 82 qui, elle, remplacera intégralement la ligne 82S supprimée. - Date de dernière mise à jour : 31 mai 2024. |                                                              |                                                              |                                                              |                                                              |                                                              |                                                              |                                                              |                                                              |
| pictogramme 83 · Accessible aux personnes à mobilité réduite  | Dernière actualisation : — |                                                              |                                                              |                                                              |                                                              |                                                              |                                                              |                                                              |                                                              |
| pictogramme 84 · Accessible aux personnes à mobilité réduite  | Navette Endoume | Navette Endoume                                              | Navette Endoume                                              | Navette Endoume                                              | Navette Endoume                                              | Navette Endoume                                              | Navette Endoume                                              | Navette Endoume                                              | Navette Endoume                                              |
| pictogramme 84 · Accessible aux personnes à mobilité réduite  | (Circulaire) Place du 4 septembre ⥋ via Samatan |                                                              |                                                              |                                                              |                                                              |                                                              |                                                              |                                                              |                                                              |
| pictogramme 84 · Accessible aux personnes à mobilité réduite  | Ouverture / Fermeture 5 octobre 2015 / — | Longueur 2,3 km                                              | Durée 10 min                                                 | Nb. d’arrêts 10                                              | Matériel Sprinter                                            | Jours de fonctionnement L, Ma, Me, J, V                      | Jour / Soir / Nuit / Fêtes O / N / N / O                     | Voy. / an —                                                  | Dépôt Saint-Pierre                                           |
| pictogramme 84 · Accessible aux personnes à mobilité réduite  | Desserte : - Arrondissements desservis : 7e - Arrêts desservis : Recher Corse, Recher Coteau, Vieux chemin d'Endoume, Endoume Bompard, Place St Eugène, Guidicelli, Samatan, Four à chaux, Codaccioni |                                                              |                                                              |                                                              |                                                              |                                                              |                                                              |                                                              |                                                              |
| pictogramme 84 · Accessible aux personnes à mobilité réduite  | Autre : - Amplitudes horaires : La ligne 84 fonctionne du lundi au vendredi de 8 h à 18 h 50 environ. - Date de dernière mise à jour : 4 octobre 2015. |                                                              |                                                              |                                                              |                                                              |                                                              |                                                              |                                                              |                                                              |
| pictogramme 84 · Accessible aux personnes à mobilité réduite  | Dernière actualisation : — |                                                              |                                                              |                                                              |                                                              |                                                              |                                                              |                                                              |                                                              |
| pictogramme 86 · Accessible aux personnes à mobilité réduite  | Navette Périer-Saint-Giniez | Navette Périer-Saint-Giniez                                  | Navette Périer-Saint-Giniez                                  | Navette Périer-Saint-Giniez                                  | Navette Périer-Saint-Giniez                                  | Navette Périer-Saint-Giniez                                  | Navette Périer-Saint-Giniez                                  | Navette Périer-Saint-Giniez                                  | Navette Périer-Saint-Giniez                                  |
| pictogramme 86 · Accessible aux personnes à mobilité réduite  | (Circulaire) Métro Périer ⥋ via Mairie 6-8 |                                                              |                                                              |                                                              |                                                              |                                                              |                                                              |                                                              |                                                              |
| pictogramme 86 · Accessible aux personnes à mobilité réduite  | Ouverture / Fermeture 19 octobre 2015 / — | Longueur 4,8 km                                              | Durée 17 min                                                 | Nb. d’arrêts 18                                              | Matériel Sprinter                                            | Jours de fonctionnement L, Ma, Me, J, V                      | Jour / Soir / Nuit / Fêtes O / N / N / O                     | Voy. / an —                                                  | Dépôt Saint-Pierre                                           |
| pictogramme 86 · Accessible aux personnes à mobilité réduite  | Desserte : - Arrondissements desservis : 8e - Stations et gares desservies : Périer - Arrêts desservis : Mermoz Chalet, Mermoz Lord Duveen, Clinique Juge, Mermoz Sicard, Prado St Giniez, Prado St Exupéry, Cadenelle Charley, Parc Bagatelle, Mairie 6-8, Clinique Monticelli, Parc Monticelli, Rolland Puget, Eden Roc, Rolland Daumier, Place Delibes, Périer Prado |                                                              |                                                              |                                                              |                                                              |                                                              |                                                              |                                                              |                                                              |
| pictogramme 86 · Accessible aux personnes à mobilité réduite  | Autre : - Amplitudes horaires : La ligne 86 fonctionne du lundi au vendredi de 7 h à 18 h 10 environ. - Date de dernière mise à jour : 18 octobre 2015. |                                                              |                                                              |                                                              |                                                              |                                                              |                                                              |                                                              |                                                              |
| pictogramme 86 · Accessible aux personnes à mobilité réduite  | Dernière actualisation : — |                                                              |                                                              |                                                              |                                                              |                                                              |                                                              |                                                              |                                                              |
| pictogramme 88 · Accessible aux personnes à mobilité réduite  | Navette Saint-Mauront | Navette Saint-Mauront                                        | Navette Saint-Mauront                                        | Navette Saint-Mauront                                        | Navette Saint-Mauront                                        | Navette Saint-Mauront                                        | Navette Saint-Mauront                                        | Navette Saint-Mauront                                        | Navette Saint-Mauront                                        |
| pictogramme 88 · Accessible aux personnes à mobilité réduite  | (Circulaire) Métro National ⥋ via Place Bernard Cadenat |                                                              |                                                              |                                                              |                                                              |                                                              |                                                              |                                                              |                                                              |
| pictogramme 88 · Accessible aux personnes à mobilité réduite  | Ouverture / Fermeture 11 janvier 2010 / — | Longueur 3,9 km                                              | Durée 15 min                                                 | Nb. d’arrêts 16                                              | Matériel Jest Sprinter                                       | Jours de fonctionnement L, Me, V, S                          | Jour / Soir / Nuit / Fêtes O / N / N / O                     | Voy. / an —                                                  | Dépôt Arenc                                                  |
| pictogramme 88 · Accessible aux personnes à mobilité réduite  | Desserte : - Arrondissements desservis : 3e - Stations et gares desservies : National - Arrêts desservis : Auphan Pyat, Vaillant Auphan, Groupe Clovis Hugues, École Vaillant, Belle vue Barbini, Barbini Belle vue, Barbini Loubon, Place Caffo, Collège St Charles, Belle vue Loubon, Belle vue Barsotti, Belle vue Solférino, Auphan Vaillant |                                                              |                                                              |                                                              |                                                              |                                                              |                                                              |                                                              |                                                              |
| pictogramme 88 · Accessible aux personnes à mobilité réduite  | Autre : - Amplitudes horaires : La ligne 88 fonctionne le lundi, le mercredi, le vendredi et le samedi de 8 h 30 à 12 h 40 environ. - Modifications à venir : Dès l’ouverture du prolongement nord du tramway, la ligne 88 ne sera plus circulaire. Elle reliera la station de métro Désirée Clary à Foch 5 Avenues par le même itinéraire, désormais rallongé. - Date de dernière mise à jour : 28 avril 2015. |                                                              |                                                              |                                                              |                                                              |                                                              |                                                              |                                                              |                                                              |
| pictogramme 88 · Accessible aux personnes à mobilité réduite  | Dernière actualisation : — |                                                              |                                                              |                                                              |                                                              |                                                              |                                                              |                                                              |                                                              |
| pictogramme 89 · Accessible aux personnes à mobilité réduite  | Canebière (Bourse) ⥋ Le Canet Jean Jaurès | Canebière (Bourse) ⥋ Le Canet Jean Jaurès                    | Canebière (Bourse) ⥋ Le Canet Jean Jaurès                    | Canebière (Bourse) ⥋ Le Canet Jean Jaurès                    | Canebière (Bourse) ⥋ Le Canet Jean Jaurès                    | Canebière (Bourse) ⥋ Le Canet Jean Jaurès                    | Canebière (Bourse) ⥋ Le Canet Jean Jaurès                    | Canebière (Bourse) ⥋ Le Canet Jean Jaurès                    | Canebière (Bourse) ⥋ Le Canet Jean Jaurès                    |
| pictogramme 89 · Accessible aux personnes à mobilité réduite  | Ouverture / Fermeture 7 février 1909 / — | Longueur 7 km                                                | Durée 28 min                                                 | Nb. d’arrêts 28                                              | Matériel GX 327 GX 337 Citaro ie bus 12 7900                 | Jours de fonctionnement L, Ma, Me, J, V, S, D                | Jour / Soir / Nuit / Fêtes O / N / N / O                     | Voy. / an —                                                  | Dépôt La Rose                                                |
| pictogramme 89 · Accessible aux personnes à mobilité réduite  | Desserte : - Arrondissements desservis : 1er, 2e, 3e et 14e - Stations et gares desservies : Vieux Port , Belsunce Alcazar , Colbert , Jules Guesde , National - Arrêts desservis dans les deux sens : Barbusse Colbert, Métro Colbert hôtel de région, Place Jules Guesde, Place de Strasbourg, Strasbourg Desaix, National Loubon, National Pyat, National Jullien, Métro National, Auphan Pyat, Gibbes Plombières, Gibbes Bon Secours, Gibbes St Gabriel, Gibbes Moretti, Gibbes d'Artagnan, Gibbes Rouffé, Calvet Jaloux, Groupe Le Canet, Finat Duclos, Bovet Muret - Desservis en direction du Canet Jean Jaurès : Pelletan Marceau, Strasbourg Amiens, Strasbourg, Résidence la Station, Arnavaux Jaurès, Arnavaux Tisseron - Desservis en direction de Canebière (Bourse) : Tisseron Arnavaux, Paris Forbin |                                                              |                                                              |                                                              |                                                              |                                                              |                                                              |                                                              |                                                              |
| pictogramme 89 · Accessible aux personnes à mobilité réduite  | Autre : - Amplitudes horaires : La ligne 89 fonctionne du lundi au vendredi de 4 h 55 à 21 h 15, le samedi de 4 h 55 à 20 h 50 et le dimanche de 5 h 50 à 21 h 20 environ. - Date de dernière mise à jour : 7 novembre 2021. |                                                              |                                                              |                                                              |                                                              |                                                              |                                                              |                                                              |                                                              |
| pictogramme 89 · Accessible aux personnes à mobilité réduite  | Dernière actualisation : — |                                                              |                                                              |                                                              |                                                              |                                                              |                                                              |                                                              |                                                              |

#### Lignes 90 à 99
| Ligne                                                         | Caractéristiques | Caractéristiques                                   | Caractéristiques                                   | Caractéristiques                                   | Caractéristiques                                   | Caractéristiques                                   | Caractéristiques                                   | Caractéristiques                                   | Caractéristiques                                   |
| pictogramme 91 · Accessible aux personnes à mobilité réduite  | Métro la Timone ⥋ Les Caillols Hôpital | Métro la Timone ⥋ Les Caillols Hôpital             | Métro la Timone ⥋ Les Caillols Hôpital             | Métro la Timone ⥋ Les Caillols Hôpital             | Métro la Timone ⥋ Les Caillols Hôpital             | Métro la Timone ⥋ Les Caillols Hôpital             | Métro la Timone ⥋ Les Caillols Hôpital             | Métro la Timone ⥋ Les Caillols Hôpital             | Métro la Timone ⥋ Les Caillols Hôpital             |
| ------------------------------------------------------------- | --- | -------------------------------------------------- | -------------------------------------------------- | -------------------------------------------------- | -------------------------------------------------- | -------------------------------------------------- | -------------------------------------------------- | -------------------------------------------------- | -------------------------------------------------- |
| pictogramme 91 · Accessible aux personnes à mobilité réduite  | Ouverture / Fermeture 1er octobre 1911 / — | Longueur 10 km                                     | Durée 34 min                                       | Nb. d’arrêts 42                                    | Matériel GX 327 Citaro                             | Jours de fonctionnement L, Ma, Me, J, V, S, D      | Jour / Soir / Nuit / Fêtes O / N / N / O           | Voy. / an —                                        | Dépôt Saint-Pierre                                 |
| pictogramme 91 · Accessible aux personnes à mobilité réduite  | Desserte : - Arrondissements desservis : 5e, 10e, 11e et 12e - Stations et gares desservies : La Timone , La Pomme , Les Caillols - Arrêts desservis dans les deux sens : Hôpital de la Timone, Jean Moulin Baille, Jean Moulin Facultés, Jean Moulin Ste Baume, Place Vincent Pignol, Timone Bœuf, Timone Belvédère, Cabassud Timone, Cabassud Lauze, Pont de Vivaux Hippodrome, Rolland Icard, Rolland Gymnase, Lycée Ampère, St Loup Florian, Lombard Bezombes, Lombard Rebattu, Lombard Lauze, Gare de la Pomme, Follereau la Pomme, Les Caillols Centre Urbain, Booth Lecache, Booth la Moularde, Les Cigalons, Collet des Comtes, Les Libérateurs - Desservis en direction des Caillols Hôpital : Timone Gorde, Timone Marie, Del Bello Aubépine, Fifi Turin, Pont de Vivaux Tonkin, Bianco Florian, Bianco Mazenode, Lombard Parette, La Rouguière - Desservis en direction du Métro la Timone : La Pomme Campanules, Bezombes, La Mazenode, Florian Lauze, Fifi Turin Capelette, Fifi Turin Aubépine |                                                    |                                                    |                                                    |                                                    |                                                    |                                                    |                                                    |                                                    |
| pictogramme 91 · Accessible aux personnes à mobilité réduite  | Autre : - Amplitudes horaires : La ligne 91 fonctionne tous les jours de 5 h à 21 h 28 environ. - Particularités : Desserte du lycée de la Cadenelle et du stade des Caillols du lundi au vendredi à certaines heures. - Histoire : Avant l'ouverture du tramway, la ligne 91 était limitée à La Pomme. Depuis, la ligne est prolongée jusqu’aux Caillols Hôpital en remplacement de la ligne 14 qui avait les mêmes terminus mais qui passait par St Pierre et la Grognarde, et constitue les deux tiers de son tracé tout en conservant la desserte habituelle de Pont de Vivaux et de St Loup. - Date de dernière mise à jour : 13 février 2022. |                                                    |                                                    |                                                    |                                                    |                                                    |                                                    |                                                    |                                                    |
| pictogramme 91 · Accessible aux personnes à mobilité réduite  | Dernière actualisation : — |                                                    |                                                    |                                                    |                                                    |                                                    |                                                    |                                                    |                                                    |
| pictogramme 95 · Accessible aux personnes à mobilité réduite  | Navette Estaque | Navette Estaque                                    | Navette Estaque                                    | Navette Estaque                                    | Navette Estaque                                    | Navette Estaque                                    | Navette Estaque                                    | Navette Estaque                                    | Navette Estaque                                    |
| pictogramme 95 · Accessible aux personnes à mobilité réduite  | (Circulaire) Estaque Port ⥋ via Rochers de l'Estaque |                                                    |                                                    |                                                    |                                                    |                                                    |                                                    |                                                    |                                                    |
| pictogramme 95 · Accessible aux personnes à mobilité réduite  | Ouverture / Fermeture 25 janvier 2010 / — | Longueur 8,5 km                                    | Durée 19 min                                       | Nb. d’arrêts 21                                    | Matériel Sprinter                                  | Jours de fonctionnement L, Ma, Me, J, V, S         | Jour / Soir / Nuit / Fêtes O / N / N / O           | Voy. / an —                                        | Dépôt Arenc                                        |
| pictogramme 95 · Accessible aux personnes à mobilité réduite  | Desserte : - Arrondissements desservis : 16e - Stations et gares desservies : L'Estaque - Arrêts desservis : Fontaine des Tuiles, Littoral Sacomane, Fenouil Cerisier, Fenouil écoles, Fenouil le Pelletier, L’Estaque, La Nerthe Marinier, Marinier Grotte, La Nerthe Mistral, Pichou Galinette, Pichou Luzzatti, Pichou Miramare, Pichou Villa Bellevue, Pichou Rivalant, Campagne bleue, Cézanne Pichou, Cézanne Marinier, Le Marinier, Rocher Belvédère |                                                    |                                                    |                                                    |                                                    |                                                    |                                                    |                                                    |                                                    |
| pictogramme 95 · Accessible aux personnes à mobilité réduite  | Autre : - Amplitudes horaires : La ligne 95 fonctionne du lundi au vendredi de 6 h 45 à 18 h 24 et le samedi de 6 h 45 à 13 h 49 environ. - Particularités : Lors de la période d'avril à octobre, le service est assuré par la ligne qui démarre de Espace Mistral. - Date de dernière mise à jour : 28 avril 2013. |                                                    |                                                    |                                                    |                                                    |                                                    |                                                    |                                                    |                                                    |
| pictogramme 95 · Accessible aux personnes à mobilité réduite  | Dernière actualisation : — |                                                    |                                                    |                                                    |                                                    |                                                    |                                                    |                                                    |                                                    |
| pictogramme 95S · Accessible aux personnes à mobilité réduite | Navette Estaque | Navette Estaque                                    | Navette Estaque                                    | Navette Estaque                                    | Navette Estaque                                    | Navette Estaque                                    | Navette Estaque                                    | Navette Estaque                                    | Navette Estaque                                    |
| pictogramme 95S · Accessible aux personnes à mobilité réduite | (Circulaire) Espace Mistral ⥋ via Rochers de l'Estaque |                                                    |                                                    |                                                    |                                                    |                                                    |                                                    |                                                    |                                                    |
| pictogramme 95S · Accessible aux personnes à mobilité réduite | Ouverture / Fermeture 29 avril 2013 / — | Longueur 9,6 km                                    | Durée 21 min                                       | Nb. d’arrêts 23                                    | Matériel Sprinter                                  | Jours de fonctionnement L, Ma, Me, J, V, S         | Jour / Soir / Nuit / Fêtes O / N / N / O           | Voy. / an —                                        | Dépôt Arenc                                        |
| pictogramme 95S · Accessible aux personnes à mobilité réduite | Desserte : - Arrondissements desservis : 16e - Stations et gares desservies : Gare et port de l'Estaque - Arrêts desservis : Estaque village, Estaque port, Fontaine des Tuiles, Littoral Sacomane, Fenouil Cerisier, Fenouil écoles, Fenouil le Pelletier, L’Estaque, La Nerthe Marinier, Marinier Grotte, La Nerthe Mistral, Pichou Galinette, Pichou Luzzatti, Pichou Miramare, Pichou Villa Bellevue, Pichou Rivalant, Campagne bleue, Cézanne Pichou, Cézanne Marinier, Le Marinier, Rocher Belvédère |                                                    |                                                    |                                                    |                                                    |                                                    |                                                    |                                                    |                                                    |
| pictogramme 95S · Accessible aux personnes à mobilité réduite | Autre : - Amplitudes horaires : La ligne 95S fonctionne du lundi au vendredi de 6 h 45 à 18 h 26 et le samedi de 6 h 45 à 13 h 51 environ. - Particularités : En service lors de la période des navettes maritimes, c'est-à-dire d'avril à octobre. - Date de dernière mise à jour : 28 avril 2013. |                                                    |                                                    |                                                    |                                                    |                                                    |                                                    |                                                    |                                                    |
| pictogramme 95S · Accessible aux personnes à mobilité réduite | Dernière actualisation : — |                                                    |                                                    |                                                    |                                                    |                                                    |                                                    |                                                    |                                                    |
| pictogramme 96 · Accessible aux personnes à mobilité réduite  | L'Estaque ⥋ Hôpital Nord | L'Estaque ⥋ Hôpital Nord                           | L'Estaque ⥋ Hôpital Nord                           | L'Estaque ⥋ Hôpital Nord                           | L'Estaque ⥋ Hôpital Nord                           | L'Estaque ⥋ Hôpital Nord                           | L'Estaque ⥋ Hôpital Nord                           | L'Estaque ⥋ Hôpital Nord                           | L'Estaque ⥋ Hôpital Nord                           |
| pictogramme 96 · Accessible aux personnes à mobilité réduite  | Ouverture / Fermeture 20 octobre 1996 / — | Longueur 13 km                                     | Durée 35 min                                       | Nb. d’arrêts 32                                    | Matériel GX 327 Citaro                             | Jours de fonctionnement L, Ma, Me, J, V, S, D      | Jour / Soir / Nuit / Fêtes O / N / N / O           | Voy. / an —                                        | Dépôt Arenc                                        |
| pictogramme 96 · Accessible aux personnes à mobilité réduite  | Desserte : - Arrondissements desservis : 15e et 16e - Stations et gares desservies : L'Estaque , St Antoine - Arrêts desservis dans les deux sens : Gare de l’Estaque, Rabelais collège, Eydoux Monjarde, Eydoux Pelouque, Chemin du Passet, Pol Roux Rabelais, Roussin Labro, Roussin Maurras, Roussin Picaron, Roussin Cohen, Roussin Barnier, Grand Littoral Nord, Foresta, Plan d'Aou, Gare de St Antoine, St Antoine village, St Antoine Collet, St Antoine mairie, Les Fabrettes, Notre Dame Limite, Vallon d'Ol Bourrély, Parc Kalliste, La Bigotte, La Solidarité, Bourrély Granière, Hôpital Nord urgences, Faculté de médecine - Desservis en direction de l’Hôpital Nord : St Henri Chaîne, Gaston Castel - Desservi en direction de L’Estaque : Rabelais Roussin |                                                    |                                                    |                                                    |                                                    |                                                    |                                                    |                                                    |                                                    |
| pictogramme 96 · Accessible aux personnes à mobilité réduite  | Autre : - Amplitudes horaires : La ligne 96 fonctionne du lundi au samedi de 6 h 35 à 21 h et le dimanche de 7 h 30 à 20 h 10 environ. - Particularités : La ZAC Saumaty ainsi que les arrêts Roussin Labro et Roussin Maurras ne sont pas desservis le dimanche. - Date de dernière mise à jour : 20 octobre 2019. |                                                    |                                                    |                                                    |                                                    |                                                    |                                                    |                                                    |                                                    |
| pictogramme 96 · Accessible aux personnes à mobilité réduite  | Dernière actualisation : — |                                                    |                                                    |                                                    |                                                    |                                                    |                                                    |                                                    |                                                    |
| pictogramme 97 · Accessible aux personnes à mobilité réduite  | Canebière (Bourse) ⥋ Hôpital Nord via autoroute A7 | Canebière (Bourse) ⥋ Hôpital Nord via autoroute A7 | Canebière (Bourse) ⥋ Hôpital Nord via autoroute A7 | Canebière (Bourse) ⥋ Hôpital Nord via autoroute A7 | Canebière (Bourse) ⥋ Hôpital Nord via autoroute A7 | Canebière (Bourse) ⥋ Hôpital Nord via autoroute A7 | Canebière (Bourse) ⥋ Hôpital Nord via autoroute A7 | Canebière (Bourse) ⥋ Hôpital Nord via autoroute A7 | Canebière (Bourse) ⥋ Hôpital Nord via autoroute A7 |
| pictogramme 97 · Accessible aux personnes à mobilité réduite  | Ouverture / Fermeture 4 septembre 1978 / — | Longueur 13,9 km                                   | Durée 23 min                                       | Nb. d’arrêts 18                                    | Matériel Citaro                                    | Jours de fonctionnement L, Ma, Me, J, V, S, D      | Jour / Soir / Nuit / Fêtes O / O / N / O           | Voy. / an —                                        | Dépôt La Rose                                      |
| pictogramme 97 · Accessible aux personnes à mobilité réduite  | Desserte : - Arrondissements desservis : 1er, 2e, 3e et 15e - Stations et gares desservies : Vieux Port , Belsunce Alcazar , Colbert , Jules Guesde - Arrêts desservis dans les deux sens : Barbusse Colbert, Métro Colbert hôtel de région, Place Jules Guesde, Notre Dame Limite, Vallon d'Ol Bourrély, Parc Kalliste, La Bigotte, La Solidarité, Bourrély Granière, Hôpital Nord urgences, Faculté de médecine - Desservis en direction de l’Hôpital Nord : Pelletan Marceau, Bourrély Dramard, Hôpital Édouard Toulouse - Desservis en direction de Canebière (Bourse) : Les Fabrettes, Blidah St Lazare |                                                    |                                                    |                                                    |                                                    |                                                    |                                                    |                                                    |                                                    |
| pictogramme 97 · Accessible aux personnes à mobilité réduite  | Autre : - Amplitudes horaires : La ligne 97 fonctionne du lundi au samedi de 4 h 32 à 1 h et le dimanche de 7 h à 1 h environ. - Particularités : - En direction du centre-ville le départ s'effectue à la Solidarité lors du premier service. - De 6 h (7 h le dimanche) à 16 h, la ligne 97 dessert directement le terminus avant de faire le détour par Notre Dame Limite et le chemin des Bourrély pour y faire terminus. - Certains services sont assurés par la ligne expresse 97J entre les deux terminus sans desservir aucun arrêt. - Date de dernière mise à jour : 1er juin 2025. |                                                    |                                                    |                                                    |                                                    |                                                    |                                                    |                                                    |                                                    |
| pictogramme 97 · Accessible aux personnes à mobilité réduite  | Dernière actualisation : — |                                                    |                                                    |                                                    |                                                    |                                                    |                                                    |                                                    |                                                    |
| pictogramme 98 · Accessible aux personnes à mobilité réduite  | Métro Gèze ⥋ Saint-Antoine via autoroute A55 | Métro Gèze ⥋ Saint-Antoine via autoroute A55       | Métro Gèze ⥋ Saint-Antoine via autoroute A55       | Métro Gèze ⥋ Saint-Antoine via autoroute A55       | Métro Gèze ⥋ Saint-Antoine via autoroute A55       | Métro Gèze ⥋ Saint-Antoine via autoroute A55       | Métro Gèze ⥋ Saint-Antoine via autoroute A55       | Métro Gèze ⥋ Saint-Antoine via autoroute A55       | Métro Gèze ⥋ Saint-Antoine via autoroute A55       |
| pictogramme 98 · Accessible aux personnes à mobilité réduite  | Ouverture / Fermeture 16 décembre 2019 / — | Longueur 7,6 km                                    | Durée 15 min                                       | Nb. d’arrêts 11                                    | Matériel Citaro                                    | Jours de fonctionnement L, Ma, Me, J, V, S         | Jour / Soir / Nuit / Fêtes O / N / N / O           | Voy. / an —                                        | Dépôt Arenc                                        |
| pictogramme 98 · Accessible aux personnes à mobilité réduite  | Desserte : - Arrondissements desservis : 2e, 15e et 16e - Stations et gares desservies : Gèze - Arrêts desservis : Cap Pinède Lyon, Aristarché, Grand Littoral Sud, La Castellane écoles, La Castellane, Traverse de la Barre, La Bricarde, Montée Graille, Bd Falcot |                                                    |                                                    |                                                    |                                                    |                                                    |                                                    |                                                    |                                                    |
| pictogramme 98 · Accessible aux personnes à mobilité réduite  | Autre : - Amplitudes horaires : La ligne 98 fonctionne du lundi au samedi de 6 h 45 à 19 h 15 environ. - Particularités : La ligne est exploitée en autobus articulés le samedi. - Date de dernière mise à jour : 25 avril 2025. |                                                    |                                                    |                                                    |                                                    |                                                    |                                                    |                                                    |                                                    |
| pictogramme 98 · Accessible aux personnes à mobilité réduite  | Dernière actualisation : — |                                                    |                                                    |                                                    |                                                    |                                                    |                                                    |                                                    |                                                    |

#### Lignes 100 à 149
| Ligne                                                         | Caractéristiques | Caractéristiques                              | Caractéristiques                              | Caractéristiques                              | Caractéristiques                              | Caractéristiques                              | Caractéristiques                              | Caractéristiques                              | Caractéristiques                              |
| pictogramme 107 ·                                             | Métro La Fourragère ⥋ Allauch – Village | Métro La Fourragère ⥋ Allauch – Village       | Métro La Fourragère ⥋ Allauch – Village       | Métro La Fourragère ⥋ Allauch – Village       | Métro La Fourragère ⥋ Allauch – Village       | Métro La Fourragère ⥋ Allauch – Village       | Métro La Fourragère ⥋ Allauch – Village       | Métro La Fourragère ⥋ Allauch – Village       | Métro La Fourragère ⥋ Allauch – Village       |
| ------------------------------------------------------------- | --- | --------------------------------------------- | --------------------------------------------- | --------------------------------------------- | --------------------------------------------- | --------------------------------------------- | --------------------------------------------- | --------------------------------------------- | --------------------------------------------- |
| pictogramme 107 ·                                             | Ouverture / Fermeture 7 juillet 2025 / — | Longueur 8,9 km                               | Durée 42 min                                  | Nb. d’arrêts 27                               | Matériel GX 327 GX 337 Citaro ie bus 12 7900  | Jours de fonctionnement L, Ma, Me, J, V, S, D | Jour / Soir / Nuit / Fêtes O / N / N / O      | Voy. / an —                                   | Dépôt La Rose                                 |
| pictogramme 107 ·                                             | Desserte : - Arrondissements et communes desservis : Marseille (12e) et Allauch - Stations et gares desservies : La Fourragère - Arrêts desservis : St Julien Kaddouz, Les Lierres, St Julien Kalliste, Beaumont Figone, Rougemont, St Julien Helvétie, St Julien St Pons, St Julien Comtesse, Fernandel Maroc, Fernandel Diable, Les 3 Lucs Marionne, Les 3 Lucs Germaine, Les 3 Lucs, Les 3 Lucs Salette, Les 3 Lucs Chante Cigale, Les 3 Lucs Enco de Botte, Lycée Monte Cristo, Provence Enco de Botte, Provence Aubagnens, Giono Provence, Giono Bauquière, Giono Moulins, Giono Roque, CCAS d’Allauch, St Roch |                                               |                                               |                                               |                                               |                                               |                                               |                                               |                                               |
| pictogramme 107 ·                                             | Autre : - Amplitudes horaires : La ligne 107 fonctionne du lundi au samedi de 5 h 30 à 21 h et le dimanche de 6 h à 21 h environ. - Histoire : Cette ligne remplace en partie la ligne 7T qui reliait Foch 5 Avenues au Golf d’Allauch (anciennement Barbaraou) désormais desservi par la nouvelle ligne 64. - Date de dernière mise à jour : 6 juillet 2025. |                                               |                                               |                                               |                                               |                                               |                                               |                                               |                                               |
| pictogramme 107 ·                                             | Dernière actualisation : — |                                               |                                               |                                               |                                               |                                               |                                               |                                               |                                               |
| pictogramme 121 · Accessible aux personnes à mobilité réduite | Navette Septèmes | Navette Septèmes                              | Navette Septèmes                              | Navette Septèmes                              | Navette Septèmes                              | Navette Septèmes                              | Navette Septèmes                              | Navette Septèmes                              | Navette Septèmes                              |
| pictogramme 121 · Accessible aux personnes à mobilité réduite | Hôpital Nord ⥋ Septèmes-les-Vallons – Centre |                                               |                                               |                                               |                                               |                                               |                                               |                                               |                                               |
| pictogramme 121 · Accessible aux personnes à mobilité réduite | Ouverture / Fermeture 15 décembre 2003 / — | Longueur 26,9 km                              | Durée 57 min                                  | Nb. d’arrêts 27                               | Matériel Sprinter                             | Jours de fonctionnement L, Ma, Me, J, V, S    | Jour / Soir / Nuit / Fêtes O / N / N / O      | Voy. / an —                                   | Dépôt Pont de l’Arc                           |
| pictogramme 121 · Accessible aux personnes à mobilité réduite | Desserte : - Arrondissements et communes desservis : Marseille (15e) et Septèmes-les-Vallons - Stations et gares desservies : Septèmes - Arrêts desservis : Notre Dame Limite, Notre Dame Fasano, La Rougière, Vallon de la Rougière, Pinèdes Rougière, Hauts de la Rougière, Septèmes Sud, Septèmes Gare, Les Caillols, Les Peyrets Fabrégoules, Mandela crèche, Mandela l'Arlésienne, Tubié Sauze, Grand Pavois, ZA de la haute Bédoule, École Castors Isabella, Castors Isabella Sud, Castors Isabella, Vallon de la Gazelle, Chêne Vert, Cimetière Nord, Cimetière Sud, Eugène Michel, Autoroute EDF, Autoroute Tourelle, La Gavotte Peyret, Langevin Wallon, Traverse des Fraises, Les Fabrettes, Tuves Bosphore, Pont du Canal, Les Peyrards Placette, Les Peyrards Chasseur, Les Mazets                                                                                   |                                               |                                               |                                               |                                               |                                               |                                               |                                               |                                               |
| pictogramme 121 · Accessible aux personnes à mobilité réduite | Autre : - Amplitudes horaires : La ligne 121 fonctionne du lundi au vendredi de 6 h 45 à 19 h 5 et le samedi de 7 h 43 à 15 h 33 environ. - Particularités : Dessertes différentes selon les heures. Précédemment exploitée par la RDT13, cette dernière ayant fusionné avec la RTM au 1er janvier 2024. - Date de dernière mise à jour : 2 avril 2017. |                                               |                                               |                                               |                                               |                                               |                                               |                                               |                                               |
| pictogramme 121 · Accessible aux personnes à mobilité réduite | Dernière actualisation : — |                                               |                                               |                                               |                                               |                                               |                                               |                                               |                                               |
| pictogramme 122 · Accessible aux personnes à mobilité réduite | Navette Septèmes | Navette Septèmes                              | Navette Septèmes                              | Navette Septèmes                              | Navette Septèmes                              | Navette Septèmes                              | Navette Septèmes                              | Navette Septèmes                              | Navette Septèmes                              |
| pictogramme 122 · Accessible aux personnes à mobilité réduite | Hôpital Nord ⥋ Septèmes-les-Vallons – Centre |                                               |                                               |                                               |                                               |                                               |                                               |                                               |                                               |
| pictogramme 122 · Accessible aux personnes à mobilité réduite | Ouverture / Fermeture 15 décembre 2003 / — | Longueur 26,9 km                              | Durée 57 min                                  | Nb. d’arrêts 26                               | Matériel Sprinter                             | Jours de fonctionnement L, Ma, Me, J, V       | Jour / Soir / Nuit / Fêtes O / N / N / O      | Voy. / an —                                   | Dépôt Pont de l’Arc                           |
| pictogramme 122 · Accessible aux personnes à mobilité réduite | Desserte : - Arrondissements et communes desservis : Marseille (15e) et Septèmes-les-Vallons - Stations et gares desservies : Septèmes - Arrêts desservis : Les Mazets, Les Peyrards Chasseur, Les Peyrards Placette, Pont du Canal, Tuves Bosphore, Les Fabrettes, Traverse des Fraises, Langevin Wallon, La Gavotte Peyret, Les Tourelles, EDF, Eugène Michel, ZA de la Haute Bédoule, Castors Isabella, Castors Isabella Sud, Vallon de la Gazelle, Chêne Vert, Cimetière Nord, Cimetière Sud, Les Collines cimetière, Les Collines centre, Les Collines, Grand Pavois, Polysport Grand Pavois, La Grande Vigne, Lou Galoubet, Les Genêts, Tubié Barbusse, Mandela école, Mandéla crèche, Les Peyrets Fabrégoules, Les Caillols, Septèmes gare, Septèmes Sud, Hauts de la Rougière, Pinède Rougière, Vallon de la Rougière, La Rougière, Notre Dame Fasano, Notre Dame Limite |                                               |                                               |                                               |                                               |                                               |                                               |                                               |                                               |
| pictogramme 122 · Accessible aux personnes à mobilité réduite | Autre : - Amplitudes horaires : La ligne 122 fonctionne du lundi au vendredi de 6 h 52 à 19 h 5 environ. - Particularités : Dessertes différentes selon les heures. Service assuré par la ligne 121 le samedi. Précédemment exploitée par la RDT13, cette dernière ayant fusionné avec la RTM au 1er janvier 2024. - Date de dernière mise à jour : 2 avril 2017. |                                               |                                               |                                               |                                               |                                               |                                               |                                               |                                               |
| pictogramme 122 · Accessible aux personnes à mobilité réduite | Dernière actualisation : — |                                               |                                               |                                               |                                               |                                               |                                               |                                               |                                               |
| pictogramme 142 · Accessible aux personnes à mobilité réduite | Métro La Rose ⥋ Allauch – La Fève | Métro La Rose ⥋ Allauch – La Fève             | Métro La Rose ⥋ Allauch – La Fève             | Métro La Rose ⥋ Allauch – La Fève             | Métro La Rose ⥋ Allauch – La Fève             | Métro La Rose ⥋ Allauch – La Fève             | Métro La Rose ⥋ Allauch – La Fève             | Métro La Rose ⥋ Allauch – La Fève             | Métro La Rose ⥋ Allauch – La Fève             |
| pictogramme 142 · Accessible aux personnes à mobilité réduite | Ouverture / Fermeture 2 mai 1987 / — | Longueur 7,8 km                               | Durée 15 min                                  | Nb. d’arrêts 23                               | Matériel Crossway LE City Citaro              | Jours de fonctionnement L, Ma, Me, J, V, S, D | Jour / Soir / Nuit / Fêtes O / N / N / O      | Voy. / an —                                   | Dépôt La Rose (SUMA)                          |
| pictogramme 142 · Accessible aux personnes à mobilité réduite | Desserte : - Arrondissements et communes desservis : Marseille (13e), Allauch et Plan-de-Cuques - Stations et gares desservies : La Rose - Arrêts desservis : Val Plan, Les Vieux Cyprès, Einstein Monnet, Einstein Athéna, Collège Malraux, Einstein parking relais, Bara Einstein, Giono Messidor, Giono Libération, Plan de Cuques Mairie, Plan de Cuques église, Les Moisserons, Mistral Pasteur, L'Élysée, L'Hermitage, Bon Rencontre, Les Chanauds, Le Logis Neuf Allende, Le Logis Neuf, La Bourdonnière, Mas des Oliviers |                                               |                                               |                                               |                                               |                                               |                                               |                                               |                                               |
| pictogramme 142 · Accessible aux personnes à mobilité réduite | Autre : - Amplitudes horaires : La ligne 142 fonctionne du lundi au samedi de 4 h 45 à 21 h 23 et le dimanche de 6 h à 21 h 30 environ. - Particularités : Garée au dépôt de La Rose, mais ligne affrétée à SNT SUMA. - Modifications à venir : Dès le 7 juillet 2025, la ligne 142 sera déviée par la rue Albert-Einstein et l’avenue Jean-Giono en remplacement de la ligne 142Jet supprimée. - Date de dernière mise à jour : 6 juillet 2025. |                                               |                                               |                                               |                                               |                                               |                                               |                                               |                                               |
| pictogramme 142 · Accessible aux personnes à mobilité réduite | Dernière actualisation : — |                                               |                                               |                                               |                                               |                                               |                                               |                                               |                                               |
| pictogramme 144 · Accessible aux personnes à mobilité réduite | Marseille – Métro La Rose ⥋ Allauch – Village | Marseille – Métro La Rose ⥋ Allauch – Village | Marseille – Métro La Rose ⥋ Allauch – Village | Marseille – Métro La Rose ⥋ Allauch – Village | Marseille – Métro La Rose ⥋ Allauch – Village | Marseille – Métro La Rose ⥋ Allauch – Village | Marseille – Métro La Rose ⥋ Allauch – Village | Marseille – Métro La Rose ⥋ Allauch – Village | Marseille – Métro La Rose ⥋ Allauch – Village |
| pictogramme 144 · Accessible aux personnes à mobilité réduite | Ouverture / Fermeture 2 mai 1987 / — | Longueur 6,6 km                               | Durée 12 min                                  | Nb. d’arrêts 28                               | Matériel Crossway LE City Citaro              | Jours de fonctionnement L, Ma, Me, J, V, S, D | Jour / Soir / Nuit / Fêtes O / O / N / O      | Voy. / an —                                   | Dépôt La Rose (SUMA)                          |
| pictogramme 144 · Accessible aux personnes à mobilité réduite | Desserte : - Arrondissements et communes desservis : Marseille (13e) et Allauch - Stations et gares desservies : La Rose - Arrêts desservis : La Rose poste, La Grave La Rose, La Rose, La Rose Bd Neuf, Croix Rouge Val Plan, La Bégude, Bégude Sud, La Ravelle, La Croix Rouge église, La Croix Rouge, Delprat Vallon Vert, Les Bartavelles, La Louise, La Pounche les Ourmes, Quartier de la Pounche, Les Toits de la Pounche, Les écoles, Cantons Rouges, Collège Yves Montand, Le Bocage, La Tirane, Hôpital Mille Écus, Henri Tasso, Le Grand Puits Pie d'Autry, Les Cigales, St Roch |                                               |                                               |                                               |                                               |                                               |                                               |                                               |                                               |
| pictogramme 144 · Accessible aux personnes à mobilité réduite | Autre : - Amplitudes horaires : La ligne 144 fonctionne du lundi au samedi de 5 h 30 à 1 h et le dimanche de 6 h 40 à 1 h environ. - Particularités : Garée au dépôt de La Rose, mais ligne affrétée à SNT SUMA. - Date de dernière mise à jour : 6 juillet 2025. |                                               |                                               |                                               |                                               |                                               |                                               |                                               |                                               |
| pictogramme 144 · Accessible aux personnes à mobilité réduite | Dernière actualisation : — |                                               |                                               |                                               |                                               |                                               |                                               |                                               |                                               |

### Lignes scolaires
Il s’agit de lignes principalement dédiées au ramassage scolaire fonctionnant du lundi au vendredi aux heures d’entrées et de sorties durant les périodes scolaires.
Jusqu’en 2021, ces lignes furent des déclinaisons des principales lignes desservant les établissements scolaires et se terminaient avec l’indice "A", "-1A" ou "-4A" (exemple : 83A, 83-1A et 83-4A pour la ligne 83). Depuis la rentrée 2021, elles sont devenues indépendantes et renommées en "Sx" car la lettre S signifie scolaire.
Les lignes de bus des collines BC4 et BC5 échappent à cette règle en ayant remplacé en 2020 les lignes 142A et 143A respectivement. Dès la rentrée 2022 est venue, en plus d’une refonte des itinéraires de ces deux mêmes lignes, s’ajouter la création d’une ligne BC6. Dès le 7 juillet 2025, ces trois lignes sont supprimées et remplacées par les lignes 1100, 1200 et 1300 au départ et en direction des principaux établissements scolaires des communes d’Allauch et de Plan-de-Cuques.
| Ligne | Tracé                                                                                    | Exploitant   | Période         |
| ----- | ---------------------------------------------------------------------------------------- | ------------ | --------------- |
| S1    | Collège Vallon des Pins ↔️ Hôpital Nord ↔️ La Solidarité                                 | Transcool 13 | L, Ma, Me, J, V |
| S2    | Collège Jean Giono ↔ Lycée Antonin Artaud ↔ St Mitre ↔ La Batarelle                      | Transcool 13 | L, Ma, Me, J, V |
| S3    | Collège André Malraux ↔️ Lycée Antonin Artaud ↔️ St Mitre ↔️ Château Gombert ↔ La Parade | Transcool 13 | L, Ma, Me, J, V |
| S4    | St Julien ↔ Beaumont ↔️ Bois Luzy ↔️ La Fourragère ↔️ Lycée Nelson Mandela               | Transcool 13 | L, Ma, Me, J, V |
| S5    | Métro La Fourragère ↔ Les Caillols ↔ La Pomme ↔ St Loup ↔ Lycée Jean Perrin              | Transcool 13 | L, Ma, Me, J, V |
| S6    | Lycée Monte Cristo ↔ Les Trois-Lucs ↔ La Valentine ↔ Les Camoins ↔ La Treille            | Transcool 13 | L, Ma, Me, J, V |
| S7    | Place de la Corderie ↔ Corniche ↔ Vieille Chapelle ↔ Lycée Marseilleveyre                | Transcool 13 | L, Ma, Me, J, V |
| S8    | Lycée Marseilleveyre ↔ Pointe Rouge ↔ Madrague de Montredon                              | Azur Évasion | L, Ma, Me, J, V |
| 1100  | (Circulaire) Lycée Monte Cristo ↔ via Allauch et Plan-de-Cuques                          | Transcool 13 | L, Ma, Me, J, V |
| 1200  | (Circulaire) Collège Yves Montand ↔ via Allauch et Plan-de-Cuques                        | Transcool 13 | L, Ma, Me, J, V |
| 1300  | Lycée Antonin Artaud ↔ Plan de Cuques ↔ La Montade                                       | Transcool 13 | L, Ma, Me, J, V |

Plus de détails sur le site de la RTM : renforts des lignes de bus en périodes scolaires.

### Ligne «Spécial MDM»
En 2019, Marsactu révèle l'existence d'une ligne de bus « Spécial MDM », reliant la place Castellane à la Madrague de Montredon sans desservir les plages, et dont le trajet et les horaires ne sont pas diffusés par la RTM. L'opposition y voit une preuve de clientélisme,. Marsactu retrace l'histoire de cette ligne créée sous la mandature de Jean-Claude Gaudin à la communauté urbaine, et initialement surnommée « clandestine »; à partir de 2008, elle a sa fiche horaire, mais celle ci n'est divulguée qu'aux comités d'intérêt de quartier. La ligne n’est plus active à l’été 2020.

### Fluobus

#### Présentation
Le premier service « théâtres et de nuit » par autobus débute en 1949, en remplacement des lignes de tramway d'alors, et perdure après 1960 et la disparition du tramway. Avant la mise en service de la première ligne de métro, 28 lignes de bus desservent Marseille de 21 h à 0 h 30, puis 30 lignes à partir de 1980.
En mars 1981, la RTM réorganise le réseau de nuit autour de treize lignes dont la majeure partie ont un départ simultané au Centre Bourse. Ces lignes sont numérotés avec des lettres (A, B, C, D, E, H, K, L, N, R, T, auxquelles s'ajoutent les lignes 1/11 et 40), inscrites en lettres orange sur fond noir sur les bandeaux des autobus.
Le climat d'insécurité dans le métro pousse la RTM à le fermer à 21 h et à le remplacer, ainsi que le tramway 68 par un réseau de bus en soirée, « Fluobus ». Puis, en 1994, l'ensemble du réseau de bus de nuit est réorganisé et placé sous la bannière « Fluobus ». Les lignes sont toujours numérotées par des lettres, mais en vert sur fond noir.
Puis, en 1997, le réseau « Fluobus » est de nouveau réorganisé autour de onze lignes numérotées en 5-- excepté une ligne, la suburbaine 142 (devenue 145 en 2009) qui, étant créée en 1994, est intégrée à ce nouveau réseau en desservant les communes d’Allauch et Plan-de-Cuques. S’est ajoutée le 7 janvier 2013 la ligne 582 qui dessert exclusivement le centre-ville. Le 1er septembre 2014 à la suite de l’arrivée des lignes à haut niveau de service, une nouvelle ligne nommée B3 est créée en remplacement de la ligne 541. Le 1er juin 2024, les autres lignes de BHNS (B1 et B2) ainsi que les lignes 19, 20, 23, 72 et 83 fonctionnant déjà en journée intègrent le réseau en remplacement des lignes 521, 526 et 583 et une nouvelle ligne à la demande est créée : la ligne 59. Le 2 juin 2025, la ligne 97 intègre également ce réseau ainsi que la ligne 144 dès le 7 juillet suivant en remplacement de la ligne 145.

#### Lignes exclusivement de soirée
Lignes exclusivement de soirée
| Ligne                                                             | Caractéristiques | Caractéristiques                                                         | Caractéristiques                                                         | Caractéristiques                                                         | Caractéristiques                                                         | Caractéristiques                                                         | Caractéristiques                                                         | Caractéristiques                                                         | Caractéristiques                                                         |
| pictogramme B3 nuit · Accessible aux personnes à mobilité réduite | Saint-Jérôme parking relais ⥋ Technopôle de Château-Gombert via Malpassé | Saint-Jérôme parking relais ⥋ Technopôle de Château-Gombert via Malpassé | Saint-Jérôme parking relais ⥋ Technopôle de Château-Gombert via Malpassé | Saint-Jérôme parking relais ⥋ Technopôle de Château-Gombert via Malpassé | Saint-Jérôme parking relais ⥋ Technopôle de Château-Gombert via Malpassé | Saint-Jérôme parking relais ⥋ Technopôle de Château-Gombert via Malpassé | Saint-Jérôme parking relais ⥋ Technopôle de Château-Gombert via Malpassé | Saint-Jérôme parking relais ⥋ Technopôle de Château-Gombert via Malpassé | Saint-Jérôme parking relais ⥋ Technopôle de Château-Gombert via Malpassé |
| ----------------------------------------------------------------- | --- | ------------------------------------------------------------------------ | ------------------------------------------------------------------------ | ------------------------------------------------------------------------ | ------------------------------------------------------------------------ | ------------------------------------------------------------------------ | ------------------------------------------------------------------------ | ------------------------------------------------------------------------ | ------------------------------------------------------------------------ |
| pictogramme B3 nuit · Accessible aux personnes à mobilité réduite | Ouverture / Fermeture 1er septembre 2014 / — | Longueur 8,1 km                                                          | Durée 21 min                                                             | Nb. d’arrêts 20                                                          | Matériel Citaro                                                          | Jours de fonctionnement L, Ma, Me, J, V, S, D                            | Jour / Soir / Nuit / Fêtes N / O / N / O                                 | Voy. / an —                                                              | Dépôt Saint-Pierre                                                       |
| pictogramme B3 nuit · Accessible aux personnes à mobilité réduite | Desserte : - Arrondissements desservis : 13e et 14e - Stations et gares desservies : La Rose , Frais-Vallon , Malpassé - Points d’intérêts desservis : Hôpital Laveran, Faculté des sciences de St Jérôme, IUT St Jérôme, Technopôle de Château Gombert : École centrale de Marseille, Polytech Marseille, École de conception et de maintenance logiciel - Arrêts desservis : St Jérôme IUT, St Jérôme Faculté, Les Lilas, Les Oliviers, Les Lauriers, Hôpital Laveran, Laveran Diderot, Malpassé, Métro Malpassé, La Rose Fuveau, La Rose Village, La Grave la Rose, La Rose poste, Métro La Rose, Les Vieux Cyprès, Technopôle Centrale Marseille, Technopôle Polytech Marseille, Néel, Leprince Ringuet, Miège |                                                                          |                                                                          |                                                                          |                                                                          |                                                                          |                                                                          |                                                                          |                                                                          |
| pictogramme B3 nuit · Accessible aux personnes à mobilité réduite | Autre : - Amplitudes horaires : La ligne B3 fonctionne tous les soirs de 21 h à 0 h 30 environ. - Histoire : Cette ligne ainsi que le métro reprennent en grande partie le tracé de la ligne 541 supprimée le jour de l'ouverture de la B3 de nuit. Dès la mise en service complète de la ligne B3 à l’horizon 2026 qui interviendra en même temps que celle de la ligne B4 et qui remplacera les lignes B3A et B3B, elle fusionnera avec pour un service continu de journée et de soirée. - Date de dernière mise à jour : 2 novembre 2016. |                                                                          |                                                                          |                                                                          |                                                                          |                                                                          |                                                                          |                                                                          |                                                                          |
| pictogramme B3 nuit · Accessible aux personnes à mobilité réduite | Dernière actualisation : — |                                                                          |                                                                          |                                                                          |                                                                          |                                                                          |                                                                          |                                                                          |                                                                          |
| pictogramme 59 · Accessible aux personnes à mobilité réduite      | lebus à la demande | lebus à la demande                                                       | lebus à la demande                                                       | lebus à la demande                                                       | lebus à la demande                                                       | lebus à la demande                                                       | lebus à la demande                                                       | lebus à la demande                                                       | lebus à la demande                                                       |
| pictogramme 59 · Accessible aux personnes à mobilité réduite      | Vieux Port Ballard ⥋ Colline de la Garde |                                                                          |                                                                          |                                                                          |                                                                          |                                                                          |                                                                          |                                                                          |                                                                          |
| pictogramme 59 · Accessible aux personnes à mobilité réduite      | Ouverture / Fermeture 1er juin 2024 / — | Longueur —                                                               | Durée —                                                                  | Nb. d’arrêts 48                                                          | Matériel Sprinter                                                        | Jours de fonctionnement L, Ma, Me, J, V, S, D                            | Jour / Soir / Nuit / Fêtes N / O / N / O                                 | Voy. / an —                                                              | Dépôt Saint-Pierre                                                       |
| pictogramme 59 · Accessible aux personnes à mobilité réduite      | Desserte : - Arrondissements desservis : 1er, 6e et 7e - Stations et gares desservies : Vieux Port - Arrêts desservis : Amédée Autran, Ascenseur, Bompard, Bompard Beaulieu, Bompard Endoume, Bompard Fédéli, Bompard Rigaud, Breteuil Delanglade, Breteuil Dragon, Chantecler, Delanglade, Église d’Endoume, Endoume Bensa, Endoume Bompard, Endoume Taddéï, Endoume Tellène, Endoume Vallon des Auffes, Escalier Notre Dame, Esplanade, Fort du Sanctuaire, Fort du Sanctuaire Notre Dame, Guadeloupe Milly, Jardin de la Colonne, Jules Moulet Aune, Jules Moulet Dragon, Jules Moulet Notre Dame, Lacédémone Villas Paradis, Le Terrail, Lices Chaix, Martinique Guadeloupe, Martinique Pythagore, Montée de l’Oratoire, Notre Dame Dragon, Oratoire Gazzino, Place Colonel Édon, Place Joseph Étienne, Place St Eugène, Place Valère Bernard, Roucas Blanc, Roucas Blanc Émile Duployé, Roucas Estrangin, St Victor, Tellène Valentin, Vallon Jourdan, Vauban, Vauban Breteuil, Vieux Chemin d’Endoume |                                                                          |                                                                          |                                                                          |                                                                          |                                                                          |                                                                          |                                                                          |                                                                          |
| pictogramme 59 · Accessible aux personnes à mobilité réduite      | Autre : - Amplitudes horaires : La ligne 59 fonctionne tous les soirs de 21 h à 1 h avec un départ toutes les 30 minutes environ. - Particularités : Cette ligne est à la demande : la montée s’effectue à l’arrêt Vieux Port Ballard et chaque usager à bord peut, une fois le titre validé, demander au conducteur le nom de l’arrêt demandé parmi ceux listés ci-dessus dans l’ordre alphabétique. - Date de dernière mise à jour : 31 mai 2024. |                                                                          |                                                                          |                                                                          |                                                                          |                                                                          |                                                                          |                                                                          |                                                                          |
| pictogramme 59 · Accessible aux personnes à mobilité réduite      | Dernière actualisation : — |                                                                          |                                                                          |                                                                          |                                                                          |                                                                          |                                                                          |                                                                          |                                                                          |
| pictogramme 509 · Accessible aux personnes à mobilité réduite     | Canebière (Bourse) ⥋ Les Caillols Centre Urbain via Saint-Julien | Canebière (Bourse) ⥋ Les Caillols Centre Urbain via Saint-Julien         | Canebière (Bourse) ⥋ Les Caillols Centre Urbain via Saint-Julien         | Canebière (Bourse) ⥋ Les Caillols Centre Urbain via Saint-Julien         | Canebière (Bourse) ⥋ Les Caillols Centre Urbain via Saint-Julien         | Canebière (Bourse) ⥋ Les Caillols Centre Urbain via Saint-Julien         | Canebière (Bourse) ⥋ Les Caillols Centre Urbain via Saint-Julien         | Canebière (Bourse) ⥋ Les Caillols Centre Urbain via Saint-Julien         | Canebière (Bourse) ⥋ Les Caillols Centre Urbain via Saint-Julien         |
| pictogramme 509 · Accessible aux personnes à mobilité réduite     | Ouverture / Fermeture 1er décembre 1997 / — | Longueur 11,2 km                                                         | Durée 28 min                                                             | Nb. d’arrêts 57                                                          | Matériel GX 137                                                          | Jours de fonctionnement L, Ma, Me, J, V, S, D                            | Jour / Soir / Nuit / Fêtes N / O / N / O                                 | Voy. / an —                                                              | Dépôt Saint-Pierre                                                       |
| pictogramme 509 · Accessible aux personnes à mobilité réduite     | Desserte : - Arrondissements desservis : 1er, 4e, 11e et 12e - Stations et gares desservies : Vieux Port , Belsunce Alcazar , Colbert , Gare St Charles , Réformés Canebière , Foch Sakakini , La Fourragère , Les Caillols - Arrêts desservis : Barbusse Colbert, Métro Colbert, Nédelec Guesde, Nédélec Leclerc, Bourdet St Charles, Liberté Sembat, Grande Armée, Gambetta Réformés, Gambetta Athènes, Liberté Lafayette, Roosevelt Réformés, Collège Chape, Monte Cristo Camas, Monte Cristo Faria, Place Sébastopol, Sakakini Granoux, Stade Vallier, Duparc Blancarde, Blancarde Jeanne de Chantal, Blancarde Rougier, Blancarde Progin, St Barnabé Feuilleraie, Compassion, St Barnabé la Croix, St Julien Rameau, St Julien centre des impôts, Margaillan, Guey St Julien, Métro La Fourragère, Lycée l'Olivier, Kaddouz St Julien, Kaddouz Aiguillette, Kaddouz Sables Jaunes, Kaddouz Mazarade, Kaddouz Bourrely, Kaddouz Beaumont, Beaumont, Dumas Beaumont, Fauvettes Pinatel, Fauvettes Charleroi, Beaumont Pasteur, Beaumont avenue du 24 avril 1915, Beaumont Figone, St Julien Kalliste, Caillols Parini, Rosière Fournier, Caillols le Clos, Caillols Figone, Caillols Monette, Caillols Fort Fouque, Caillols vieux moulin, Caillols Provence, HLM Les Caillols, La Moularde, Booth la Moularde, Booth Lecache |                                                                          |                                                                          |                                                                          |                                                                          |                                                                          |                                                                          |                                                                          |                                                                          |
| pictogramme 509 · Accessible aux personnes à mobilité réduite     | Autre : - Amplitudes horaires : La ligne 509 fonctionne tous les soirs de 22 h à 0 h 45 environ. - Date de dernière mise à jour : 13 octobre 2019. |                                                                          |                                                                          |                                                                          |                                                                          |                                                                          |                                                                          |                                                                          |                                                                          |
| pictogramme 509 · Accessible aux personnes à mobilité réduite     | Dernière actualisation : — |                                                                          |                                                                          |                                                                          |                                                                          |                                                                          |                                                                          |                                                                          |                                                                          |
| pictogramme 518 · Accessible aux personnes à mobilité réduite     | Castellane ⥋ La Rouvière via Pont de Vivaux | Castellane ⥋ La Rouvière via Pont de Vivaux                              | Castellane ⥋ La Rouvière via Pont de Vivaux                              | Castellane ⥋ La Rouvière via Pont de Vivaux                              | Castellane ⥋ La Rouvière via Pont de Vivaux                              | Castellane ⥋ La Rouvière via Pont de Vivaux                              | Castellane ⥋ La Rouvière via Pont de Vivaux                              | Castellane ⥋ La Rouvière via Pont de Vivaux                              | Castellane ⥋ La Rouvière via Pont de Vivaux                              |
| pictogramme 518 · Accessible aux personnes à mobilité réduite     | Ouverture / Fermeture 1er décembre 1997 / — | Longueur 9,7 km                                                          | Durée 25 min                                                             | Nb. d’arrêts 38                                                          | Matériel Citaro                                                          | Jours de fonctionnement L, Ma, Me, J, V, S, D                            | Jour / Soir / Nuit / Fêtes N / O / N / O                                 | Voy. / an —                                                              | Dépôt Saint-Pierre                                                       |
| pictogramme 518 · Accessible aux personnes à mobilité réduite     | Desserte : - Arrondissements desservis : 6e, 9e et 10e - Stations et gares desservies : Castellane , Ste Marguerite - Arrêts desservis : Cantini Delphes, Delphes, Delphes Toulon, Toulon Isly, Toulon Hébert, Toulon Galinat, Capelette Rabatau, Lycée Brochier, Delessert, Capelette Curtel, Fifi Turin, Pont de Vivaux Hippodrome, Pont de Vivaux, Pont de Vivaux Fresnes, Pont de Vivaux Sidolle, Lycée Ampère, Rolland Gymnase, Rolland Icard, Rolland Pont de Vivaux, La Sauvagère, Pauline Ripert, Rolland Belle Ombre, Trinitaires Rolland, Trinitaires Huveaune, Métro Ste Marguerite Dromel, La Pugette, Ste Marguerite, Ste Marguerite Vauthier, Antide Boyer, Hôpital Salvator Paoli Calmettes, Hôpital Ste Marguerite, Grand pré, Le Cabot, Le Redon la Panouse, Allée des Pins |                                                                          |                                                                          |                                                                          |                                                                          |                                                                          |                                                                          |                                                                          |                                                                          |
| pictogramme 518 · Accessible aux personnes à mobilité réduite     | Autre : - Amplitudes horaires : La ligne 518 fonctionne tous les soirs de 22 h à 0 h 30 environ. - Date de dernière mise à jour : 7 juin 2024. |                                                                          |                                                                          |                                                                          |                                                                          |                                                                          |                                                                          |                                                                          |                                                                          |
| pictogramme 518 · Accessible aux personnes à mobilité réduite     | Dernière actualisation : — |                                                                          |                                                                          |                                                                          |                                                                          |                                                                          |                                                                          |                                                                          |                                                                          |
| pictogramme 530 · Accessible aux personnes à mobilité réduite     | Canebière (Bourse) ⥋ La Savine Les Pins | Canebière (Bourse) ⥋ La Savine Les Pins                                  | Canebière (Bourse) ⥋ La Savine Les Pins                                  | Canebière (Bourse) ⥋ La Savine Les Pins                                  | Canebière (Bourse) ⥋ La Savine Les Pins                                  | Canebière (Bourse) ⥋ La Savine Les Pins                                  | Canebière (Bourse) ⥋ La Savine Les Pins                                  | Canebière (Bourse) ⥋ La Savine Les Pins                                  | Canebière (Bourse) ⥋ La Savine Les Pins                                  |
| pictogramme 530 · Accessible aux personnes à mobilité réduite     | Ouverture / Fermeture 1er décembre 1997 / — | Longueur 11,6 km                                                         | Durée 32 min                                                             | Nb. d’arrêts 50                                                          | Matériel Citaro                                                          | Jours de fonctionnement L, Ma, Me, J, V, S, D                            | Jour / Soir / Nuit / Fêtes N / O / N / O                                 | Voy. / an —                                                              | Dépôt Saint-Pierre                                                       |
| pictogramme 530 · Accessible aux personnes à mobilité réduite     | Desserte : - Arrondissements desservis : 1er, 2e, 3e, 14e et 15e - Stations et gares desservies : Vieux Port , Belsunce Alcazar , Colbert , Jules Guesde , National , Ste Marthe , St Joseph-Le Castellas - Arrêts desservis : Barbusse Colbert, Métro Colbert hôtel de région, Place Jules Guesde, Pelletan Marceau, Paris Forbin, Place de Strasbourg, Strasbourg Amiens, Strasbourg Desaix, Strasbourg, National Loubon, National Pyat, National Jullien, Métro National, Auphan Pyat, Auphan Vaillant, Gibbes Plombières, Gibbes Bon Secours, Gibbes St Gabriel, Gibbes Moretti, Collège Clair Soleil, Moretti Ste Marthe, La Marine Bleue, Bertrandon, Ste Marthe le Camp, Ste Marthe Jourdan, Ste Marthe Vert Bois, Ste Marthe Peupliers, Ste Marthe, Nungesser, La Simiane, Tour Sainte, Coxe Massenet, Coxe mairie 13-14, St Joseph, St Joseph Les Lions, Le Castellas Les Lions, Le Castellas, La Sylve le Castellas, Les Aygalades, Bd de la Gare, Chemin de la Mûre, L'Hermitage Jean Moulin, Résidence les Borels, Les Borels, Tuves Bosphore, Savine Tuves, Le canal |                                                                          |                                                                          |                                                                          |                                                                          |                                                                          |                                                                          |                                                                          |                                                                          |
| pictogramme 530 · Accessible aux personnes à mobilité réduite     | Autre : - Amplitudes horaires : La ligne 530 fonctionne tous les soirs de 21 h 25 à 0 h 30 environ. - Date de dernière mise à jour : 7 avril 2019. |                                                                          |                                                                          |                                                                          |                                                                          |                                                                          |                                                                          |                                                                          |                                                                          |
| pictogramme 530 · Accessible aux personnes à mobilité réduite     | Dernière actualisation : — |                                                                          |                                                                          |                                                                          |                                                                          |                                                                          |                                                                          |                                                                          |                                                                          |
| pictogramme 533 · Accessible aux personnes à mobilité réduite     | Canebière (Bourse) ⥋ Géraniums | Canebière (Bourse) ⥋ Géraniums                                           | Canebière (Bourse) ⥋ Géraniums                                           | Canebière (Bourse) ⥋ Géraniums                                           | Canebière (Bourse) ⥋ Géraniums                                           | Canebière (Bourse) ⥋ Géraniums                                           | Canebière (Bourse) ⥋ Géraniums                                           | Canebière (Bourse) ⥋ Géraniums                                           | Canebière (Bourse) ⥋ Géraniums                                           |
| pictogramme 533 · Accessible aux personnes à mobilité réduite     | Ouverture / Fermeture 1er décembre 1997 / — | Longueur 7,2 km                                                          | Durée 34 min                                                             | Nb. d’arrêts 34                                                          | Matériel Citaro                                                          | Jours de fonctionnement L, Ma, Me, J, V, S, D                            | Jour / Soir / Nuit / Fêtes N / O / N / O                                 | Voy. / an —                                                              | Dépôt Saint-Pierre                                                       |
| pictogramme 533 · Accessible aux personnes à mobilité réduite     | Desserte : - Arrondissements desservis : 1er, 2e, 3e, 13e et 14e - Stations et gares desservies : Vieux Port , Belsunce Alcazar , Colbert , Jules Guesde , Gare St Charles - Arrêts desservis : Barbusse Colbert, Métro Colbert hôtel de région, Nédelec Guesde, Nédelec Leclerc, Bourdet Nédelec, Faculté St Charles, Gare St Charles, Honnorat Crimée, Voltaire St Charles, National Guibal, Belle de Mai National, Clovis Hugues, Belle de Mai Loubon, National Belle de Mai, Loubon Bellevue, Loubon Barbini, Place Caffo, Perrin Guigou, 5 avenues Burel, Villecroze Marronniers, Villecroze Bougie, Monet St Barthélémy, Monet Lavandins, Monet Florida, Mérimée Corot, Centre commercial du Merlan, Mérimée St Paul, Merlan Ste Marthe, Merlan Trompette, Merlan Verdon, Merlan Brissac, Merlan village |                                                                          |                                                                          |                                                                          |                                                                          |                                                                          |                                                                          |                                                                          |                                                                          |
| pictogramme 533 · Accessible aux personnes à mobilité réduite     | Autre : - Amplitudes horaires : La ligne 533 fonctionne tous les soirs de 21 h 25 à 0 h 30 environ. - Date de dernière mise à jour : 2 septembre 2018. |                                                                          |                                                                          |                                                                          |                                                                          |                                                                          |                                                                          |                                                                          |                                                                          |
| pictogramme 533 · Accessible aux personnes à mobilité réduite     | Dernière actualisation : — |                                                                          |                                                                          |                                                                          |                                                                          |                                                                          |                                                                          |                                                                          |                                                                          |
| pictogramme 535 · Accessible aux personnes à mobilité réduite     | Métro Bougainville ⥋ Estaque Riaux | Métro Bougainville ⥋ Estaque Riaux                                       | Métro Bougainville ⥋ Estaque Riaux                                       | Métro Bougainville ⥋ Estaque Riaux                                       | Métro Bougainville ⥋ Estaque Riaux                                       | Métro Bougainville ⥋ Estaque Riaux                                       | Métro Bougainville ⥋ Estaque Riaux                                       | Métro Bougainville ⥋ Estaque Riaux                                       | Métro Bougainville ⥋ Estaque Riaux                                       |
| pictogramme 535 · Accessible aux personnes à mobilité réduite     | Ouverture / Fermeture 1er décembre 1997 / — | Longueur 11,6 km                                                         | Durée 27 min                                                             | Nb. d’arrêts 50                                                          | Matériel Citaro                                                          | Jours de fonctionnement L, Ma, Me, J, V, S, D                            | Jour / Soir / Nuit / Fêtes N / O / N / O                                 | Voy. / an —                                                              | Dépôt Saint-Pierre                                                       |
| pictogramme 535 · Accessible aux personnes à mobilité réduite     | Desserte : - Arrondissements desservis : 2e, 3e, 14e, 15e et 16e - Stations et gares desservies : Bougainville , Gèze , L’Estaque - Arrêts desservis : Place Bougainville, Casanova de Lesseps, Casanova Barbès, Casanova États-Unis, Place des États-Unis, Casanova Canet, Casanova Larousse, Canet Ambrosini, Gèze Bossy, Oddo Lyon, Oddo Butineuse, Rabattu, Moulin à vent, Demandolx, La Cabucelle, Les Abattoirs, Traverse Maritime, La Calade, Campagne Lévêque, Piscine Municipale, Lycée St Exupéry, Cité St Louis, Rove Tuileries, St André passage à niveau, St André, Rabelais Picaron, Rabelais Pellan, St Henri, Pol Roux Rabelais, Chemin du Passet, Rabelais Frères, Rabelais Bourgade, Eydoux Pelouque, Eydoux Monjarde, Rabelais collège, Gare de l'Estaque, Fenouil le Pelletier, Fenouil écoles, Fenouil Cerisier, Littoral Sacomane, Fontaine des Tuiles, Estaque port, Estaque Village, Espace Mistral, Estaque Castejon |                                                                          |                                                                          |                                                                          |                                                                          |                                                                          |                                                                          |                                                                          |                                                                          |
| pictogramme 535 · Accessible aux personnes à mobilité réduite     | Autre : - Amplitudes horaires : La ligne 535 fonctionne tous les soirs de 21 h 25 à 0 h 30 environ. - Date de dernière mise à jour : 7 juin 2024. |                                                                          |                                                                          |                                                                          |                                                                          |                                                                          |                                                                          |                                                                          |                                                                          |
| pictogramme 535 · Accessible aux personnes à mobilité réduite     | Dernière actualisation : — |                                                                          |                                                                          |                                                                          |                                                                          |                                                                          |                                                                          |                                                                          |                                                                          |
| pictogramme 540 · Accessible aux personnes à mobilité réduite     | Castellane ⥋ La Solitude | Castellane ⥋ La Solitude                                                 | Castellane ⥋ La Solitude                                                 | Castellane ⥋ La Solitude                                                 | Castellane ⥋ La Solitude                                                 | Castellane ⥋ La Solitude                                                 | Castellane ⥋ La Solitude                                                 | Castellane ⥋ La Solitude                                                 | Castellane ⥋ La Solitude                                                 |
| pictogramme 540 · Accessible aux personnes à mobilité réduite     | Ouverture / Fermeture 1er décembre 1997 / — | Longueur 10,8 km                                                         | Durée 25 min                                                             | Nb. d’arrêts 49                                                          | Matériel Citaro                                                          | Jours de fonctionnement L, Ma, Me, J, V, S, D                            | Jour / Soir / Nuit / Fêtes N / O / N / O                                 | Voy. / an —                                                              | Dépôt Saint-Pierre                                                       |
| pictogramme 540 · Accessible aux personnes à mobilité réduite     | Desserte : - Arrondissements desservis : 5e, 6e, 10e, 11e et 12e - Stations et gares desservies : Castellane , La Timone , St Pierre , La Pomme , St Marcel , La Barasse - Arrêts desservis : Toulon Delphes, Toulon Isly, Toulon Hébert, Toulon Galinat, Place de Pologne, Jean Moulin Ste Baume, Jean Moulin Facultés, Métro La Timone, CHU Timone, St Pierre Godchot, St Pierre Ste Thérèse, St Pierre, St Pierre petite porte, St Pierre Jeannette, Lombard Parette, Lombard Bezombes, Lombard Rebattu, Lombard Mireille Lauze, Allard Mireille Lauze, La Pomme Heckel, Gare de la Pomme, La Pomme Campanules, Église de la Pomme, Valbarelle Heckel, Valbarelle St Jacques, Stade Coder, Valbarelle Andreu, Valbarelle Lanfranchi, Valbarelle Coder, HLM les Néréïdes, Chemin de la station, St Marcel, St Marcel Cavaillon, Barasse Tubet, Barasse beau site, Lycée Camille Jullian, Barasse Bancal, Bancal Barasse, Bancal St Menet, La Barasse, Barasse Albert, HLM la Barasse, Montgrand, La Millière, Millière Solitude |                                                                          |                                                                          |                                                                          |                                                                          |                                                                          |                                                                          |                                                                          |                                                                          |
| pictogramme 540 · Accessible aux personnes à mobilité réduite     | Autre : - Amplitudes horaires : La ligne 540 fonctionne tous les soirs de 22 h à 0 h 30 environ. Le départ de 21 h 20 de La Solitude est le dernier service de journée effectué par la ligne 40. - Date de dernière mise à jour : 7 juin 2024. |                                                                          |                                                                          |                                                                          |                                                                          |                                                                          |                                                                          |                                                                          |                                                                          |
| pictogramme 540 · Accessible aux personnes à mobilité réduite     | Dernière actualisation : — |                                                                          |                                                                          |                                                                          |                                                                          |                                                                          |                                                                          |                                                                          |                                                                          |
| pictogramme 582 · Accessible aux personnes à mobilité réduite     | Canebière (Bourse) ⥋ Foch Cinq-Avenues via la Joliette | Canebière (Bourse) ⥋ Foch Cinq-Avenues via la Joliette                   | Canebière (Bourse) ⥋ Foch Cinq-Avenues via la Joliette                   | Canebière (Bourse) ⥋ Foch Cinq-Avenues via la Joliette                   | Canebière (Bourse) ⥋ Foch Cinq-Avenues via la Joliette                   | Canebière (Bourse) ⥋ Foch Cinq-Avenues via la Joliette                   | Canebière (Bourse) ⥋ Foch Cinq-Avenues via la Joliette                   | Canebière (Bourse) ⥋ Foch Cinq-Avenues via la Joliette                   | Canebière (Bourse) ⥋ Foch Cinq-Avenues via la Joliette                   |
| pictogramme 582 · Accessible aux personnes à mobilité réduite     | Ouverture / Fermeture 7 janvier 2013 / — | Longueur 6,6 km                                                          | Durée 26 min                                                             | Nb. d’arrêts 31                                                          | Matériel GX 137                                                          | Jours de fonctionnement L, Ma, Me, J, V, S, D                            | Jour / Soir / Nuit / Fêtes N / O / N / O                                 | Voy. / an —                                                              | Dépôt Saint-Pierre                                                       |
| pictogramme 582 · Accessible aux personnes à mobilité réduite     | Desserte : - Arrondissements desservis : 1er, 2e, 3e et 4e - Stations et gares desservies : Vieux Port , Belsunce Alcazar , Jules Guesde , Gare St Charles , Longchamp , Cinq Avenues - Arrêts desservis : Hôtel de ville, Quai du Port, Capitainerie, Fort St Jean, Littoral Major, Gare maritime internationale, Hangar J1, Dames Schuman, Dames République, Métro Jules Guesde, Nédelec Guesde, Nédelec Leclerc, Faculté St Charles, Gare St Charles, Honnorat Crimée, Bourdet Nédelec, Voltaire St Charles, National Guibal, Guibal Cavaignac, Pôle média, Friche Belle de Mai, Belle de Mai, Bernard Clovis Hugues, Belle de Mai National, Bénédit, Place Leverrier, Longchamp, 5 avenues Fondère, Blancarde 5 avenues |                                                                          |                                                                          |                                                                          |                                                                          |                                                                          |                                                                          |                                                                          |                                                                          |
| pictogramme 582 · Accessible aux personnes à mobilité réduite     | Autre : - Amplitudes horaires : La ligne 582 fonctionne tous les soirs de 21 h 15 à 0 h 45 environ. - Date de dernière mise à jour : 30 juin 2019. |                                                                          |                                                                          |                                                                          |                                                                          |                                                                          |                                                                          |                                                                          |                                                                          |
| pictogramme 582 · Accessible aux personnes à mobilité réduite     | Dernière actualisation : — |                                                                          |                                                                          |                                                                          |                                                                          |                                                                          |                                                                          |                                                                          |                                                                          |

### Noctambus

#### Présentation
Après avoir restructuré le réseau de soirée en début d’été 2024, la RTM choisit au mois de septembre suivant de lancer un nouveau réseau de bus entièrement nocturne appelé Noctambus constitué de deux lignes avec un départ toutes les heures fonctionnant les nuits du jeudi au vendredi, du vendredi au samedi et du samedi au dimanche après le service des lignes de soirée et avant le service des lignes de journée. Elles relient principalement le centre-ville à des résidences universitaires.

#### Lignes de nuit
| Ligne | Caractéristiques | Caractéristiques                                | Caractéristiques                                | Caractéristiques                                | Caractéristiques                                | Caractéristiques                                | Caractéristiques                                | Caractéristiques                                | Caractéristiques                                |
| N1    | Vieux-Port ⥋ Luminy parc national des Calanques | Vieux-Port ⥋ Luminy parc national des Calanques | Vieux-Port ⥋ Luminy parc national des Calanques | Vieux-Port ⥋ Luminy parc national des Calanques | Vieux-Port ⥋ Luminy parc national des Calanques | Vieux-Port ⥋ Luminy parc national des Calanques | Vieux-Port ⥋ Luminy parc national des Calanques | Vieux-Port ⥋ Luminy parc national des Calanques | Vieux-Port ⥋ Luminy parc national des Calanques |
| ----- | --- | ----------------------------------------------- | ----------------------------------------------- | ----------------------------------------------- | ----------------------------------------------- | ----------------------------------------------- | ----------------------------------------------- | ----------------------------------------------- | ----------------------------------------------- |
| N1    | Ouverture / Fermeture 5 septembre 2024 / — | Longueur 13 km                                  | Durée 33 min                                    | Nb. d’arrêts —                                  | Matériel Citaro                                 | Jours de fonctionnement J, V, S                 | Jour / Soir / Nuit / Fêtes N / N / O / O        | Voy. / an —                                     | Dépôt Saint-Pierre                              |
| N1    | Desserte : - Arrondissements desservis : 1er, 5e, 6e, 7e, 8e, 9e et 10e - Arrêts desservis : Vieux Port Ballard, Breteuil Puget, Puget Fortia, Place de la Corderie, Fort Notre Dame, Place aux Huiles, Estrangin Puget, Préfecture, Salvator Italie, Lieutaud Salvator, Lieutaud Baille, Baille Lieutaud, Baille Lodi, Baille Vertus, Baille Hôpital Conception, Baille Nègre, Métro la Timone, Jean Moulin Facultés, Jean Moulin Ste Baume, Place de Pologne, Capelette Rabatau, Lycée Brochier, Bonnefoy palais omnisports, Bonnefoy Rabatau, Place Ferrié, Rabatau Rouet, Hôpital St Joseph, Métro Rond-point du Prado, Michelet Huveaune, Michelet Ramon, Michelet Bousquet, Le Corbusier, Michelet Luce, Michelet Taine, Michelet Bonnaude, Obélisque, Ste Trinité, Résidence le Montmorency, Tomasi, Centre commercial Valmante, Résidence Valmont Redon, Le Redon, Lachamp Le Clos des Iris, Luminy Lachamp, HLM Luminy, Luminy complexe sportif, Luminy Kedge Business School |                                                 |                                                 |                                                 |                                                 |                                                 |                                                 |                                                 |                                                 |
| N1    | Autre : - Amplitudes horaires : La ligne N1 fonctionne les nuits du jeudi au dimanche de 1 h 30 à 4 h 30 du matin à raison d’un départ par heure. - Date de dernière mise à jour : 4 septembre 2024. |                                                 |                                                 |                                                 |                                                 |                                                 |                                                 |                                                 |                                                 |
| N1    | Dernière actualisation : — |                                                 |                                                 |                                                 |                                                 |                                                 |                                                 |                                                 |                                                 |
| N2    | Vieux-Port ⥋ Einstein parking relais | Vieux-Port ⥋ Einstein parking relais            | Vieux-Port ⥋ Einstein parking relais            | Vieux-Port ⥋ Einstein parking relais            | Vieux-Port ⥋ Einstein parking relais            | Vieux-Port ⥋ Einstein parking relais            | Vieux-Port ⥋ Einstein parking relais            | Vieux-Port ⥋ Einstein parking relais            | Vieux-Port ⥋ Einstein parking relais            |
| N2    | Ouverture / Fermeture 5 septembre 2024 / — | Longueur 15 km                                  | Durée 40 min                                    | Nb. d’arrêts —                                  | Matériel Citaro                                 | Jours de fonctionnement J, V, S                 | Jour / Soir / Nuit / Fêtes N / N / O / O        | Voy. / an —                                     | Dépôt Saint-Pierre                              |
| N2    | Desserte : - Arrondissements desservis : 1er, 2e, 3e, 13e et 14e - Arrêts desservis : Barbusse Colbert, Métro Colbert, Nédelec Guesde, Bourdet St Charles, Liberté Lafayette, Réformés Canebière, Voltaire St Charles, National Guibal, National Belle de Mai, National Loubon, Loubon Bellevue, Loubon Barbini, Place Caffo, Burel Plombières, Plombières Bon Secours, Plombières Arnal, Perrin Guigou, 5 avenues Burel, Villecroze Marronniers, Villecroze Bougie, Monet St Barthélemy, Monet Lavandins, Monet Florida, Mérimée Corot, Centre commercial le Merlan, Merlan Ste Marthe, Merlan Trompette, Merlan Verdon, Merlan Brissac, Merlan village, Géraniums, St Jérôme IUT, Susini Marie Louise, Nicolas Appert, Notre Dame de la Consolation, Consolation Balustres, Lycée Artaud, Consolation Gracieuse, Barielle, Les Vieux Cyprès, Technopole centrale Méditerranée, Technopole Polytech Marseille, Néel, Leprince Ringuet, Miège                                          |                                                 |                                                 |                                                 |                                                 |                                                 |                                                 |                                                 |                                                 |
| N2    | Autre : - Amplitudes horaires : La ligne N2 fonctionne les nuits du jeudi au dimanche de 1 h 30 à 4 h 30 du matin à raison d’un départ par heure. - Date de dernière mise à jour : 4 septembre 2024. |                                                 |                                                 |                                                 |                                                 |                                                 |                                                 |                                                 |                                                 |
| N2    | Dernière actualisation : — |                                                 |                                                 |                                                 |                                                 |                                                 |                                                 |                                                 |                                                 |

## Autres réseaux
Marseille est également desservie par des lignes Transmétropole du territoire Marseille-Provence de la métropole d'Aix-Marseille-Provence et par le réseau Salon Etang Côte Bleue :
| Ligne | Caractéristiques | Caractéristiques                                                  | Caractéristiques                                                  | Caractéristiques                                                  | Caractéristiques                                                  | Caractéristiques                                                  | Caractéristiques                                                  | Caractéristiques                                                  | Caractéristiques                                                  |
| C6    | TAD Ensuès-la-Redonne | TAD Ensuès-la-Redonne                                             | TAD Ensuès-la-Redonne                                             | TAD Ensuès-la-Redonne                                             | TAD Ensuès-la-Redonne                                             | TAD Ensuès-la-Redonne                                             | TAD Ensuès-la-Redonne                                             | TAD Ensuès-la-Redonne                                             | TAD Ensuès-la-Redonne                                             |
| C6    | Ensuès ⥋ Méjàn / Chardoneret | Ensuès ⥋ Méjàn / Chardoneret                                      | Ensuès ⥋ Méjàn / Chardoneret                                      | Ensuès ⥋ Méjàn / Chardoneret                                      | Ensuès ⥋ Méjàn / Chardoneret                                      | Ensuès ⥋ Méjàn / Chardoneret                                      | Ensuès ⥋ Méjàn / Chardoneret                                      | Ensuès ⥋ Méjàn / Chardoneret                                      | Ensuès ⥋ Méjàn / Chardoneret                                      |
| ----- | --- | ----------------------------------------------------------------- | ----------------------------------------------------------------- | ----------------------------------------------------------------- | ----------------------------------------------------------------- | ----------------------------------------------------------------- | ----------------------------------------------------------------- | ----------------------------------------------------------------- | ----------------------------------------------------------------- |
| C6    | Ouverture / Fermeture — / — | Longueur —                                                        | Durée 30 min                                                      | Nb. d’arrêts 30                                                   | Matériel Sprinter                                                 | Jours de fonctionnement L, Ma, Me, J, V                           | Jour / Soir / Nuit / Fêtes O / N / N / N                          | Voy. / an —                                                       | Exploitant RTM Est-Métropole                                      |
| C6    | Desserte : - Stations et gares desservies : Gare de La Redonne-Ensuès - Arrêts desservis : Rond Point Chantegrive, Chantegrive EDF, Bartavelle, Les Hérons, Flamants Rose, Chardonerets, Pachons, Hôtel de Ville, Bibliothèque, Souvenir Français, Cimetière, Colleton, La Poste, Bourgailles, Graffinane, Vieilles Vignes, Magnolias, Grand Pins, Plateau la Brise, Gare SNCF Ensues, Village Redonne, Anthénors, Figuières, Falaise, Petit Méjean, Grand Méjean, Résidence les Coulins, École Mistral, Val Ricard, Résidence Val Ricard |                                                                   |                                                                   |                                                                   |                                                                   |                                                                   |                                                                   |                                                                   |                                                                   |
| C6    | Évolution : Expérimentation du transport à la demande depuis le 27 février 2023. Autre : - Date de dernière mise à jour : 14 octobre 2023. |                                                                   |                                                                   |                                                                   |                                                                   |                                                                   |                                                                   |                                                                   |                                                                   |
| C6    | Dernière actualisation : — |                                                                   |                                                                   |                                                                   |                                                                   |                                                                   |                                                                   |                                                                   |                                                                   |
| C7    | TAD Le Rove | TAD Le Rove                                                       | TAD Le Rove                                                       | TAD Le Rove                                                       | TAD Le Rove                                                       | TAD Le Rove                                                       | TAD Le Rove                                                       | TAD Le Rove                                                       | TAD Le Rove                                                       |
| C7    | Niolon ⥋ Estaque |                                                                   |                                                                   |                                                                   |                                                                   |                                                                   |                                                                   |                                                                   |                                                                   |
| C7    | Ouverture / Fermeture — / — | Longueur —                                                        | Durée 34 min                                                      | Nb. d’arrêts 21                                                   | Matériel Sprinter                                                 | Jours de fonctionnement L, Ma, Me, J, V                           | Jour / Soir / Nuit / Fêtes O / N / N / O                          | Voy. / an —                                                       | Exploitant RTM Est-Métropole                                      |
| C7    | Desserte : - Stations et gares desservies : Gare de Niolon - Villes desservis : Le Rove, Marseille - Arrêts desservis : Fontaine des Tuiles, Estaque Port, Espace Mistral, Corbières, Resquiadou, La Ricarde, Jardins, Bastides, Chenes Verts, Les Tamaris, Logis Neuf, Le Mas, François Bessou, La Poste, Saint-Roch, Les Coulets, Joliot Curie, Bergerie, Gare de Niolon, Vesse |                                                                   |                                                                   |                                                                   |                                                                   |                                                                   |                                                                   |                                                                   |                                                                   |
| C7    | Évolution : Expérimentation du transport à la demande depuis le 27 février 2023. Autre : - Date de dernière mise à jour : 14 octobre 2023. |                                                                   |                                                                   |                                                                   |                                                                   |                                                                   |                                                                   |                                                                   |                                                                   |
| C7    | Dernière actualisation : — |                                                                   |                                                                   |                                                                   |                                                                   |                                                                   |                                                                   |                                                                   |                                                                   |
| C8    | Marseille – Saint-Charles ⥋ Sausset-les-Pins – Parking de la Gare | Marseille – Saint-Charles ⥋ Sausset-les-Pins – Parking de la Gare | Marseille – Saint-Charles ⥋ Sausset-les-Pins – Parking de la Gare | Marseille – Saint-Charles ⥋ Sausset-les-Pins – Parking de la Gare | Marseille – Saint-Charles ⥋ Sausset-les-Pins – Parking de la Gare | Marseille – Saint-Charles ⥋ Sausset-les-Pins – Parking de la Gare | Marseille – Saint-Charles ⥋ Sausset-les-Pins – Parking de la Gare | Marseille – Saint-Charles ⥋ Sausset-les-Pins – Parking de la Gare | Marseille – Saint-Charles ⥋ Sausset-les-Pins – Parking de la Gare |
| C8    | Ouverture / Fermeture — / — | Longueur —                                                        | Durée 65 min                                                      | Nb. d’arrêts 36                                                   | Matériel Lion’s Intercity                                         | Jours de fonctionnement L, Ma, Me, J, V                           | Jour / Soir / Nuit / Fêtes O / N / N / N                          | Voy. / an —                                                       | Exploitant Azur Évasion                                           |
| C8    | Desserte : - Stations et gares desservies : Saint-Charles , Jules Guesde , Joliette , Sausset-les-Pins - Villes desservies : Marseille, Le Rove, Ensuès-la-Redonne, Carry-le-Rouet, Sausset-les-Pins - Arrêts desservis : Charles Roux, Rive d'Or, Parc de Loisirs, Marcel Bodelle, Les Coquillages, Le Camping, Centre Commercial, La Tuilère, Don Camillo, Le Port, La Tasse, Général Leclerc, Le Rouet, Ensuès Côte Bleue, Bergerie, Joliot Curie, Les Coulets, La Poste, Bessou, Le Mas, Les Héritages, Estaque Castejon, Espace Mistral, Estaque Port, Fontaine des Tuiles, Littoral Jean Labro, Littoral Chamant, Littoral Bernado, Cap Pinède, Saint Cassien, Le Silo, Joliette, Dames République, Métro Jules Guesde |                                                                   |                                                                   |                                                                   |                                                                   |                                                                   |                                                                   |                                                                   |                                                                   |
| C8    | Autre : - Amplitudes horaires : La ligne C8 fonctionne du lundi au vendredi de 6 h 30 à 18 h 47 environ. - Particularités : La ligne n’effectue que 6 départs par jour, les 3 premiers partent de Sausset-les-Pins et les 3 derniers partent de Marseille. - Date de dernière mise à jour : 14 octobre 2023. |                                                                   |                                                                   |                                                                   |                                                                   |                                                                   |                                                                   |                                                                   |                                                                   |
| C8    | Dernière actualisation : — |                                                                   |                                                                   |                                                                   |                                                                   |                                                                   |                                                                   |                                                                   |                                                                   |
| M06   | Marcouline | Marcouline                                                        | Marcouline                                                        | Marcouline                                                        | Marcouline                                                        | Marcouline                                                        | Marcouline                                                        | Marcouline                                                        | Marcouline                                                        |
| M06   | Castellane ⥋ Cassis |                                                                   |                                                                   |                                                                   |                                                                   |                                                                   |                                                                   |                                                                   |                                                                   |
| M06   | Ouverture / Fermeture — / — | Longueur —                                                        | Durée —                                                           | Nb. d’arrêts —                                                    | Matériel —                                                        | Jours de fonctionnement —                                         | Jour / Soir / Nuit / Fêtes — / — / — / —                          | Voy. / an —                                                       | Dépôt —                                                           |
| M06   | Desserte : Aubagne, Carnoux-en-Provence |                                                                   |                                                                   |                                                                   |                                                                   |                                                                   |                                                                   |                                                                   |                                                                   |
| M06   | Autre : |                                                                   |                                                                   |                                                                   |                                                                   |                                                                   |                                                                   |                                                                   |                                                                   |
| M06   | Dernière actualisation : — |                                                                   |                                                                   |                                                                   |                                                                   |                                                                   |                                                                   |                                                                   |                                                                   |

Par ailleurs, les lignes 6, 10 et 14 des transports en commun d'Aubagne et la ligne 1 de Salon Etang Côte Bleue traversent le territoire de la commune de Marseille, ainsi que les lignes 33, 34, 36, 48, 49, 50, 51, 64, 78, 79, 88, 89, 91, 100, 102 et 240 du réseau métropolitain lecar. Les lignes 51, 78 et 240 peuvent être empruntées avec un titre lacarte pour les arrêts situés à Marseille.

## Matériel roulant
Au 21 avril 2024, le parc d'autobus de la RTM est composé de 625 véhicules dont 93 bus articulés, 446 bus standards, 75 midibus et 11 minibus. Au sein de cette flotte, 21 bus fonctionnent à l'électrique et les autres véhicules sont équipés de hybride Diesel-électrique et les autres véhicules sont équipés de moteurs Diesel.
À cela s’ajoutent des véhicules appartenant à des sous-traitants les exploitant pour le compte de la RTM (Azur Évasion , SUMA).

### Bus articulés

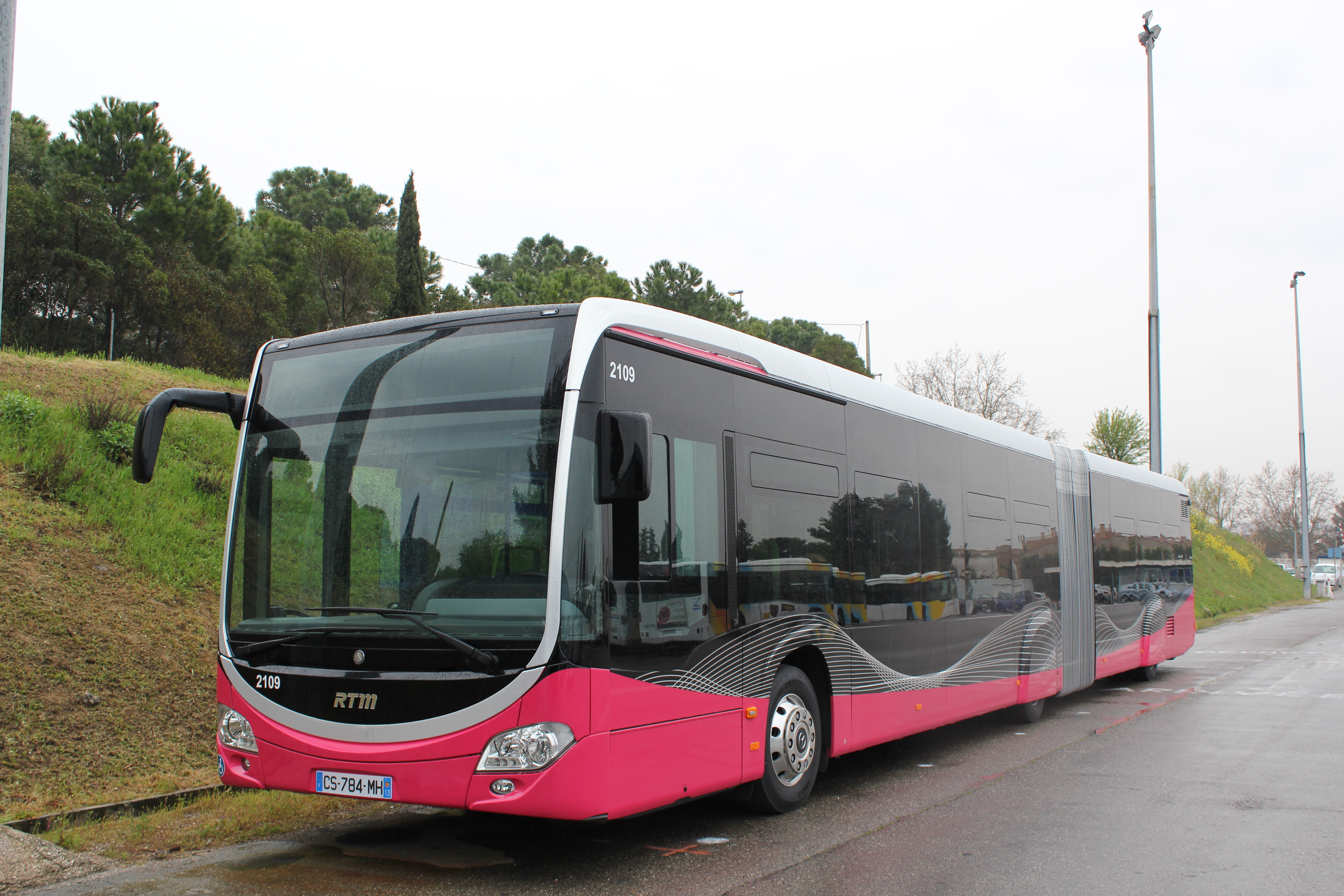
Mercedes-Benz Citaro G C2 n°2109 du réseau RTM.

| Constructeur  | Modèle           | Nombre | Numéros de parc | Période de mise en service       | Affectation | Exploitant | Observation |
| ------------- | ---------------- | ------ | --------------- | -------------------------------- | --- | ---------- | ----------- |
| Mercedes-Benz | Citaro G C2 BHNS | 93     | 2101-2193       | Entre avril 2013 à novembre 2018 | Ligne B1 · Ligne B2 · Ligne B3A · Ligne B3B · Ligne 19 · Ligne 21J · Ligne 35 · Ligne 38 · Ligne 70 · Ligne 98 | RTM        | –           |

### Bus standards

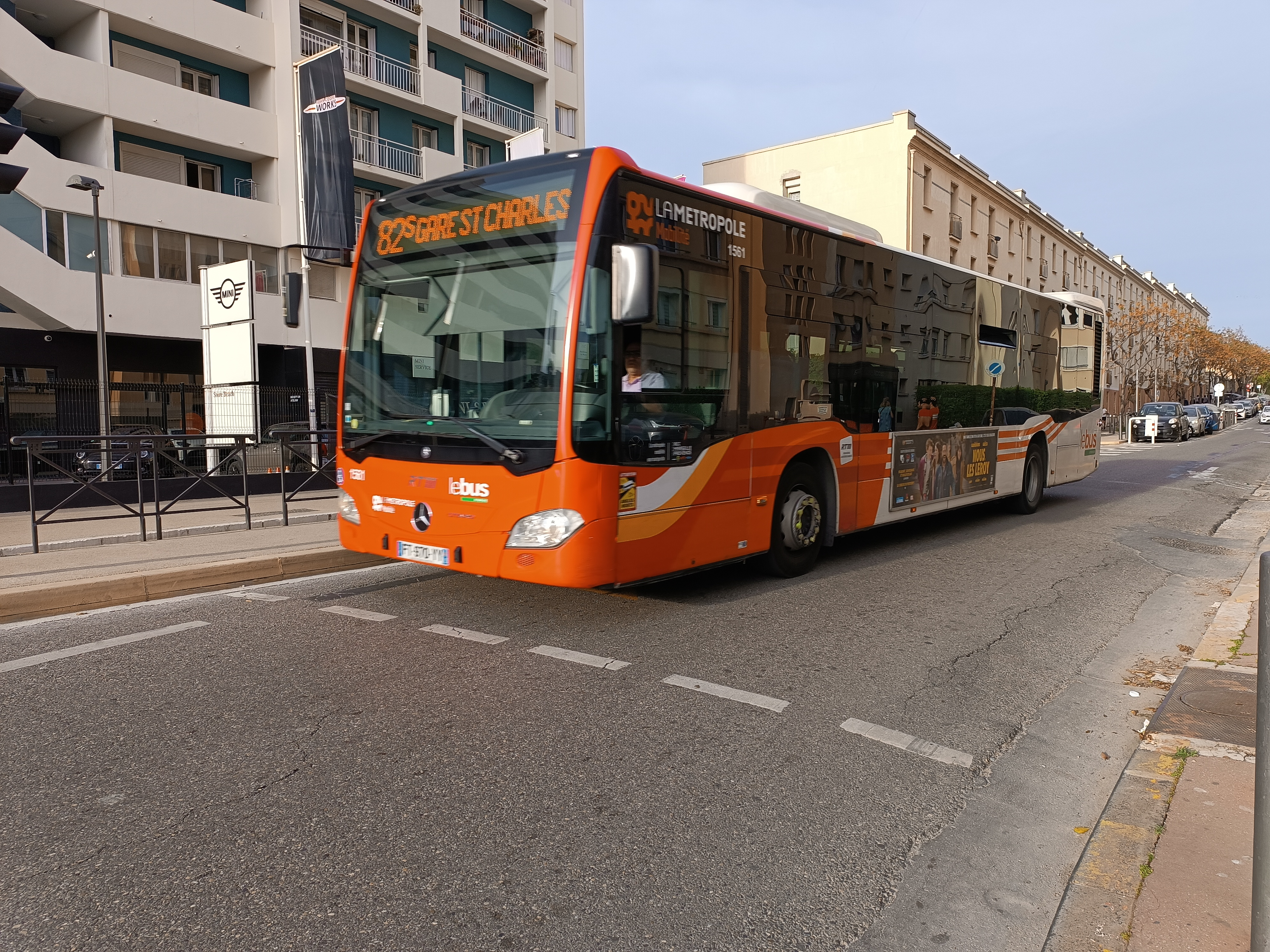
Mercedes-Benz Citaro C2 Hybrid n°1561 du réseau RTM.

| Constructeur  | Modèle           | Nombre | Numéros de parc | Période de mise en service         | Affectation                 | Exploitant | Observations     |
| ------------- | ---------------- | ------ | --- | ---------------------------------- | --------------------------- | ---------- | ---------------- |
| Heuliez Bus   | GX 327           | 40     | 1102-1103, 1113, 1117, 1118, 1123, 1127, 1130, 1132, 1134-1135, 1137-1138, 1140, 1143-1145, 1148-1150, 1152-1157, 1159-1167, 1174-1178, 1182, 1184, 1185-1187 | Entre juillet 2007 à août 2009     | Toutes les lignes du réseau | RTM        | Réforme en cours |
| Heuliez Bus   | GX 337 ELEC      | 3      | 1824-1826 | Entre janvier 2022 à avril 2022    | Ligne 63 Ligne 107          | RTM        | –                |
| Irizar        | I2e              | 6      | 1801-1806 | Entre décembre 2015 et mai 2016    | Ligne 82 · Ligne 82S        | RTM        | –                |
| Irizar        | ie bus 12        | 4      | 1812, 1818-1820 | Entre avril 2022 à décembre 2022   | Ligne 63 Ligne 107          | RTM        | –                |
| Iveco Bus     | Crossway LE City | 8      | 1341-1343, 1346-1349, 1565 | Janvier 2023                       | Ligne 64                    | SUMA       | –                |
| Mercedes-Benz | Citaro           | 2      | 1001-1002 | Entre novembre 2000 à juin 2006    | Formation                   | RTM        | Véhicule école   |
| Mercedes-Benz | Citaro Facelift  | 125    | 1201-1299, 1301-1326 | Entre janvier 2011 à mai 2012      | Toutes les lignes du réseau | RTM        | –                |
| Mercedes-Benz | Citaro C2        | 188    | 1327-1502, 1205-1206, 1317, 1319, 1321, 1338, 1993-1995, 1997, 2003, 2004                                                                                     | Entre mars 2014 à novembre 2023    | Toutes les lignes du réseau | RTM, SUMA  | –                |
| Mercedes-Benz | Citaro C2 Hybrid | 79     | 1503-1581 | Entre juillet 2020 à décembre 2020 | Toutes les lignes du réseau | RTM        | –                |
| Mercedes-Benz | eCitaro          | 4      | 1814-1817 | Entre avril 2022 à décembre 2023   | Ligne 63 Ligne 107          | RTM        | –                |
| Volvo         | 7900 Electric    | 4      | 1813, 1821-1823 | Entre février 2022 à juin 2023     | Ligne 63 Ligne 107          | RTM        | –                |

### Midibus

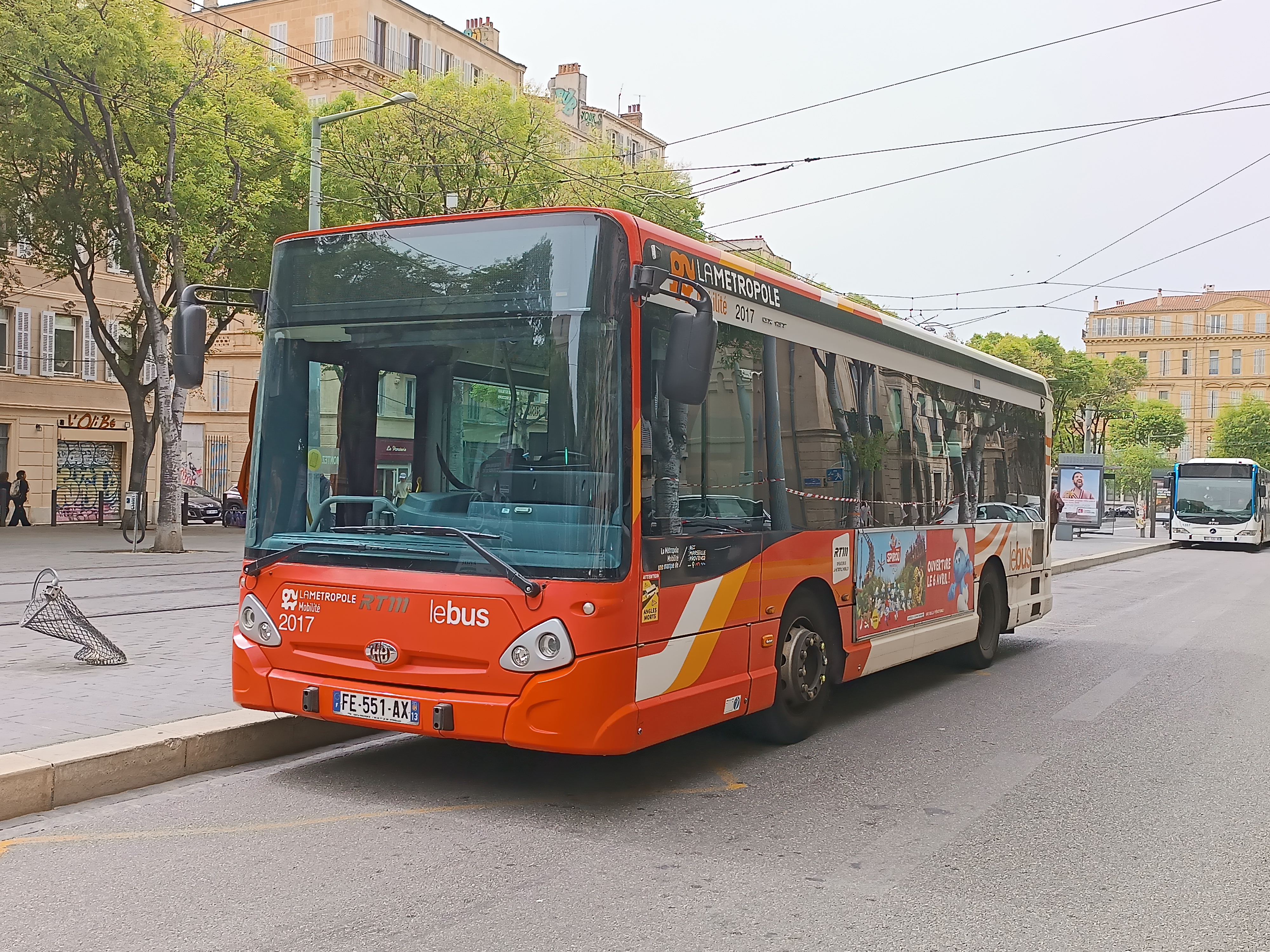
Heuliez Bus GX 137 n°2017 du réseau RTM.

| Constructeur | Modèle      | Nombre | Numéros de parc | Période de mise en service     | Affectation         | Exploitant       | Observation                                                                            |
| ------------ | ----------- | ------ | --------------- | ------------------------------ | ------------------- | ---------------- | -------------------------------------------------------------------------------------- |
| Heuliez Bus  | GX 127      | 3      | 359-846-869     | juin 2025                      | Ligne 20            | RTM Azur Évasion |                                                                                        |
| Heuliez Bus  | GX 137      | 73     | 2001-2073       | Entre janvier 2019 à juin 2019 | Ligne 62            | RTM              | Peuvent servir de renfort pour les autres lignes exploitées en standard de leur dépôt. |
| Iveco Bus    | Urbanway 10 | 2      | 280-281         | Janvier 2019                   | Ligne 47 · Ligne 51 | RTM              | Peuvent servir de renfort pour les autres lignes exploitées en standard de leur dépôt. |

### Minibus
| Constructeur  | Modèle           | Nombre | Numéros de parc | Période de mise en service          | Affectation                                                                              | Exploitant | Observation                     |
| ------------- | ---------------- | ------ | --------------- | ----------------------------------- | ---------------------------------------------------------------------------------------- | ---------- | ------------------------------- |
| Irisbus       | Cytios 34        | 3      | 111-113         | Janvier 2013                        | Ligne 59 · Ligne 84 · Ligne 86 · Ligne 88 · Ligne 95 · Ligne 95S                         | RTM        | –                               |
| Mercedes-Benz | S City           | 6      | 101-106         | Entre janvier 2013 et juin 2016     | Ligne 59 · Ligne 84 · Ligne 86 · Ligne 88 · Ligne 95 · Ligne 95S · Ligne 121 · Ligne 122 | RTM        | –                               |
| Mercedes-Benz | Sprinter City 35 | 4      | 932-935         | Entre novembre 2015 et janvier 2016 | Ligne 59 · Ligne 84 · Ligne 86 · Ligne 88 · Ligne 95 · Ligne 95S · Ligne 121 · Ligne 122 | RTM        | RDT13 jusqu’au 31 décembre 2023 |

### Dépôts
- Le dépôt de RTM - Centre Bus Arenc est situé dans la principauté, au 7 Bd Ferdinand de Lesseps, 13015 Marseille
- Le dépôt de RTM - Centre Bus La Rose Surface est situé dans la principauté, au 3 Rue Paul Langevin, 13013 Marseille
- Le dépôt de RTM - Centre Bus Capelette est situé dans la principauté, au 4 Rue Jauffret, 13010 Marseille
- Le dépôt de RTM - Centre Mixte Saint-Pierre est situé dans la principauté, au 435 Rue Saint-Pierre, 13005 Marseille
- Le dépôt de Azur Évasion est situé dans la principauté, au 25 Bd de Saint-Marcel Local 63, 13011 Marseille
- Le dépôt de SUMA (Suma, Telleschi, UTP, Pastouret et SAM) est situé dans la principauté, au 92 Av. Emmanuel Allard, 13011 Marseille

## Réseau de bus 2025
La refonte totale du réseau de bus est à l'étude, pour une mise en service en 2025. Une concertation publique a lieu du 15 décembre 2022 au 28 février 2023. Le plan définitif sera mis en ligne courant juillet 2023, puis les travaux d'aménagement des routes, pôle d'échange, arrêt de bus commenceront d'ici fin 2023. La création des nouveaux plans et horaire commenceront aussi des à présent. Quand la mise en service se fera progressivement. Seul le réseau de nuit actuel prendra fin décembre 2024 de façon progressive notamment et le nouveau de façon progressive aussi dès le 1er janvier 2025.
Le réseau s'articulera autour de :
- 20 lignes principales numérotées B1 à B20, à la fréquence élevée (de 6 à 10 minutes en heures de pointe) et avec une amplitude horaire étendue (de 4h30 à 1h, 7j/7). En attendant l'extension du réseau de tramway, deux lignes temporaires B21 et B22 seront également en service ;
- des lignes standards numérotées 100 à 162, à la fréquence classique (de 10 à 15 minutes en heures de pointe) et avec une amplitude horaire classique (de 6h à 21h, 7j/7). En attendant l'extension du réseau de tramway, deux lignes temporaires 133 et 146 seront également en service. La ligne 159 quant à elle aura une amplitude horaire étendue (de 4h30 à 1h, 7j/7) ;
- des lignes locales numérotées 180 à 188, à la fréquence limitée (20 à 30 minutes en heures de pointe), et avec une amplitude horaire limitée (de 7h à 19h, 6j/7) ;
- deux lignes de transport à la demande, numérotées 190 et 191, sur réservation à la demande des voyageurs de 7h à 19h 6j/7.

### Crédits internes
- Cet article est partiellement ou en totalité issu de l'article intitulé « Très Grand Bus » (voir la liste des auteurs).

- Cet article est partiellement ou en totalité issu de l'article intitulé « Ligne 1 du TGB de Marseille » (voir la liste des auteurs).

- Cet article est partiellement ou en totalité issu de l'article intitulé « Ligne 2 du TGB de Marseille » (voir la liste des auteurs).

- Cet article est partiellement ou en totalité issu de l'article intitulé « Ligne 3A du TGB de Marseille » (voir la liste des auteurs).

- Cet article est partiellement ou en totalité issu de l'article intitulé « Ligne 3B du TGB de Marseille » (voir la liste des auteurs).